# Bunuri mobile din domeniul documente clasate în patrimoniul cultural național al României aflate în județul Iași
Acestă listă conține bunurile mobile din domeniul documente clasate în Patrimoniul cultural național al României aflate la momentul clasării în județul Iași.

## Tezaur
| Foto | Informații generale | Detalii tehnice                                                                        | Descriere | Deținător                                           | Legături |
| ---- | --- | -------------------------------------------------------------------------------------- | --- | --------------------------------------------------- | -------- |
|      | Fotografie | Datare: 1931 Dimensiuni: 8,5 x 5,5 cm Material: hârtie fotografică                     | Fotografia îl înfățișează pe prof. Ștefan Procopiu, aflat pe teren, la măsurători topografice. Acesta stă lângă trepiedul pe care se află montat aparatul de măsurat, cu mâinile pe șolduri, privind în jos. Lateral sânga se află cutia aparatului. În spate se văd arbori. Imaginea completează informațiile despre deplasările profesorului privind cercetările sale geodezice legate de magnetismul pământului. Fotografia a fost lipită de o coală de hârtie. | Muzeul Științei și Tehnicii „Ștefan Procopiu”, Iași | Cimec    |
|      | Scrisoare manuscris G.M. Cantacuzino (Horlești, 4 decembrie 1910) adresată iui N. Gane (primar lași) Autor: Cantacuzino, G.M. | Datare: 4 decembrie 1910 Dimensiuni: L: 20,2 cm; La: 24,9 cm Material: hârtie          | În stânga, antet: Primăria Comunei lași - Direcția Serviciului Lucrărilor de Alimentare cu Apă și Canalizare – Cabinetul Inspectorului G-l. Scrisoare manuscris G.M. Cantacuzino (Horlești, 4 decembrie 1910) adresată iui N. Gane (primar lași) prin care primăria este anunțată că a fost racordat provizoriu Rezervorul inferior (Seminarul Catolic) pentru a fi umplut cu apă, iar în cazul unei presiuni normale va fi alimentat și rezervorul mijlociu din Grădina Copou. Din rezervorul inferior vor fi date în funcțiune prin alimentarea cu apă și cișmelele din oraș - asta pentru ca „populația să fie liniștită”. Pentru zona superioară se va proceda în curând la fel. Semnătură autografă G.M. Cantacuzino. Scrisoarea este redactată la Hoișeșeti, locul copilăriei arhitectului și moșia bunicilor săi. G.M. Cantacuzino, arhitect era în acel moment inspector general al Direcțiunii Serviciului Lucrărilor de Alimentare cu apă și canalizare. G.M. Cantacuzino, arhitect român cu studii în Franța și Austria, a trăit între 1899-1960, ultima parte a vieții la lași. Este arhitectul Palatului Mitropolitan de la lași. Nicolae Gane (1838-1916), scriitor junimist, a fost și primar al lașilor în cinci legislaturi, ultima fiind iulie 1907 - ianuarie 1911, este și perioada în care încep și se sfârșesc lucrările de aducțiune a apei de la Timișești la lași pe o distanță de 106 Km, Nicolae Gane angajase încă din 1897 un inginer englez William Heerlein Lindley pentru realizarea unui proiect-studiu referitor la aducțiunea de apă, lucrare care a fost terminată într-un an. | Muzeul Științei și Tehnicii „Ștefan Procopiu”, Iași | Cimec    |
|      | Scrisoare manuscris G.M. Cantacuzino (Hoișeșeti, 19 martie 1910) adresată iui N. Gane (primar lași) Autor: Cantacuzino, G.M.  | Datare: 19 martie 1910 Dimensiuni: L: 26,1 cm; La: 24,4 cm Material: hârtie            | Scrisoare G.M. Canatacuzino datată (19 martie 1910) adresată lui N. Gane (Domnule Primar) prin care îi comunică mulțumirea sa legată de Domnul Director care nu se supune dispozițiilor sale în calitate de inspector general. Drept consecință părăsește Direcțiunea nu înainte de a-l anunța pe primar și a aștepta decizia acestuia. Semnătură autografă: Inspector general G.M. Canatacuzino. Scrisoarea este redactată la Hoișeșeti, locul copilăriei arhitectului și moșia bunicilor săi. G.M. Cantacuzino, arhitect era în acel moment inspector general al Direcțiunii Serviciului Lucrărilor de Alimentare cu apă și canalizare. G.M. Cantacuzino, arhitect român cu studii în Franța și Austria, a trăit între 1899-1960, ultima parte a vieții la lași. Este arhitectul Palatului Mitropolitan de la lași. Nicolae Gane (1838-1916), scriitor junimist, a fost și primar al lașilor în cinci legislaturi, ultima fiind iulie 1907 - ianuarie 1911, este și perioada în care încep și se sfârșesc lucrările de aducțiune a apei de la Timișești la lași pe o distanță de 106 Km, Nicolae Gane angajase încă din 1897 un inginer englez William Heerlein Lindley pentru realizarea unui proiect-studiu referitor la aducțiunea de apă, lucrare care a fost terminată într-un an. | Muzeul Științei și Tehnicii „Ștefan Procopiu”, Iași | Cimec    |
|      | Manuscris Matilda Cugler-Poni Autor: Cugler-Poni, Matilda                                                                     | Datare: sf. sec. XIX - înc. sec. XX Dimensiuni: L: 34,5 cm; La: 21 cm Material: hârtie | Documentul manuscris conține 35 de file care cuprind povestiri și o piesă de teatru concepute de poeta Matilda Cugler-Poni. Textul este scris cu cerneală neagră. | Muzeul Științei și Tehnicii „Ștefan Procopiu”, Iași | Cimec    |
|      | Titlu de înnobilare conferit familiei Cugler de către împărăteasa Maria Tereza a Austro-Ungariei Autor: Maria Theresia        | Datare: 1791 Dimensiuni: L: 37 cm; La: 23,5 cm; 4 foi Material: hârtie                 | Titlu de înnobilare (exemplarul al doilea) conferit familiei Cugler de către împărăteasa Maria Tereza a Austro-Ungariei, în anul 1791 și a fost atribuit bunicului poetei Matilda Cugler - Poni pentru faptele de caritate pe care le-a săvârșit pe o perioadă de 10 ani, începând cu anul 1744, cât a stat în regatul Boemiei. Acest titlu era valabil și transmisibil pentru toate generațiile familiei Cugler, indiferent de sex. Actul este scris în limba germană cu caractere gotice, are patru foi și un sigiliu de culoare cărămizie. Sigiliul are înscrisul în limba latină, iar însemnele heraldice sunt vulturul bicefal și coroana casei regale. De asemenea documentul prezintă o ștampilă pe filele 1 și 3 cu înscrisul: KREUTZER - FUNTZYIIN. | Muzeul Științei și Tehnicii „Ștefan Procopiu”, Iași | Cimec    |
|      | Caiet de notițe care a aparținut lui Petru Poni Autor: Poni, Petru                                                            | Datare: 1863 Dimensiuni: L: 21 cm; La: 17,2 cm; 46 pagini Material: hârtie             | Caiet de notițe, manuscris, învelit în piele de culoare maro închis, imprimată cu motive florale. A fost folosit de Petru Poni în timpul cursurilor de fizică și chimie efectuate la Universitatea Sorbona, din Paris. Notițele sunt în limba franceză, iar pe prima pagină a caietului este scris "Cours de M. Desain 1863". Caietul conține 46 de pagini. Sunt prezentate notițe luate la cursul de fizică, desene, formule, observații proprii. Textul este scris cu cerneală neagră. Are valoare memorială. | Muzeul Științei și Tehnicii „Ștefan Procopiu”, Iași | Cimec    |

## Fond
| Foto | Informații generale | Detalii tehnice | Descriere | Deținător                                           | Legături |
| ---- | --- | --- | --- | --------------------------------------------------- | -------- |
|      | Revista ”Paris Illustre” nr. 69 Autor: Ed. Boussod, Valadon et Co                                                                               | Datare: 27 aprilie 1889 Dimensiuni: 40,8 x 30,7 x 0,2 cm Material: hârtie                                                                                      | Revistă apărută la Paris în perioada 1883-1920. La început între 1883 și 1887 revista are apariții lunare, iar după 1887 periodicitatea este variabilă, uneori cu frecvență săptămânală. După 1890 până în 1894 apare sub titlul Figaro Illustre având și o variantă în limba engleză. Editorul fondator al publicației a fost Ludovic Baschet (1834-1909). Ludovic Baschet a excelat în ediții de artă fiind pictor decorativ care se specializează pe pictură industrială pe hârtie - papier peint, apreciat de Uniunea Centrală de Arte Frumoase aplicate pentru industrie și distins cu medalia Cavaler al Legiunii de onoare. Colecția Muzeului Științei și Tehnicii a acestei publicații rare conține 19 numere din anul 1889. Edițiile deținute de Muzeu au fost tipărite la A. Lahure, Imprimeur-editeur a lui Bousod, Valadon din Paris. Revista are importanță cultural-documentară privind viața socială pariziană, îndeosebi cea legată de artele frumoase. Revista este paginată anual și are unele articole episodice. Numărul 69 din 27 aprilie 1889 are 10 file tipărite, ilustrate și cu articole atașate privind imaginile reproduse. Revista mai conține în paginile 2 și 9 -10 spații publicitare. Subtitlul acestui număr este: Salon iar ilustrația paginii de titlu sugerează interiorul unui atelier de pictură. | Complexul Muzeal Național „Moldova”, Iași           | Cimec    |
|      | Revista ”Paris Illustre” nr. 71 Autor: Ed. Boussod, Valadon et Co                                                                               | Datare: 11 mai 1889 Dimensiuni: 40,8 x 30,7 x 02 cm Material: hârtie                                                                                           | Revistă apărută la Paris în perioada 1883-1920. La început între 1883 și 1887 revista are apariții lunare, iar după 1887 periodicitatea este variabilă, uneori cu frecvență săptămânală. După 1890 până în 1894 apare sub titlul Figaro Illustre având și o variantă în limba engleză. Editorul fondator al publicației a fost Ludovic Baschet (1834-1909). Ludovic Baschet a excelat în ediții de artă fiind pictor decorativ care se specializează pe pictură industrială pe hârtie - papier peint, apreciat de Uniunea Centrală de Arte Frumoase aplicate pentru industrie și distins cu medalia Cavaler al Legiunii de onoare. Colecția Muzeului Științei și Tehnicii a acestei publicații rare conține 19 numere din anul 1889. Edițiile deținute de Muzeu au fost tipărite la A. Lahure, Imprimeur-editeur a lui Bousod, Valadon din Paris. Revista are importanță cultural-documentară privind viața socială pariziană, îndeosebi cea legată de artele frumoase. Revista este paginată anual și are unele articole episodice. Numărul 71 din 11 mai 1889 are 8 file, iar sub titlul revistei apare precizarea Journal hebdomadaire. Acest număr se ocupă de Salonul (parizian) la 1889, referindu-se astfel la Saloanele de pictură și la pictori expozanți, precum și la viața pariziană ilustrată prin fotografii instantanee cu referiri la viața culturală și reprezentările de teatru. În acest număr este ilustrată piesa: Mensonges, de la Teatrul Vaudeville, de asemenea sunt reproduse gravuri ale artiștilor plastici contemporani. Revista mai face și un tur al expozițiilor pariziene legate de manufactura națională de Sevres, se mai ocupă și de diverse personalități în articolul oameni și expoziții. Paginile 2 și 7-9 sunt ocupate de spații publicitare. | Complexul Muzeal Național „Moldova”, Iași           | Cimec    |
|      | Revista ”Paris Illustre” nr. 82 Autor: Ed. Boussod, Valadon et Co                                                                               | Datare: 27 iulie 1889 Dimensiuni: 40,8 x 30,7 x 02 cm Material: hârtie                                                                                         | Revistă apărută la Paris în perioada 1883-1920. La început între 1883 și 1887 revista are apariții lunare, iar după 1887 periodicitatea este variabilă, uneori cu frecvență săptămânală. După 1890 până în 1894 apare sub titlul Figaro Illustre având și o variantă în limba engleză. Editorul fondator al publicației a fost Ludovic Baschet (1834-1909). Ludovic Baschet a excelat în ediții de artă fiind pictor decorativ care se specializează pe pictură industrială pe hârtie - papier peint, apreciat de Uniunea Centrală de Arte Frumoase aplicate pentru industrie și distins cu medalia Cavaler al Legiunii de onoare. Colecția Muzeului Științei și Tehnicii a acestei publicații rare conține 19 numere din anul 1889. Edițiile deținute de Muzeu au fost tipărite la A. Lahure, Imprimeur-editeur a lui Bousod, Valadon din Paris. Revista are importanță cultural-documentară privind viața socială pariziană, îndeosebi cea legată de artele frumoase. Revista este paginată anual și are unele articole episodice. Numărul 82 al revistei din 27 iulie 1889 are 8 file, pagina de titlu este color și păstrează aceeași structură, având ca obiectiv viața culturală pariziană cu ilustrații din expoziții de acuarelă precum și un subiect legat de Sorbonna cu ilustrații de la Academia din Paris, științe, litere și alte subiecte ilustrate în lucrări care reprezintă decorațiuni din Noua Sorbonă. Paginile 2 și 7-8 sunt ocupate de publicitate. În plus față de alte numere acesta are și o pagină (articol): Zece ani soldat, dedicat vieții militare. | Complexul Muzeal Național „Moldova”, Iași           | Cimec    |
|      | Revista ”Paris Illustre” nr. 99 Autor: Ed. Boussod, Valadon et Co                                                                               | Datare: 23 noiembrie 1889 Dimensiuni: 40,8 x 30,7 x 02 cm Material: hârtie                                                                                     | Revistă apărută la Paris în perioada 1883-1920. La început între 1883 și 1887 revista are apariții lunare, iar după 1887 periodicitatea este variabilă, uneori cu frecvență săptămânală. După 1890 până în 1894 apare sub titlul Figaro Illustre având și o variantă în limba engleză. Editorul fondator al publicației a fost Ludovic Baschet (1834-1909). Ludovic Baschet a excelat în ediții de artă fiind pictor decorativ care se specializează pe pictură industrială pe hârtie - papier peint, apreciat de Uniunea Centrală de Arte Frumoase aplicate pentru industrie și distins cu medalia Cavaler al Legiunii de onoare. Colecția Muzeului Științei și Tehnicii a acestei publicații rare conține 19 numere din anul 1889. Edițiile deținute de Muzeu au fost tipărite la A. Lahure, Imprimeur-editeur a lui Bousod, Valadon din Paris. Revista are importanță cultural-documentară privind viața socială pariziană, îndeosebi cea legată de artele frumoase. Revista este paginată anual și are unele articole episodice. Numărul 99 al revistei are 4 file, pagina de titlu reproduce imaginea unei actrițe de la Teatrul Gymnase, pe nume Lise Fleury, restul spațiului fiind ocupat de un buchet de flori albe cu narcise și flori de măr. Numărul are același articol editorial referitor la viața pariziană urmat de ilustrații expoziționale și de un altul legat de casele de educație ale Legiunii de Onoare. Exemplarul este incomplet deoarece nu prezintă numerotația corectă pe fiecare pagină conținută. Ultimele două pagini sunt destinate spațiului publicitar. | Complexul Muzeal Național „Moldova”, Iași           | Cimec    |
|      | Revista ”Paris Illustre” nr. 70 Autor: Ed. Boussod, Valadon et Co                                                                               | Datare: 4 mai 1889 Dimensiuni: 40,8 x 30,7 x 02 cm Material: hârtie                                                                                            | Revistă apărută la Paris în perioada 1883-1920. La început între 1883 și 1887 revista are apariții lunare, iar după 1887 periodicitatea este variabilă, uneori cu frecvență săptămânală. După 1890 până în 1894 apare sub titlul Figaro Illustre având și o variantă în limba engleză. Editorul fondator al publicației a fost Ludovic Baschet (1834-1909). Ludovic Baschet a excelat în ediții de artă fiind pictor decorativ care se specializează pe pictură industrială pe hârtie - papier peint, apreciat de Uniunea Centrală de Arte Frumoase aplicate pentru industrie și distins cu medalia Cavaler al Legiunii de onoare. Colecția Muzeului Științei și Tehnicii a acestei publicații rare conține 19 numere din anul 1889. Edițiile deținute de Muzeu au fost tipărite la A. Lahure, Imprimeur-editeur a lui Bousod, Valadon din Paris. Revista are importanță cultural-documentară privind viața socială pariziană, îndeosebi cea legată de artele frumoase. Revista este paginată anual și are unele articole episodice. Numărul 70 din 4 mai 1889 al revistei este dedicat Expoziției Universale de la Paris și are adăugat pe pagina de titlu într-o casetă: Artes-Scientia-Commercivm-Industria. Revista are 6 file, articolul de fond se referă la: Expozitia care a avut loc la Paris în 1889 amenajată în Champ de Mars. Subiectul expoziției este legat de istoria habitatelor (locuințe) plecând din preistorie, parcurgând Evul Mediu, renașterea, perioada Asiriană, Japonia cu ilustrații din fiecare perioadă menționată anterior. Un text amplu este dedicat lui Gustave Eiffel însoțite de imaginile în detaliu privind structura metalică a turnului Eiffel. Paginile 2 și 6-7 sunt folosite pentru publicitate. | Complexul Muzeal Național „Moldova”, Iași           | Cimec    |
|      | Revista ”Paris Illustre” nr. 62 Autor: Ed. Boussod, Valadon et Co                                                                               | Datare: 9 martie 1889 Dimensiuni: 40,8 x 30,7 x 02 cm Material: hârtie                                                                                         | Revistă apărută la Paris în perioada 1883-1920. La început între 1883 și 1887 revista are apariții lunare, iar după 1887 periodicitatea este variabilă, uneori cu frecvență săptămânală. După 1890 până în 1894 apare sub titlul Figaro Illustre având și o variantă în limba engleză. Editorul fondator al publicației a fost Ludovic Baschet (1834-1909). Ludovic Baschet a excelat în ediții de artă fiind pictor decorativ care se specializează pe pictură industrială pe hârtie - papier peint, apreciat de Uniunea Centrală de Arte Frumoase aplicate pentru industrie și distins cu medalia Cavaler al Legiunii de onoare. Colecția Muzeului Științei și Tehnicii a acestei publicații rare conține 19 numere din anul 1889. Edițiile deținute de Muzeu au fost tipărite la A. Lahure, Imprimeur-editeur a lui Bousod, Valadon din Paris. Revista are importanță cultural-documentară privind viața socială pariziană, îndeosebi cea legată de artele frumoase. Revista este paginată anual și are unele articole episodice. Numărul 62 din 9 martie 1889 al revistei are 8 file, pagina de titlu este color reproducând o lucrare a artistului P. Toussaint, ilustrațiile din interior reproduc imagini dedicate doamnelor de la Palatul Reginei, caricaturi color ale pictorului Henri Gerbault și tușuri crochiu de la Teatrul Național Odeon și de la Balul Operei. Numărul mai are și un calendar al lunii martie, color, decorat cu motive florale și pagini de publicitate la 2 și 7-8. În plus față de alte numere acesta are și o pagină (articol): Zece ani soldat, dedicat vieții militare. | Complexul Muzeal Național „Moldova”, Iași           | Cimec    |
|      | Revista ”Paris Illustre” nr. 72 Autor: Ed. Boussod, Valadon et Co                                                                               | Datare: 18 mai 1889 Dimensiuni: 40,8 x 30,7 x 02 cm Material: hârtie                                                                                           | Revistă apărută la Paris în perioada 1883-1920. La început între 1883 și 1887 revista are apariții lunare, iar după 1887 periodicitatea este variabilă, uneori cu frecvență săptămânală. După 1890 până în 1894 apare sub titlul Figaro Illustre având și o variantă în limba engleză. Editorul fondator al publicației a fost Ludovic Baschet (1834-1909). Ludovic Baschet a excelat în ediții de artă fiind pictor decorativ care se specializează pe pictură industrială pe hârtie - papier peint, apreciat de Uniunea Centrală de Arte Frumoase aplicate pentru industrie și distins cu medalia Cavaler al Legiunii de onoare. Colecția Muzeului Științei și Tehnicii a acestei publicații rare conține 19 numere din anul 1889. Edițiile deținute de Muzeu au fost tipărite la A. Lahure, Imprimeur-editeur a lui Bousod, Valadon din Paris. Revista are importanță cultural-documentară privind viața socială pariziană, îndeosebi cea legată de artele frumoase. Revista este paginată anual și are unele articole episodice. Numărul 72 din 18 mai 1889 al revistei are 8 file, pagina de titlu reproduce o imagine color de la Expoziția Universală intitulată „În fața turnului”, articolul de fond este dedicat vieții de la Paris, iar imaginile din interior reproduc aspecte din Expoziția Universală prin fotografii instantanee. Numărul continuă cu titlul: Salon din 1889 și Oameni ai expoziției în care sunt evocate diversele nume de organizatori sau expozanți, dintre organizatori sunt reproduse portretele celor doi directori ai expoziției, de asemenea în pagina următoare sunt comentate detalii tehnice, arhitecturale privind orgaqnizarea expoziției. Ultimul articol se referă la moda pariziană a momentului și pagini de publicitate la 2 și 7-8. | Complexul Muzeal Național „Moldova”, Iași           | Cimec    |
|      | Revista ”Paris Illustre” nr. 80 Autor: Ed. Boussod, Valadon et Co                                                                               | Datare: 13 iulie 1889 Dimensiuni: 40,8 x 30,7 x 02 cm Material: hârtie                                                                                         | Revistă apărută la Paris în perioada 1883-1920. La început între 1883 și 1887 revista are apariții lunare, iar după 1887 periodicitatea este variabilă, uneori cu frecvență săptămânală. După 1890 până în 1894 apare sub titlul Figaro Illustre având și o variantă în limba engleză. Editorul fondator al publicației a fost Ludovic Baschet (1834-1909). Ludovic Baschet a excelat în ediții de artă fiind pictor decorativ care se specializează pe pictură industrială pe hârtie - papier peint, apreciat de Uniunea Centrală de Arte Frumoase aplicate pentru industrie și distins cu medalia Cavaler al Legiunii de onoare. Colecția Muzeului Științei și Tehnicii a acestei publicații rare conține 19 numere din anul 1889. Edițiile deținute de Muzeu au fost tipărite la A. Lahure, Imprimeur-editeur a lui Bousod, Valadon din Paris. Revista are importanță cultural-documentară privind viața socială pariziană, îndeosebi cea legată de artele frumoase. Revista este paginată anual și are unele articole episodice. Numărul 80 din 13 iulie 1889 al revistei are 10 file și este dedicată sărbătoririi Bastiliei (care a fost dărâmată la 14 iulie 1789) și expoziției organizate la 100 de ani de la dispariția monumentului, astfel numărul acesta reproduce imagini ale marii fortărețe-închisoare și a întregului cartier din proximitatea acesteia, precum și imagini de la momentul expozițional aniversar. Textul are titlul: „Bastilia” și se referă la istoricul fortăreței, la deținuții încarcerați aici și la poveștile misterioase care s-au născut în jurul unor întâmplări, ca aceea a omului cu masca de fier. Paginile 2 și 9-10 sunt folosite pentru publicitate. | Complexul Muzeal Național „Moldova”, Iași           | Cimec    |
|      | Revista ”Paris Illustre” nr. 68 Autor: Ed. Boussod, Valadon et Co                                                                               | Datare: 20 aprilie 1889 Dimensiuni: 40,8 x 30,7 x 02 cm Material: hârtie                                                                                       | Revistă apărută la Paris în perioada 1883-1920. La început între 1883 și 1887 revista are apariții lunare, iar după 1887 periodicitatea este variabilă, uneori cu frecvență săptămânală. După 1890 până în 1894 apare sub titlul Figaro Illustre având și o variantă în limba engleză. Editorul fondator al publicației a fost Ludovic Baschet (1834-1909). Ludovic Baschet a excelat în ediții de artă fiind pictor decorativ care se specializează pe pictură industrială pe hârtie - papier peint, apreciat de Uniunea Centrală de Arte Frumoase aplicate pentru industrie și distins cu medalia Cavaler al Legiunii de onoare. Colecția Muzeului Științei și Tehnicii a acestei publicații rare conține 19 numere din anul 1889. Edițiile deținute de Muzeu au fost tipărite la A. Lahure, Imprimeur-editeur a lui Bousod, Valadon din Paris. Revista are importanță cultural-documentară privind viața socială pariziană, îndeosebi cea legată de artele frumoase. Revista este paginată anual și are unele articole episodice. Numărul 68 din 20 aprilie 1889 al revistei are 9 file, coperta reproduce în stânga sus îmaginea actriței Darllaud de la Teatrul Gymnase iar fondul este acoperit de un buchet de trandafiri, imagine sepia. Primul text al acestui număr reprezintă o poveste legată de un pelerinaj la Vatican pentru a primi binecuvântarea papală. Reapare rubrica dedicată suvenirurilor și impresiilor militare (10 ani soldat), iar imaginile sunt legate de procesiunea Sfintei Ana, Sfintei Genevieve. În mijlocul numărului revistei este reprodus în macro color o lucrare de artă plastică intitulată „Parada”. A doua parte a revistei se ocupă tot de Expoziția Universală continuând cu imagini legate de istoria habitatelor. Revista este incompletă lipsindu-i o filă. Publicitatea ocupă paginile 2 și 9-10. | Complexul Muzeal Național „Moldova”, Iași           | Cimec    |
|      | Revista ”Paris Illustre” nr. 91 Autor: Ed. Boussod, Valadon et Co                                                                               | Datare: 28 septembrie 1889 Dimensiuni: 40,8 x 30,7 x 02 cm Material: hârtie                                                                                    | Revistă apărută la Paris în perioada 1883-1920. La început între 1883 și 1887 revista are apariții lunare, iar după 1887 periodicitatea este variabilă, uneori cu frecvență săptămânală. După 1890 până în 1894 apare sub titlul Figaro Illustre având și o variantă în limba engleză. Editorul fondator al publicației a fost Ludovic Baschet (1834-1909). Ludovic Baschet a excelat în ediții de artă fiind pictor decorativ care se specializează pe pictură industrială pe hârtie - papier peint, apreciat de Uniunea Centrală de Arte Frumoase aplicate pentru industrie și distins cu medalia Cavaler al Legiunii de onoare. Colecția Muzeului Științei și Tehnicii a acestei publicații rare conține 19 numere din anul 1889. Edițiile deținute de Muzeu au fost tipărite la A. Lahure, Imprimeur-editeur a lui Bousod, Valadon din Paris. Revista are importanță cultural-documentară privind viața socială pariziană, îndeosebi cea legată de artele frumoase. Revista este paginată anual și are unele articole episodice. Numărul 91 din 28 septembrie 1889 al revistei are 8 file și este dedicată în întregime armatei franceze, coperta are specificația că numărul este ilustrat de Edouard Detaille (pictor academic - ”artist semi-oficial al armatei franceze”) și cuprinde reproduceri alb-negru sau color ilustrând diferitele ipostaze în care se află soldații și ofițerii. Artistul plastic publică în 1885 volumul L'Armée Française” în care sunt publicate fotogravuri care ilustrează arta gravurii în culori. Ilustrațiile, atât cele din volum cât și cele reproduse în Paris Illustré sunt rezultatul studiului asupra soldatului francez, tot ce a însemnat acesta dea lungul secolelor, recreându-i astfel povestea cu pensula și creionul. Textul acestui număr are un larg comentariu cu referire la întregul volum, precum și legat de imaginile reproduse, color sau alb-negru. Paginile 14-15 spații publicitare iar 16 oferă o reproducere color - soldat infanterist de linie. | Complexul Muzeal Național „Moldova”, Iași           | Cimec    |
|      | Revista ”Paris Illustre” nr. 85 Autor: Ed. Boussod, Valadon et Co                                                                               | Datare: 17 august 1889 Dimensiuni: 40,8 x 30,7 x 02 cm Material: hârtie                                                                                        | Revistă apărută la Paris în perioada 1883-1920. La început între 1883 și 1887 revista are apariții lunare, iar după 1887 periodicitatea este variabilă, uneori cu frecvență săptămânală. După 1890 până în 1894 apare sub titlul Figaro Illustre având și o variantă în limba engleză. Editorul fondator al publicației a fost Ludovic Baschet (1834-1909). Ludovic Baschet a excelat în ediții de artă fiind pictor decorativ care se specializează pe pictură industrială pe hârtie - papier peint, apreciat de Uniunea Centrală de Arte Frumoase aplicate pentru industrie și distins cu medalia Cavaler al Legiunii de onoare. Colecția Muzeului Științei și Tehnicii a acestei publicații rare conține 19 numere din anul 1889. Edițiile deținute de Muzeu au fost tipărite la A. Lahure, Imprimeur-editeur a lui Bousod, Valadon din Paris. Revista are importanță cultural-documentară privind viața socială pariziană, îndeosebi cea legată de artele frumoase. Revista este paginată anual și are unele articole episodice. Numărul 85 din 17 august 1889 al revistei are 6 file și este dedicată pieței Gran Plaza de Toros din Bois de Boulogne, cu reproduceri ale pictorilor B. Ferrandiz, Louis Tinayre sau Aime Morot, color sau alb-negru. Textul scris al acestui număr se referă în articolul de fond, „La vie de Paris”, la viața culturală a marelui oraș, apoi în „La Grand Plaza de Toros” asistăm la o descriere a coridei înainte și în timpul cursei, precum și la descrieri ale toreadorilor, costume, personalități de toreadori. Paginile 11-12 - spații publicitare. | Complexul Muzeal Național „Moldova”, Iași           | Cimec    |
|      | Revista ”Paris Illustre” nr. 95 Autor: Ed. Boussod, Valadon et Co                                                                               | Datare: 26 octombrie 1889 Dimensiuni: 40,8 x 30,7 x 02 cm Material: hârtie                                                                                     | Revistă apărută la Paris în perioada 1883-1920. La început între 1883 și 1887 revista are apariții lunare, iar după 1887 periodicitatea este variabilă, uneori cu frecvență săptămânală. După 1890 până în 1894 apare sub titlul Figaro Illustre având și o variantă în limba engleză. Editorul fondator al publicației a fost Ludovic Baschet (1834-1909). Ludovic Baschet a excelat în ediții de artă fiind pictor decorativ care se specializează pe pictură industrială pe hârtie - papier peint, apreciat de Uniunea Centrală de Arte Frumoase aplicate pentru industrie și distins cu medalia Cavaler al Legiunii de onoare. Colecția Muzeului Științei și Tehnicii a acestei publicații rare conține 19 numere din anul 1889. Edițiile deținute de Muzeu au fost tipărite la A. Lahure, Imprimeur-editeur a lui Bousod, Valadon din Paris. Revista are importanță cultural-documentară privind viața socială pariziană, îndeosebi cea legată de artele frumoase. Revista este paginată anual și are unele articole episodice. Numărul 95 din 26 octombrie 1889 al revistei are 8 file dedicate Comediei - Franceze prin text și imagine alb-negru și color, cu reproduceri și din Expoziția Universală din 1889. De asemenea textele privitoare la expozițiile prezente în pavilion sunt ilustrate cu acuarele color ale artistului Louis Morin, precum și foto-crochiuri ale Palatului Artelor Liberale și Pavilionul Republicii Sud -Africane dar și acela al Greciei. Publicitatea ocupă paginile 15-16. | Complexul Muzeal Național „Moldova”, Iași           | Cimec    |
|      | Revista ”Paris Illustre” nr. 94 Autor: Ed. Boussod, Valadon et Co                                                                               | Datare: 19 octombrie 1889 Dimensiuni: 40,8 x 30,7 x 02 cm Material: hârtie                                                                                     | Revistă apărută la Paris în perioada 1883-1920. La început între 1883 și 1887 revista are apariții lunare, iar după 1887 periodicitatea este variabilă, uneori cu frecvență săptămânală. După 1890 până în 1894 apare sub titlul Figaro Illustre având și o variantă în limba engleză. Editorul fondator al publicației a fost Ludovic Baschet (1834-1909). Ludovic Baschet a excelat în ediții de artă fiind pictor decorativ care se specializează pe pictură industrială pe hârtie - papier peint, apreciat de Uniunea Centrală de Arte Frumoase aplicate pentru industrie și distins cu medalia Cavaler al Legiunii de onoare. Colecția Muzeului Științei și Tehnicii a acestei publicații rare conține 19 numere din anul 1889. Edițiile deținute de Muzeu au fost tipărite la A. Lahure, Imprimeur-editeur a lui Bousod, Valadon din Paris. Revista are importanță cultural-documentară privind viața socială pariziană, îndeosebi cea legată de artele frumoase. Revista este paginată anual și are unele articole episodice. Numărul 94 din 19 octombrie 1889 are 4 file, conține reproduceri alb-negru, este incomplet, îi lipsesc 4 file de la mijloc, repoducerile sunt diverse, artiștii autori: desene de Jeanniot, ilustrații la Tartarin din Tarascon și lupta cu leul. Fără a fi un număr tematic respectă subiectele legate de viața culturală a Parisului. Paginile 15-16 sunt dedicate publicității. | Complexul Muzeal Național „Moldova”, Iași           | Cimec    |
|      | Revista ”Paris Illustre” nr. 93 Autor: Ed. Boussod, Valadon et Co                                                                               | Datare: 12 octombrie 1889 Dimensiuni: 40,8 x 30,7 x 02 cm Material: hârtie                                                                                     | Revistă apărută la Paris în perioada 1883-1920. La început între 1883 și 1887 revista are apariții lunare, iar după 1887 periodicitatea este variabilă, uneori cu frecvență săptămânală. După 1890 până în 1894 apare sub titlul Figaro Illustre având și o variantă în limba engleză. Editorul fondator al publicației a fost Ludovic Baschet (1834-1909). Ludovic Baschet a excelat în ediții de artă fiind pictor decorativ care se specializează pe pictură industrială pe hârtie - papier peint, apreciat de Uniunea Centrală de Arte Frumoase aplicate pentru industrie și distins cu medalia Cavaler al Legiunii de onoare. Colecția Muzeului Științei și Tehnicii a acestei publicații rare conține 19 numere din anul 1889. Edițiile deținute de Muzeu au fost tipărite la A. Lahure, Imprimeur-editeur a lui Bousod, Valadon din Paris. Revista are importanță cultural-documentară privind viața socială pariziană, îndeosebi cea legată de artele frumoase. Revista este paginată anual și are unele articole episodice. Numărul 93 din 12 octombrie 1889 are 9 file, are un subtitlu tematic „Les Grandes Manoeuvres” (în Europa anilor de dinainte de primul război mondial aveau loc manevre de instruire ale armatei în țări precum Germania, Regatul Unit sau Rusia). Imaginea de pe pagina de titlu, color, este intitulată Artileria luându-și pozițiile, lucrare semnată Alfred Paris. Întreg numărul este ilustrat cu această temă reproducând imagini ale corpurilor din armata franceză (în timpul marilor manevre care în Franța avreau loc toamna). Gravurile sunt semnate în totalitate cu Alfred Paris, sunt alb negru și color. Pagina 14 reproduce schițe după trenul sanitar, laboratoare, cușete, bolnavi, bucătăria, modul de comunicare între vagoane, ilustrând astfel modul riguros de organizare a acestor deplasări, cum, de altfel reiese și din textul care însoțește imaginile. Paginile 15-16 rezervate publicității. | Complexul Muzeal Național „Moldova”, Iași           | Cimec    |
|      | Revista ”Paris Illustre” nr. 92 Autor: Ed. Boussod, Valadon et Co                                                                               | Datare: 5 octombrie 1889 Dimensiuni: 40,8 x 30,7 x 0,2 cm Material: hârtie                                                                                     | Revistă apărută la Paris în perioada 1883-1920. La început între 1883 și 1887 revista are apariții lunare, iar după 1887 periodicitatea este variabilă, uneori cu frecvență săptămânală. După 1890 până în 1894 apare sub titlul Figaro Illustre având și o variantă în limba engleză. Editorul fondator al publicației a fost Ludovic Baschet (1834-1909). Ludovic Baschet a excelat în ediții de artă fiind pictor decorativ care se specializează pe pictură industrială pe hârtie - papier peint, apreciat de Uniunea Centrală de Arte Frumoase aplicate pentru industrie și distins cu medalia Cavaler al Legiunii de onoare. Colecția Muzeului Științei și Tehnicii a acestei publicații rare conține 19 numere din anul 1889. Edițiile deținute de Muzeu au fost tipărite la A. Lahure, Imprimeur-editeur a lui Bousod, Valadon din Paris. Revista are importanță cultural-documentară privind viața socială pariziană, îndeosebi cea legată de artele frumoase. Revista este paginată anual și are unele articole episodice. Numărul 92 din 5 octombrie 1889 al revistei are 5 file din 9 câte ar fi trebuit să existe conform numerotării fiecării pagini. Revista este dedicată vieții culturale pariziene în articolul editorial, de asemenea revista publică pagini după proza lui Tolstoi cărora le dedică un spațiu substanțial, texte însoțite de imagini care reproduc societatea rusească din secolul al XIX-lea prin artistul plastic I. de Messcina Krzesz. Alte două pagini sunt dedicate Expoziției Universale ocupându-se de standul italian și olandez. La sfârșit revista are două pagini 15-16 ocupate cu publicitate. | Complexul Muzeal Național „Moldova”, Iași           | Cimec    |
|      | Revista ”Paris Illustre” nr. 96 Autor: Ed. Boussod, Valadon et Co                                                                               | Datare: noiembrie 1886 Dimensiuni: 40,8 x 30,7 x 0,2 cm Material: hârtie                                                                                       | Revistă apărută la Paris în perioada 1883-1920. La început între 1883 și 1887 revista are apariții lunare, iar după 1887 periodicitatea este variabilă, uneori cu frecvență săptămânală. După 1890 până în 1894 apare sub titlul Figaro Illustre având și o variantă în limba engleză. Editorul fondator al publicației a fost Ludovic Baschet (1834-1909). Ludovic Baschet a excelat în ediții de artă fiind pictor decorativ care se specializează pe pictură industrială pe hârtie - papier peint, apreciat de Uniunea Centrală de Arte Frumoase aplicate pentru industrie și distins cu medalia Cavaler al Legiunii de onoare. Colecția Muzeului Științei și Tehnicii a acestei publicații rare conține 19 numere din anul 1889. Edițiile deținute de Muzeu au fost tipărite la A. Lahure, Imprimeur-editeur a lui Bousod, Valadon din Paris. Revista are importanță cultural-documentară privind viața socială pariziană, îndeosebi cea legată de artele frumoase. Revista este paginată anual și are unele articole episodice. Numărul 96 din noiembrie 1889 al revistei are 8 file din care 4 lipsesc, dintre care foaia de titlu. Identificarea a fost făcută după numărul paginilor. Numerotarea paginilor se face succesiv anual. Revista se ocupă de Expoziția Universală, reproduce imagini de la Pavilionul forestier, de la cel hindus și cel al Republicii Chile. Alte două pagini se ocupă de Armata franceză prin suveniruri și impresii din viața militară. Paginile publicitare lipsesc. | Complexul Muzeal Național „Moldova”, Iași           | Cimec    |
|      | Revista ”Paris Illustre” nr. 97 Autor: Ed. Boussod, Valadon et Co                                                                               | Datare: 9 noiembrie 1889 Dimensiuni: 40,8 x 30,7 x 0,2 cm Material: hârtie                                                                                     | Revistă apărută la Paris în perioada 1883-1920. La început între 1883 și 1887 revista are apariții lunare, iar după 1887 periodicitatea este variabilă, uneori cu frecvență săptămânală. După 1890 până în 1894 apare sub titlul Figaro Illustre având și o variantă în limba engleză. Editorul fondator al publicației a fost Ludovic Baschet (1834-1909). Ludovic Baschet a excelat în ediții de artă fiind pictor decorativ care se specializează pe pictură industrială pe hârtie - papier peint, apreciat de Uniunea Centrală de Arte Frumoase aplicate pentru industrie și distins cu medalia Cavaler al Legiunii de onoare. Colecția Muzeului Științei și Tehnicii a acestei publicații rare conține 19 numere din anul 1889. Edițiile deținute de Muzeu au fost tipărite la A. Lahure, Imprimeur-editeur a lui Bousod, Valadon din Paris. Revista are importanță cultural-documentară privind viața socială pariziană, îndeosebi cea legată de artele frumoase. Revista este paginată anual și are unele articole episodice. Numărul 97 din 9 noiembrie 1889 al revistei are 6 din 11 file, se ocupă de viața pariziană prin articolul editorial, după care este reprodus un text în proză cu ilustrații semnat de Henri Liesse, apoi alte două pagini se ocupă de viața militară la rubrica: Dix ans soldate. Revista mai cuprinde o pagină de caricaturi ca un fel de bandă desenată semnată de Does. Ultimile două pagini sunt rezervate publicității. | Complexul Muzeal Național „Moldova”, Iași           | Cimec    |
|      | Revista ”Paris Illustre” nr. 103 Autor: Ed. Boussod, Valadon et Co                                                                              | Datare: 21 decembrie 1889 Dimensiuni: 40,8 x 30,7 x 0,2 cm Material: hârtie                                                                                    | Revistă apărută la Paris în perioada 1883-1920. La început între 1883 și 1887 revista are apariții lunare, iar după 1887 periodicitatea este variabilă, uneori cu frecvență săptămânală. După 1890 până în 1894 apare sub titlul Figaro Illustre având și o variantă în limba engleză. Editorul fondator al publicației a fost Ludovic Baschet (1834-1909). Ludovic Baschet a excelat în ediții de artă fiind pictor decorativ care se specializează pe pictură industrială pe hârtie - papier peint, apreciat de Uniunea Centrală de Arte Frumoase aplicate pentru industrie și distins cu medalia Cavaler al Legiunii de onoare. Colecția Muzeului Științei și Tehnicii a acestei publicații rare conține 19 numere din anul 1889. Edițiile deținute de Muzeu au fost tipărite la A. Lahure, Imprimeur-editeur a lui Bousod, Valadon din Paris. Revista are importanță cultural-documentară privind viața socială pariziană, îndeosebi cea legată de artele frumoase. Revista este paginată anual și are unele articole episodice. Numărul 103 din 21 decembrie 1889 al revistei are 6 file din cele 8 inițiale, coperta reprezintă o ilustrație a lui Eugene Carriere intitulată Familia, revista conține și se ocupă de viața pariziană, de pictura lui Eugene Carriere cu ilustrații alb-negru, mișcarea literară pariziană, articol referitor la almanahurile editate și o proză cu ilustrații semantă de Luis Morin. Întregul număr este ilustrat de pictorul menționat anterior, o pagină are caricaturi semnată de Assus, ultimile pagini conțin publicitate. | Complexul Muzeal Național „Moldova”, Iași           | Cimec    |
|      | Revista ”Paris Illustre” nr. 87 Autor: Ed. Boussod, Valadon et Co                                                                               | Datare: 31 august 1889 Dimensiuni: 40,8 x 30,7 x 0,2 cm Material: hârtie                                                                                       | Revistă apărută la Paris în perioada 1883-1920. La început între 1883 și 1887 revista are apariții lunare, iar după 1887 periodicitatea este variabilă, uneori cu frecvență săptămânală. După 1890 până în 1894 apare sub titlul Figaro Illustre având și o variantă în limba engleză. Editorul fondator al publicației a fost Ludovic Baschet (1834-1909). Ludovic Baschet a excelat în ediții de artă fiind pictor decorativ care se specializează pe pictură industrială pe hârtie - papier peint, apreciat de Uniunea Centrală de Arte Frumoase aplicate pentru industrie și distins cu medalia Cavaler al Legiunii de onoare. Colecția Muzeului Științei și Tehnicii a acestei publicații rare conține 19 numere din anul 1889. Edițiile deținute de Muzeu au fost tipărite la A. Lahure, Imprimeur-editeur a lui Bousod, Valadon din Paris. Revista are importanță cultural-documentară privind viața socială pariziană, îndeosebi cea legată de artele frumoase. Revista este paginată anual și are unele articole episodice. Numărul 87 din 31 august 1889 al revistei are 6 din 10 file cât avea inițial, pagina de titlu oferă o imagine alb-negru a actriței Weber de la Teatrul Odeon încadrată de un buchet de flori albe, revista se ocupă de viața culturală pariziană, de Expoziția Universală, de publicarea unui text dedicat catedralei Sfânta Suzana, semnat de L.Sevi-Desplaces. De asemenea găsim, în sfârșit, o rubrică dedicată României și celui căruia Franța îi datorează inițiativa de participare a acestei țări, Alexandru Ciurcu. Standul românesc era intitulat Cabaret roumaine și este reprezentat printr-un restaurant românesc ce se relevă ca o veritabilă expoziție, cu muzică ambientală lăutărească, costume populare românești de o frumusețe extraordinară precum și platouri și vinuri cu bucate specific național românesc. Articolul se încheie cu mulțumiri speciale adresate organizatorilor de la București. Urmează o pagină de desene caricaturi semnate Does și alta care face un tur al expoziției, parcurgând standul spaniol. O pagină este dedicată armatei coloniale a Franței, ultimile pagini sunt cu publicitate. | Complexul Muzeal Național „Moldova”, Iași           | Cimec    |
|      | Souvenirs d-Italie Autor: Theodore Seschetizky                                                                                                  | Datare: sfârșitul sec. XIX Dimensiuni: Legătura: 34 x 27, blocul cărții: 34 x 27, iar oglinda textului: 24 x 20 cm Material: hârtie                            | Partitura scrisă pe note muzicale, având 7 foi tipărite, este scrisă pe o singură coloană. Legătura: 34 x 27, blocul cărții: 34 x 27, iar oglinda textului: 24 x 20 cm. A apărut la Berlin la Editeurs de Musique al lui Theodore Seschetizky și reprezintă partituri - suite pentru pian. Coperta volumului poartă însemnele Casei Regale și Maiestății sale La Reine Elisabeth de Roumanie. | Complexul Muzeal Național „Moldova”, Iași           | Cimec    |
|      | Wohltemperiertes Klavier Autor: J.S.Bach | Datare: sfârșitul sec. XIX Dimensiuni: Legătura: 31 x 24, blocul cărții: 31 x 24, iar oglinda textului: 24 x 18 cm Material: hârtie                            | Partitura scrisă pe note muzicale, având 131 de foi tipărite, format 80, este scrisă pe o singură coloană. Legătura: 31 x 24, blocul cărții: 31 x 24, iar oglinda textului: 24 x 18 cm. A apărut la editura Universal Rdition - Czerny și face parte din Colecția de partituri muzicale ale profesorului chimist Radu Cernătescu. | Complexul Muzeal Național „Moldova”, Iași           | Cimec    |
|      | Sofia - vals Autor: A. Kratochvil | Datare: sfârșitul sec. XIX Dimensiuni: Legătura: 34 x 27, blocul cărții: 34 x 27, iar oglinda textului: 24 x 20 cm Material: hârtie                            | Partitura scrisă pe note muzicale, având 7 foi tipărite, este scrisă pe o singură coloană și legată în carton. Legătura: 34 x 27, blocul cărții: 34 x 27, iar oglinda textului: 24 x 20 cm. A apărut la București, la editura particulară a domnului Constantin Gebauer și poartă o dedicație către doamna Sofia D.M. Bragadiru, pe colțul din dreapta sus al coperții. Partitura conține muzică pentru pian Sofia-vals, de A. Kratochvil senior, iar pe copertă sub numele autorului scrie - șef de muzică militară. | Complexul Muzeal Național „Moldova”, Iași           | Cimec    |
|      | Transcriptionen fur pianoforte Autor: Franz Liszt                                                                                               | Datare: sfârșitul sec. XIX Dimensiuni: Legătura: 30 x 23, blocul cărții: 30 x 23, iar oglinda textului: 20 x 16 cm Material: hârtie                            | Partitura scrisă pe note muzicale, având 11 foi tipărite, în format 40, este scrisă pe o singură coloană și legată în carton pânzat. Legătura: 30 x 23, blocul cărții: 30 x 23, iar oglinda textului: 20 x 16 cm. A apărut la Leipzig, la editura Fr. Kistner și face parte din Colecția de partituri muzicale ale profesorului chimist Radu Cernătescu. | Complexul Muzeal Național „Moldova”, Iași           | Cimec    |
|      | Studii pentru violină Autor: Teodoru T. Burada                                                                                                  | Datare: 1917 Dimensiuni: Legătura: 34 x 27, blocul cărții: 34 x 27, iar oglinda textului: 28 x 22 cm Material: hârtie                                          | Partitura scrisă pe note muzicale, având 26 foi tipărite, în format 130, este scrisă pe o singură coloană și legată în hârtie. Legătura: 34 x 27, blocul cărții: 34 x 27, iar oglinda textului: 28 x 22 cm. A apărut la Leipzig la Institutul lithographique de C.G. Roder. Textele muzicale reprezintă niște studii pentru violină semnate de Teodor T. Burada, fiul întemeietorului Școlii de Muzică din Moldova Theodor Burada. Studiile se adresează elevilor Conservatorului de muzică și sunt adoptate de Ministerul Culturii și a Instrucțiunei Publice pentru Școlile de Muzică. Coperta poartă o însemnare autografă în creion: ”….de 12000 lei în 1917”. | Complexul Muzeal Național „Moldova”, Iași           | Cimec    |
|      | Album der beliebtesten tanze fur das pianoforte Autor: Emil Waldteufel                                                                          | Datare: sfârșitul sec. XIX Dimensiuni: Legătura: 31 x 23, blocul cărții: 31 x 23, iar oglinda textului: 23 x 18 cm Material: hârtie                            | | Complexul Muzeal Național „Moldova”, Iași           | Cimec    |
|      | Wiener Tanz - Album fur pianoforte solo | Datare: 1877 Dimensiuni: Legătura: 34 x 26, blocul cărții: 34 x 26, iar oglinda textului: 23 x 19 cm Material: hârtie                                          | Partitura scrisă pe note muzicale, având 7 foi tipărite, în format 40, este scrisă pe o singură coloană și legată în hârtie. Legătura: 34 x 26, blocul cărții: 34 x 26, iar oglinda textului: 23 x 19 cm. A apărut la Eingetragen in das Archiv der Musikal - Verleger. Albumul conține muzică de dans pentru pianoforte solo de autori diferiți, a fost editat în 1877 la Viena și face parte din Colecția de partituri muzicale ale profesorului chimist Radu Cernătescu. | Complexul Muzeal Național „Moldova”, Iași           | Cimec    |
|      | Duos, Trios, Quartette, Quintette, Seztette Autor: L. van Beethoven                                                                             | Datare: sfârșitul sec. XIX Dimensiuni: Legătura: 31,5 x 23,5, blocul cărții: 31,5 x 23,5, iar oglinda textului: 27 x 15 cm Material: hârtie                    | Partitura scrisă pe note muzicale, având 8 foi tipărite, în format 80, este scrisă pe o singură coloană și legată în hârtie. Legătura: 31,5 x 23,5, blocul cărții: 31,5 x 23,5, iar oglinda textului: 27 x 15 cm. A apărut la Leipzig - C.F Peters, este muzică de Beethoven pentru pianoforte, editat de Hugo Ulrich u. Rob Wittmann și face parte din Colecția de partituri muzicale ale profesorului chimist Radu Cernătescu. | Complexul Muzeal Național „Moldova”, Iași           | Cimec    |
|      | Mișcarea populației României în 1893 Autor: Ministerul Agriculturii Industriei, Comerțului și Domeniilor                                        | Datare: 1898 Dimensiuni: Legătura: 32 x 23, blocul cărții: 32 x 23, iar oglinda textului: 23 x 19 cm Material: hârtie                                          | Este o carte scrisă în limba română, are 111 foi tipărite, în format 60, pe două coloane, a câte 30 de rânduri, fiind legată cu coperte de carton. Legătura: 32 x 23, blocul cărții: 32 x 23, iar oglinda textului: 23 x 19 cm. Având în vedere vechimea și subiectul tratat considerăm că lucrarea reprezintă un document important atât din perspectiva preocupărilor profesorului Radu Cernătescu, cât și din perspectivă științifică legat de populație și urbanism în România. Face parte din Colecția bibliofilă a profesorului chimist Radu Cernătescu. | Complexul Muzeal Național „Moldova”, Iași           | Cimec    |
|      | Introducere în sciințele comerciale În usul scoalelor comerciale și pentru studiu particular Autor: Arseniu Vlaicu și Ion C. Panțu              | Datare: 1892 Dimensiuni: Legătura: 21 x 15, blocul cărții: 21 x 15, iar oglinda textului: 15,5 x 10 cm Material: hârtie                                        | Este o carte scrisă în limba română, are 176 foi tipărite, în format 16, pe o singură coloană, a câte 36 de rânduri. Legătura: 32 x 23, blocul cărții: 32 x 23, iar oglinda textului: 23 x 19 cm. A apărut la Brașov la Tipografia Mureșeanu, în anul 1892. Având în vedere vechimea și subiectul tratat considerăm că lucrarea reprezintă un document important atât din perspectiva preocupărilor celor doi chimiști, perspectiva științifică a subiectului tratat (științele comerciale) dar și din perspectiva istoriei tipografice în România (Transilvania) de la sfârșitul secolului XIX (Tipografia Aurel Mureșianu din Brașov). Face parte din Colecția bibliofilă a profesorilor chimiști Petru Poni și Radu Cernătescu. Tipăriturii îi lipsește coperta. | Complexul Muzeal Național „Moldova”, Iași           | Cimec    |
|      | Ordin Corona României în grad de Oficer Autor: Ministerul Afacerilor Străine                                                                    | Datare: 10 iunie 1882 Dimensiuni: L= 21 cm; l= 14,8 cm; Material: hârtie                                                                                       | Titlul de Oficer al Ordinului Corona României acordat de Regele Carol I, profesorului Petru Poni, în dat de 10 mai 1882. Documentul este imprimat dar și completat manuscris, cu cerneală neagră, și conține semnătura autografă a regelui Carol I în partea dreaptă jos, iar dedesupt este și semnătura ministrului Secretar de Stat al Departamentului Afacerilor Străine, semnătura ministrului Culturii și Instrucțiunii Publice și a Șefului Serviciului, toate trei indescifrabile. În partea stângă a documentului este ștampila oarbă, realizată prin presare, pe care se observă Steaua României. În partea de sus conține Stema Regatului României. | Complexul Muzeal Național „Moldova”, Iași           | Cimec    |
|      | Diplomă de Licență în chimie Autor: Ministerul Instrucțiunii Publice și al Cultelor                                                             | Datare: 11.03.1931 Dimensiuni: 31,5 x 34,5 cm Material: hârtie                                                                                                 | Diploma de licență în chimie, în numele Maiestății Sale Regelui Carol II, conferită de Universitatea din Iași, Facultatea de Științe, domnișoarei Poni Alice, nepoata lui Petru Poni. Documentul este contrasemnat și ștampilat, în egală măsură, de Universitatea din Iași (Rector Petru Bogdan și decan), de Ministrul Instrucțiunii Publice și Cultelor și de Directrul General al Învățământului Superior. Documentul conține în dreapta jos și semnătura licențiatei, Alice Poni. Documentul relevă certa valoare memorială legată de nepoata savantului chimist Petru Poni, Alice Poni. | Complexul Muzeal Național „Moldova”, Iași           | Cimec    |
|      | Desen Autor: Rafaela Dubrevescu | Datare: 2/2 secolul XIX-lea Dimensiuni: L= 58 cm, l= 46 cm Material: hârtie                                                                                    | Desenul o reprezintă pe poeta Matilda Cugler (căsătorită mai târziu cu junistul Vasile Burlă și apoi cu prof. Petru Poni) și este înrămat și semnat de Rafaela Dubrevescu. Imaginea o reprezintă pe Matilda la vârsta de 21 de ani, după cum atestă înscrisul de pe marginea desenului, jos-stânga, după semnătura artistei, anul 1872. A aparținut lui Petru Poni. | Complexul Muzeal Național „Moldova”, Iași           | Cimec    |
|      | Medalia a 5-a aniversare a R.P.R. | Dimensiuni: D=3,2 cm Material: metal | Medalia este turnată în metal și conține însemnele Statului Român: Stema R.P. România, cinci ani, 1947-1952, iar pe verso este inscripționat a 5-a aniversare a Republicii Populare Române. Medalia este realizată color și este suspendată pe o bandă ripsată de culoare roșie care se conservă bine. Cutia în care este depozitată medalia este din carton roșu, capacul este căptușit cu satin alb, iar blatul cu pluș grena. A aparținut academicianului Radu Cernătescu. | Complexul Muzeal Național „Moldova”, Iași           | Cimec    |
|      | Lucrări practice de gravitate, căldură și electricitate Autor: Dimitrie Negreanu                                                                | Datare: 1899 Dimensiuni: Legătura: 23,5 x 16 cm; blocul cărții: 23,5 x 16 cm; iar oglinda textului: 16 x 10 cm Material: hârtie                                | Carte românească, Lucrări practice de gravitate, căldură și electricitate a prof. Dimitrie Negreanu, editată la Tipografia ”Gutenberg” Joseph Gobl din București în anul 1899. Exemplarul are 19 foi imprimate, formatul este de 100, este scrisă pe o singură coloană în care sunt 31 de rânduri. Legătura: 23,5 x 16 cm; blocul cărții: 23,5 x 16 cm; iar oglinda textului: 16 x 10 cm. Pe copertă, în partea de sus, următorul text ce conține semnătura autografă a autorului: Domnului P. Poni - membru al Academiei Române plin de stimă și considerațiune. Face parte din donația nepoatei de fiu a domnului Petru Poni, prof. Florica Mageru. | Complexul Muzeal Național „Moldova”, Iași           | Cimec    |
|      | Catalogul bibliotecei Seminarului central din București Autor: P.S. Silvestru Bălănescu                                                         | Datare: 1890 Dimensiuni: Legătura: 24,5 x 16 cm; blocul cărții: 24,5 x 16 cm; iar oglinda textului: 19 x 11 cm Material: hârtie velină                         | Carte românească, Catalogul bibliotecei Seminarului central din București, scrisă de P.S. Silvestru Bălănescu, episcop al Hușilor, tipărită în 1890, la Tipografia ”Cărțile bisericești” din București. Exemplarul are 90 de file tipărite, în format 2 x 5, scrisă pe 9 coloane a câte 45 de rânduri. Legătura: 24,5 x 16 cm; blocul cărții: 24,5 x 16 cm; iar oglinda textului: 19 x 11 cm. Face parte din donația nepoatei de fiu a domnului Petru Poni, prof. Florica Mageru. | Complexul Muzeal Național „Moldova”, Iași           | Cimec    |
|      | Chimie analitică aplicată O nouă metotdă pentru dosarea chlorului și a acidului fosforic în mine, vol I. Autor: I. Radian                       | Datare: 1893 Dimensiuni: Legătura: 16,5 x 24 cm; blocul cărții: 16,5 x 24 cm; iar oglinda textului: 11,5 x 16 cm Material: hârtie                              | Carte românească, „Chimie analitică aplicată O nouă metotdă pentru dosarea chlorului și a acidului fosforic în mine”, vol I., scrisă de I.Radian, tipărită în 1893, la Tipografia ”Populara” 40 din București. Cartea are 8 file tipărite, în format 40, scrisă pe o singură coloană cu câte 39 de rânduri. Legătura: 16,5 x 24 cm; blocul cărții: 16,5 x 24 cm; iar oglinda textului: 11,5 x 16 cm. Pe colțul de sus-dreapta este semnătura autografă P. Poni și anul prescurtat 83, cu cerneală neagră. Face parte din donația nepoatei de fiu a domnului Petru Poni, prof. Florica Mageru. | Complexul Muzeal Național „Moldova”, Iași           | Cimec    |
|      | Proiect de lege asupra Învețămentului secundar special și superior Autor: Take Ionescu                                                          | Datare: 1895 Dimensiuni: Legătura: 22,5 x 15 cm; blocul cărții: 22 x 15 cm; iar oglinda textului: 18 x 11,5 cm Material: hârtie                                | Carte românească rară, „Proiect de lege asupra Învețămentului secundar special și superior” scrisă de Take Ionescu, tipărită în 1895, la Stabilimentul grafic J.V. Socec din București. Cartea are 34 de file tipărite, în format 16 x 20, scrisă pe o singură coloană cu câte 40 de rânduri. Legătura: 22,5 x 15 cm; blocul cărții: 22 x 15 cm; iar oglinda textului: 18 x 11,5 cm. Face parte din donația nepoatei de fiu a domnului Petru Poni, prof. Florica Mageru. | Complexul Muzeal Național „Moldova”, Iași           | Cimec    |
|      | Situațiunea minelor de cărbuni Autor: Mathei M. Draghicenu                                                                                      | Datare: 1889 Dimensiuni: Legătura: 23,5 x 15,5 cm; blocul cărții: 23,5 x 15,5 cm; iar oglinda textului: 15,5 x 10 cm Material: hârtie                          | Carte românească, „Situațiunea minelor de cărbuni” scrisă de inginerul geolog Mathei M. Draghicenu. Cartea are 67 de file tipărite, în format 80, scrisă pe o singură coloană cu câte 28 de rânduri. Legătura: 23,5 x 15,5 cm; blocul cărții: 23,5 x 15,5 cm; iar oglinda textului: 15,5 x 10 cm. A fost tipărită în 1889, la Tipografia modernă Gregoriu Luis din București. Face parte din donația nepoatei de fiu a domnului Petru Poni, prof. Florica Mageru. | Complexul Muzeal Național „Moldova”, Iași           | Cimec    |
|      | Raport asupra distribuției apei în oraș și a creării fondurilor necesare pentru dezvoltarea rețelei de conducte Autor: D. Matak                 | Datare: 1882 Dimensiuni: Legătura: 23,3 x 15 cm; blocul cărții: 23,3 x 15 cm; iar oglinda textului: 16 x 9 cm Material: hârtie                                 | Broșură românească, „Raport asupra distribuției apei în oraș și a creării fondurilor necesare pentru dezvoltarea rețelei de conducte”, întocmit de ing. D. Matak. Are 25 de file tipărite, în format 80, pe o singură coloană a câte 32 de rânduri. Legătura: 23,3 x 15 cm; blocul cărții: 23,3 x 15 cm; iar oglinda textului: 16 x 9 cm. A fost tipărită Tipografia ”Romanului” Carol Gobl din București. Face parte din donația nepoatei de fiu a domnului Petru Poni, prof. Florica Mageru. | Complexul Muzeal Național „Moldova”, Iași           | Cimec    |
|      | Abrege de geographie politique Ediția a II-a Autor: A. Vulliet                                                                                  | Datare: 1868 Dimensiuni: Legătura: 16,5 x 11 cm; blocul cărții: 16 x 11 cm; iar oglinda textului: 13,3 x 8 cm Material: hârtie                                 | Carte în limba franceză, cu 104 foi tipărite, în format 100, pe o singură coloană ce cuprinde 38 de rânduri. Legătura: 16,5 x 11 cm; blocul cărții: 16 x 11 cm; iar oglinda textului: 13,3 x 8 cm. Cartea face parte din biblioteca familiei Poni și dezvoltă ideea preocupărilor diverse care demonstrează interesul și pentru alte discipline decât chimia. Lucrarea a apărut în 1868 la Lausanne și reprezintă un compendiu de geografie politică utilizat pentru școlile de stat sau pentru pregătirea cu profesori atestați în familie. Este a doua ediție a lucrării. | Complexul Muzeal Național „Moldova”, Iași           | Cimec    |
|      | Gramatica română Ediția a II-a Autor: Gheorghe Ghibănescu                                                                                       | Datare: 1899 Dimensiuni: Legătura: 20 x 12 cm; blocul cărții: 20 x 12 cm; iar oglinda textului: 15 x 9 cm Material: hârtie                                     | Carte românească, ediția a II-a, cu 118 file tipărite, format 100, scrisă pe două coloane a câte 32 de rânduri. Legătura: 20 x 12 cm; blocul cărții: 20 x 12 cm; iar oglinda textului: 15 x 9 cm. A apărut la Iași la Editura librăriei Nouă P. Iliescu & D. Grossu, în anul 1899, sub semnătura ilustrului prof. Gheorghe Ghibănescu. Autorul tratează probleme de sintaxă, ortografie, stil și compunere pentru uzul claselor a IV-a urbane. Volumul are și un text în ghilimele care reprezintă un moto al autorului: ”Gramatică de idei nu de cuvinte”. Manualul a fost aprobat pentru editare în cadrul concursului de cărți didactice din 1897 și reaprobată cu modificări în 1899. | Complexul Muzeal Național „Moldova”, Iași           | Cimec    |
|      | Amintiri din războiul austro-german de la 1866 - Românii din oștirea austriacă Autor: Gabriel Andreiași                                         | Datare: 1892 Dimensiuni: Legătura: 21,5 x 13 cm; blocul cărții: 21,5 x 13 cm; iar oglinda textului: 15 x 4 cm Material: hârtie                                 | Carte românească ce face parte din Colecția lui Petru Poni, cuprinzând 76 de file, în format 40, pe o singură coloană a câte 40 de rânduri. Legătura: 21,5 x 13 cm; blocul cărții: 21,5 x 13 cm; iar oglinda textului: 15 x 4 cm. Cartea a apărut la 1892, la București, la Editura Tipografiei Gutenberg, Joseph Gobl, sub semnătura sublocotenentului Gabriel Andreiași, ceea ce justifică înclinația autorului pentru subiecte militare: ”Amintiri din războiul austro-german de la 1866 - Românii din oștirea austriacă”. Exemplarul în cauză conține și semnătura autografă a savantului Petru Poni, în partea de mijloc - sus a paginii de gardă. | Complexul Muzeal Național „Moldova”, Iași           | Cimec    |
|      | Elemente de gramatică germană Autor: Leist | Datare: 1898 Dimensiuni: L= 20 cm; l= 12,5 cm Material: hârtie                                                                                                 | Cartea, ce face parte din Colecția savantului Petru Poni, reprezintă o metodă de studiu al limbilor străine moderne Gaspey-Otto-Sauer și reprezintă o ediție rară. Coperta este din carton pânzat de culoare maro pe care este imprimat: ”Metoda Gaspey-Otto-Sauer; pentru studiul limbilor moderne”, este apărută la Heidelberg în 1898, în Tipografia Iuliu Gross. Pe prima pagină este tipărită harta Germaniei iar pe ultima cea a Berlinului. Exemplarul provine din donația nepoatei savantului, Florica Mageru. | Complexul Muzeal Național „Moldova”, Iași           | Cimec    |
|      | Thermostaten Autor: Fritz Kohler | Datare: 1914 Dimensiuni: Legătura: 23 x 15,5 cm; blocul cărții: 23 x 15,5 cm; iar oglinda textului: 20 x 11,5 cm Material: hârtie                              | Carte ce face parte din biblioteca lui Petru Poni și atestă sfera largă de preocupări științifice ale savantului. Volumul este apărut la editura Ostwal-s, din Leibzig, scrisă de Fritz Kohler de la Universitatz-Mechaniken a D, în anul 1914. Exemplarul are 110 file, format 7 x 6, pe o singură colană, a câte 61 rânduri. Legătura: 23 x 15,5 cm; blocul cărții: 23 x 15,5 cm; iar oglinda textului: 20 x 11,5 cm. Exemplarul provine din donația nepoatei savantului, Florica Mageru. | Complexul Muzeal Național „Moldova”, Iași           | Cimec    |
|      | Syntaxe latine - francaise Autor: J. Esteve | Datare: 1917 Dimensiuni: Legătura: 18 x 11,5 cm; blocul cărții: 17 x 11,1 cm; iar oglinda textului: 13 x 8 cm Material: hârtie                                 | Volumul face parte din biblioteca familie Poni și conține semnătura autografă (colț dreapta sus pe pagina de gardă și pe copertă) a fiicei savantului, Margareta Poni. „Syntaxe latine - francaise” este editată la Paris în 1917, la Editura Libraire Unibert și conține 147 de file, în format 2 x 9, tipărit pe o singură coloană, cu câte 31 de rânduri. Exemplarul este legat iar coperta este din carton pânzat. Exemplarul provine din donația nepoatei savantului, Florica Mageru. | Complexul Muzeal Național „Moldova”, Iași           | Cimec    |
|      | Ordin de cavaler Autor: Ministerul Afacerilor Străine                                                                                           | Datare: 10 mai 1880 Dimensiuni: A4 Material: hârtie | Titlul de Cavaler al Ordinului Steaua României acordat de Regele Carol I, profesorului Petru Poni, cu ocazia zilei regelui. Documentul este imprimat dar și completat manuscris, cu cerneală neagră, și conține semnătura autografă a regelui Carol I în partea dreaptă jos, iar dedesupt este și semnătura ministrului Departamentului Afacerilor Străine. În partea stângă a documentului este ștampila oarbă, realizată prin presare, pe care se observă înscrisul: Ministerul Afacerilor Străine din România iar în mijloc Steaua României. În partea de sus a filei se află plasat pe mijloc Stema Regatului României. | Complexul Muzeal Național „Moldova”, Iași           | Cimec    |
|      | Ordin de Mare Oficer Autor: Ministerul Afacerilor Străine                                                                                       | Datare: 10 mai 1886 Dimensiuni: A4 Material: hârtie | Titlul de Mare Oficer al Ordinului Corona României acordat de Regele Carol I, profesorului Petru Poni, cu ocazia zilei regelui. Documentul este imprimat dar și completat manuscris, cu cerneală neagră, și conține semnătura autografă a regelui Carol I în partea dreaptă jos, iar dedesupt este și semnătura ministrului Departamentului Afacerilor Străine, Cancelar al Ordinului. În partea stângă a documentului este ștampila oarbă, realizată prin presare, pe care se observă în mijloc Steaua României. În partea de sus a filei se află plasat pe mijloc Stema Regatului României. | Complexul Muzeal Național „Moldova”, Iași           | Cimec    |
|      | Ordin Corona României în grad de Comandor Autor: Ministerul Afacerilor Străine                                                                  | Datare: 24 aprilie 1889 Dimensiuni: A4 Material: hârtie | Titlul de Comandor al Ordinului Corona României acordat de Regele Carol I, profesorului Petru Poni, în dat de 24 aprilie 1887. Documentul este imprimat dar și completat manuscris, cu cerneală neagră, și conține semnătura autografă a regelui Carol I în partea dreaptă jos, iar dedesupt este și semnătura ministrului Departamentului Afacerilor Străine, Cancelar al Ordinului și semnătura lui Grigore I. Ghika în calitate de Secretar General al Departamentului Afacerilor Străine. În partea stângă a documentului este ștampila oarbă, realizată prin presare, pe care se observă înscrisul Ministerul Afacerilor Stăine România, în mijloc Stema Regatului României. | Complexul Muzeal Național „Moldova”, Iași           | Cimec    |
|      | Adresă de înștiințare Autor: Ministerul Afacerilor Străine                                                                                      | Datare: 9 iunie 1909 Dimensiuni: L= 21 cm; l= 14,8 cm; Material: hârtie                                                                                        | Adresa de înștiințare în vederea decernării gradului de Mare Oficer al Ordinului Carol I, acordat profesorului Petru Poni. De asemenea textul adresei comunică și despre îndatoririle profesorului față de Ministerul Afacerilor Străine în contul căruia ar trebui să depună suma de 190 lei reprezentând ”costul ziselor însemne”. Adresa este semnată de Ministrul Afacerilor Străine, ad-interim Cancelar al Ordinului Contantin Diamandy (boier moldovean de origine grecească, diplomat, ministru și primar de Bârlad) și de Directorul Cancelariei Ordinului cu semnătură indescifrabilă. Hârtie este filigranantă conținând imaginea ștampilei Ministerului Afacerilor Străine. | Complexul Muzeal Național „Moldova”, Iași           | Cimec    |
|      | Fotografie | Datare: 16 iulie 1934 Dimensiuni: 11,5 x 8,5 cm Material: hârtie fotografică                                                                                   | Fotografia înfățișează un grup de patru persoane, bărbați, în mijlocul acestora fiind prof. Ștefan Procopiu. Prof. Procopiu și colaboratorii săi se află pe teren efectuând unele măsurători magnetice, legate de studiul său referitor la magnetismul Pământului. Cercetătorii stau în picioare, în imagine se mai observă și două trepiede pe care sunt montate aparate de măsură. Fotografia a fost realizată într-o zonă de deal, din împrejurimile Iașului în data de 16 iulie 1934. | Muzeul Științei și Tehnicii „Ștefan Procopiu”, Iași | Cimec    |
|      | Fotografie | Datare: 1931 Dimensiuni: 11,5 x 8,5 cm Material: hârtie fotografică                                                                                            | Fotografia ne înfățișează, în prim plan, pe prof. Ștefan Procopiu, lângă aparatul pentru măsurători geodezice gravitaționale, într-un cadru montan. Aparatul este montat pe trepied. Profesorul stă în picioare și privește spre aparatul de fotografiat. Mai departe se află G. Vasiliu, colaborator al prof. Procopiu. Fotografia este montată de prof. Procopiu pe o coală de hârtie. Însemnările autografe de pe verso-ul fotografiei aparțin profesorului Ștefan Procopiu. | Muzeul Științei și Tehnicii „Ștefan Procopiu”, Iași | Cimec    |
|      | Fotografie | Datare: 1953 Dimensiuni: 6 x 4,5 cm Material: hârtie fotografică                                                                                               | Fotografia îl înfățișează pe prof. Ștefan Procopiu, aflat pe teren, la măsurători geodezice. Procopiu privește prin luneta aparatului, ce este montat pe un trepied. Imaginea este dintr-o zonă deluroasă, în spate se observă un pâlc de copaci, iar în stânga o căpiță de fân. Fotografia a fost realizată, probabil, în împrejurimile Iașului. Fotografia a fost lipită de o coală de hârtie, pe care este însemnat orașul Iași și anul execuției măsurătorilor, 1953, cu doi înainte de a deveni academician. | Muzeul Științei și Tehnicii „Ștefan Procopiu”, Iași | Cimec    |
|      | Fotografie | Datare: 1 august 1951 Dimensiuni: 8,2 x 6 cm Material: hârtie fotografică                                                                                      | Fotografia înfățișează un grup de persoane (patru bărbați și un băiețel) aflați pe un câmp. Grupul este format din prof. Ștefan Procopiu, asistent V. Tutovan și colaboratorii Ionescu și Moloci. Aceștia se află la măsurători geodezice. Aparatele de măsură se află jos, în cutiile de lemn, iar de trepied își sprijină mâna stânga prof. Procopiu. Fotografia a fost realizată în timpul verii anului 1951. Însemnările olografe cu creionul roșu aparțin prof. Procopiu. Fotografia a fost lipită de o coală de hârtie. | Muzeul Științei și Tehnicii „Ștefan Procopiu”, Iași | Cimec    |
|      | Fotografie | Datare: 1943 Dimensiuni: 8,5 x 6,5 cm Material: hârtie fotografică                                                                                             | Fotografia înfățișează un grup de unsprezece persoane, bărbați, aflați într-o grădină. Din grup fac parte: prof. Stuart (adăugat cu creion roșu), prof. Plăcințeanu, ing. Volanscki, M. Saoul, Ștefan Procopiu, prof. Potop, C. Mihul, O. Mayer. Fotografia a fost realizată în anul 1943, în timpul vizitei la Iași a prof. Stuart din Germania. | Muzeul Științei și Tehnicii „Ștefan Procopiu”, Iași | Cimec    |
|      | Fotografie | Datare: 1918 Dimensiuni: 9 x 6,5 cm Material: hârtie fotografică                                                                                               | Fotografia înfățișează pe tânărul asistent universitar Ștefan Procopiu, la vârsta de 28 de ani, adică în anul 1918, în laboratorul (biblioteca) Catedrei de electricitate și căldură de la Universitatea din București, catedră condusă de prof. universitar Dragomir Hurmuzescu. În imagine se observă rafturile cu cărți, mai multe birouri, la unul dintre ele aflându-se o altă persoană neidentificată. | Muzeul Științei și Tehnicii „Ștefan Procopiu”, Iași | Cimec    |
|      | Mesures magnetiques en Roumanie, de 1931 a 1940 et Cartes magnetiques de la Roumanie, dussees pour le 1-er juillet 1940 Autor: Procopiu, Ștefan | Datare: 1940 Dimensiuni: Nr. file pag. 15 x 2, Nr. col. 1, Nr. rând 41, blocul cărții 23 x 16 cm, oglinda cărții 17,5 x 10,5 cm Material: hârtie               | Analele Universității ieșene publică în luna iulie 1940 una din lucrările de cercetare ale profesorului Ștefan Procopiu, refritoare la magnetismul României. Textul și titlul sunt în limba franceză, sub titlul ”Anuaelles scientifique de l-Universite de Iassy”, publicat la Editura: Presa Bună, Iași, 1940. Titlul tradus în limba română este: ”Măsurători magnetice în România de la 1931-1940 și hărțile magnetice ale României valabile pentru 1 iulie 1940”. Lucrarea este un extras din Analele științifice sus menționate și reprezintă tomul Nr. vol. XXVI, pag. 535-562. Pagina de titlu are unele însemnări olografe ce aparțin prof. Procopiu, după cum urmează: Cap. II 1.3. figuri și hărți - fig. Pag. 239-240, trei hărți, planșe (nenumerotate, la sfârșit). Fascicolul tipărit conține ilustrații ale autorului după cum urmează: 1) la pag. 31, hartă I, dimensiuni: 19 x 15,5, tehnica: imprimată, culori: alb-negru; 2) la pag. 33, hartă II, dimensiuni: 19 x 15,5, tehnica: imprimată, culori: alb-negru; 3) la pag. 35, hartă III, dimensiuni: 19 x 15,5, tehnica: imprimată, culori: alb-negru. | Muzeul Științei și Tehnicii „Ștefan Procopiu”, Iași | Cimec    |
|      | Versailles | Datare: 1925 Dimensiuni: Nr. file pag. 64, Nr. col. 2, Nr. rând 53, legătura 24 x 0,5 cm, blocul cărții 24 x 17 cm, oglinda cărții 21 x 14 cm Material: hârtie | Exemplarul de față conține semnătura olografă a prof. Ștefan Procopiu și face parte dintr-o colecție mai mare de enciclopedii în imagini, în limba franceză, editate la Paris, în prima jumătate a secolului XX. Profesorul își făcuse un obicei din a-și semna exemplarele din biblioteca proprie. Enciclopedia de față se ocupă de palatul Versailles după cum ne indică subtitlul. Nr. vol. I, Titlu de volum: Encyclopedie par l-image, Versailles. Editura: Librairie Hachette, 1925. Ilustrații: 103 alb-negru, 1 color. Însemnări: autor: Ștefan Procopiu, semnătură în limba română, de mână cu creion violet pe copertă. | Muzeul Științei și Tehnicii „Ștefan Procopiu”, Iași | Cimec    |
|      | La prehistoire | Datare: 1930 Dimensiuni: Nr. file pag. 64, Nr. col. 2, Nr. rând 53, legătura 24 x 0,5 cm, blocul cărții 24 x 17 cm, oglinda cărții 21 x 14 cm Material: hârtie | Exemplarul de față conține semnătura olografă a prof. Ștefan Procopiu și face parte dintr-o colecție mai mare de enciclopedii în imagini, în limba franceză, editate la Paris, în prima jumătate a secolului XX. Profesorul își făcuse un obicei din a-și semna exemplarele din biblioteca proprie. Enciclopedia de față se ocupă de preistorie după cum ne indică subtitlul, La prehistoire. Titlu de volum: Encyclopedie par l-image, La prehistoire. Editura: Librairie Hachette, Paris, 1930. Ilustrații: 113 alb-negru, 1 color. Însemnări: autor: Ștefan Procopiu, semnătură în limba română, de mână cu creion verde și creion mov pe copertă. | Muzeul Științei și Tehnicii „Ștefan Procopiu”, Iași | Cimec    |
|      | La mythologie | Datare: 1924 Dimensiuni: Nr. file pag. 64, Nr. col. 2, Nr. rând 53, legătura 24 x 0,5 cm, blocul cărții 24 x 17 cm, oglinda cărții 21 x 14 cm Material: hârtie | Exemplarul de față conține semnătura olografă a prof. Ștefan Procopiu și face parte dintr-o colecție mai mare de enciclopedii în imagini, în limba franceză, editate la Paris, în prima jumătate a secolului XX. Profesorul își făcuse un obicei din a-și semna exemplarele din biblioteca proprie. Enciclopedia de față se ocupă de mitologie după cum ne indică subtitlul, La mythologie. Nr. vol. I, Titlu de volum: Encyclopedie par l-image, La mythologie. Editura: Librairie Hachette. Ilustrații: 130 alb-negru, una color, cea de copertă. Însemnări: autor: Ștefan Procopiu, semnătură în limba română, de mână cu creion negru pe copertă. | Muzeul Științei și Tehnicii „Ștefan Procopiu”, Iași | Cimec    |
|      | Fotografie | Datare: 1943 Dimensiuni: 8,5 x 7 cm Material: hârtie fotografică                                                                                               | Fotografia înfățișează un grup de cinci persoane, bărbați, aflați într-o grădină. Patru persoane stau jos, pe iarbă și o alta în picioare. Grupul este format, printre alții, din prof. Ștefan Procopiu, prof. Potop, Costianu, prof. Stuart (Germania), după cum reiese din însemnările olografe aflate pe verso-ul fotografiei. Fotografia a fost realizată, în anul 1943, în timpul vizitei la Iași a prof. Stuart din Germania, care era colaborator vechi al universității ieșene și al profesorului Procopiu. | Muzeul Științei și Tehnicii „Ștefan Procopiu”, Iași | Cimec    |
|      | Fotografie | Datare: 1937 Dimensiuni: 8,5 x 7 cm Material: hârtie fotografică                                                                                               | Fotografia înfățișează un grup de treisprezece persoane, aflat în vizită la familia Cădere (Dumitru Cădere, din câte știm, medic biolog, bun prieten cu prof. Ștefan Procopiu), în vie, probabil cu prilejul unei întâlniri științifice ce ar fi avut loc la Iași. De la dreapta la stânga, printre cei prezenți, în imagine se află și prof. Ștefan Procopiu, prof. Petru Bogdan (chimist, academician) și prof. Gutton (1872-1963), chimist la Universitatea din Nancy, doctor Honoris Causa al Universității ”Al. I. Cuza” Iași în 1938, cu toții colaboratori dintotdeauna ai profesorului Procopiu. | Muzeul Științei și Tehnicii „Ștefan Procopiu”, Iași | Cimec    |
|      | Fotografie | Datare: 1937 Dimensiuni: 8,5 x 5,5 cm Material: hârtie fotografică                                                                                             | Fotografia înfățișează un grup de patru persoane, discutând, în veranda unei case. Din însemnarea olografă aparținând profesorului rezultă că cei prezenți erau: prof. Gutton, prof. Ștefan Procopiu, prof. C. Mihul și Tudor Ionescu (cu spatele), colaboratori vechi cu aceleași preocupări științifice ca și ale profesorului ieșean. Documentul este datat 1937. | Muzeul Științei și Tehnicii „Ștefan Procopiu”, Iași | Cimec    |
|      | Fotografie | Datare: 1937 Dimensiuni: 8,5 x 5,5 cm Material: hârtie fotografică                                                                                             | Fotografia înfățișează un grup de douăsprezece persoane aflați în excursie la Mănăstirea Agapia. În centrul grupului destul de numeros, între care se află prof. Gutton din Franța și soția sa, în vizită la Universitatea ”Al. I. Cuza” Iași, precum și prof. Petru Bogdan, dar și mai multe doamne despre care presupunem că ar fi soțiile profesorilor. În dreapta, primul, prof. Ștefan Procopiu. | Muzeul Științei și Tehnicii „Ștefan Procopiu”, Iași | Cimec    |
|      | Fotografie | Datare: 1943 Dimensiuni: 8,5 x 6,5 cm Material: hârtie fotografică                                                                                             | Fotografia înfățișează un grup de zece persoane, bărbați, aflați în grădina inginerului Volanski. Patru persoane stau pe bancă, iar în spatele acestora, în picioare, altele șase. După însemnările olografe de pe verso-ul fotografiei aflăm că din grup făceau parte prof. Stuart (Germania), prof. Ștefan Procopiu, ing. Volanski, rectorul M. David, Potop și Mayer, profesori universitari întâlniți și în cadrul celorlalte intruniri științifice. Fotografia a fost făcută la via ing. Volanski. Fotografie realizată cu prilejul vizitei la Iași a prof. Stuart din Germania. | Muzeul Științei și Tehnicii „Ștefan Procopiu”, Iași | Cimec    |
|      | Fotografie | Datare: 1943 Dimensiuni: 8,5 x 6,5 cm Material: hârtie fotografică                                                                                             | Fotografia înfățișează un grup de cinci persoane, bărbați, discutând într-o grădină. Printre aceștia se află prof. Stuart din Germania, aflat în vizită la Universitatea ”Al.I:Cuza” din Iași. Fotografia a fost executată în timpul vizitei la Iași, la Facultatea de fizică, a prof. Stuart din Germania. | Muzeul Științei și Tehnicii „Ștefan Procopiu”, Iași | Cimec    |
|      | Fotografie | Datare: 1943 Dimensiuni: 8,5 x 6,5 cm Material: hârtie fotografică                                                                                             | Fotografia înfățișează un grup restrâns (de trei persoane) stând de vorbă, aflați probabil pe aceiași proprietate a ing. Volanski, unde știm că se întâlneau adesea după întâlnirirle de la universitate. De la stânga la dreapta: prof. Ștefan Procopiu, prof. Stuart și prof. Plăcințeanu. Fotografie executată în timpul vizitei la Iași, la Facultatea de fizică, a prof. Stuart din Germania. | Muzeul Științei și Tehnicii „Ștefan Procopiu”, Iași | Cimec    |
|      | Fotografie | Datare: 1939 - 1940 Dimensiuni: 12 x 9 cm Material: hârtie fotografică                                                                                         | Fotografia înfățișează un grup numeros de bărbați, îmbrăcați în uniforme militare și în civil, participanți la o întrunire. În rândul doi, în centru se află îmbrăcat civil, prof. Ștefan Procopiu, ținându-și în mâini pălăria. Printre aceștia se află Mihai Borcea - primarul Iașului din acea perioadă, prof. Traian Ionașcu și prof. Petre Andrei (ministrul Învățământului). Pe verso ștampila salonului foto: Foto salon ”Ștefan Haberhauer”, Iași, str. Lăpușneanu, nr. 19. Fotografie realizată în anii premergători întrării României în cel de-al II-lea război mondial. | Muzeul Științei și Tehnicii „Ștefan Procopiu”, Iași | Cimec    |
|      | Fotografie | Datare: 1870-1890 Dimensiuni: 7,5 x 5,5 cm Material: hârtie fotografică                                                                                        | Fotografia înfățișează casa natală a prof. Ștefan Procopiu din orașul Bârlad, care presupunem că a fost construită înainte de 1900, căci Ștefan se naște în 1890 și rămâne împreună cu familia la Bârlad, locuind în această casă până la sfârșitul liceului. Casa a fost ulterior demolată, iar imaginea este unica mărturie pe care Ștefan Procopiu a păstrat-o între fotografiile sale și pe care a scris probabil în perioada de bătrânețe avansată căci scrisul este ezitant, de persoană în vârstă (”Casa din Bârlad” și semnătura Șt. Procopiu). | Muzeul Științei și Tehnicii „Ștefan Procopiu”, Iași | Cimec    |
|      | Fotografie | Datare: 1940 Dimensiuni: 13,5 x 8,5 cm Material: hârtie fotografică                                                                                            | Fotografia înfățișează pe prof. Dragomir Hurmuzescu (1865-1954, fizician și autor a mai multor descoperiri care îi aduc renume în lumea științifică) la Universitatea București, stând pe scaun la o masă de lucru. În spatele său sunt amplasate rafturi cu cărți. Pe verso se află o însemnare olografă, pe care nu o identificăm ca fiind a profesorului, din care aflăm că Hurmuzescu a murit la 30 mai 1954, la vârsta de 84 de ani. Ștefan Procopiu a fost elevul lui Dragomir Hurmuzescu căruia îi poartă o aleasă recunoștință: ”Universitatea din Iași îi datorează o parte din gloria ei, fizica îi datorează o serie de descoperiri clasice – așa îl caracterizează pe fizicianul Hurmuzescu un alt mare fizician, savantul Ștefan Procopiu”. Pe verso, cu cerneală violet se află ștampila atelierului fotografic și adresa acestuia: Fotograful Curții Regale: Guggenberger Mairovich, București, Calea Victoriei, 49. Fotografia este tip carte poștală, pe verso fiind imprimate rubricile. | Muzeul Științei și Tehnicii „Ștefan Procopiu”, Iași | Cimec    |
|      | Fotografie | Datare: 1941 Dimensiuni: 13,5 x 8 cm Material: hârtie fotografică                                                                                              | Fotografia îl înfățișează pe prof. Ștefan Procopiu la 51 de ani, îmbrăcat într-un costum foarte elegant, cu cravată, veston și batistă albă la butonieră. Fotografia este realizată sepia, format carte poștală, pe verso aflându-se rubricile preimprimate specifice CP, precum și, în colțul de sus-dreapta, ștampila cu inițialele LTD și suprapus K. Atelierul fotografic este din Iași după cum reiese de pe ștampila ovală prezentă pe verso-ul CP: Siegmund Packer - Iași. | Muzeul Științei și Tehnicii „Ștefan Procopiu”, Iași | Cimec    |
|      | Caricatură Autor: Rani oo (?) | Datare: 1931 Dimensiuni: 57,3 cm x 39,3 cm, grosime 2,5 mm Material: hârtie, carton                                                                            | Caricatură portret realizată din profil în 1931, într-una din călătoriile profesorului Ștefan Procopiu la Paris. Presupunem că lucrarea aparține unui artist plastic anonim căruia i-ar fi pozat profesorul în timpul vizitei sale la Catedrala Sacre-Coeur, în Montmartre locul unde își exercită penelul artiștii plastici din toată lumea. Lucrarea este realizată pe hârtie aplicată pe carton, în creion negru iar nuanțele conturează trăsăturile cu creion colorat: alb, roz, bleu-gri. În partea de jos a lucrării, în dreapta este desenată miniatural cupola Catedralei Sacre-Coeur și consemnat, Paris 1931, probabil ca un semn de identificare a locului, în stânga, probabil, este reprodusă semnătura artistului în pseudonim, indescifrabil. | Muzeul Științei și Tehnicii „Ștefan Procopiu”, Iași | Cimec    |
|      | Ștefan Procopiu - portret Autor: Mihăilescu Craiu, Victor                                                                                       | Datare: 1940 Dimensiuni: 72 x 47 x 92 cm Material: pânză | Portret în ulei reprezentându-l pe profesorul Ștefan Procopiu la vârsta de 50 de ani, în viziunea artistului plastic ieșean de mare anvergură, Victor Mihăilescu Craiu (1908-1981), dăruit profesorului de artist. Pictura este color în ulei pe pânză, lipită pe hârtie, neînrămată. Viziunea artistului evocă cu exacactitate expresia binecunoscută a marelui profesor, păstrând trăsăturile omului matur în preajma vârstei de 50 de ani. Obiectul face parte dintr-o donație mai numeroasă făcută de doamna Rodica Procopiu Muzeului Științei și Tehnicii ”Ștefan Procopiu”, în anul 2004. | Muzeul Științei și Tehnicii „Ștefan Procopiu”, Iași | Cimec    |
|      | Afiș Autor: Picasso, Pablo (după) | Datare: 10 august 1955 Dimensiuni: 29,7 cm x 21 cm, 0,1 cm Material: hârtie                                                                                    | Documentul reprezintă în reproducere o lucrare a lui Pablo Picasso: ”Don Quichotte”. Exemplarul deținut și păstrat de Ștefan Procopiu, achiziționat probalil într-una din călătoriile sale la Paris, reprezintă un afiș cu titlul ”Don Quichotte vu par Pablo Picasso”. În partea de jos a imaginii tipărite se află un text în limba franceză care precizează statutul acesei tipărituri. Reluăm aici textul lămuritor prezent în partea de jos a lucrării, text care ne determină să considerăm că, în România, acest afiș este unicat și care, din perspectiva memorialistică ne face să afirmăm că Ștefan Procopiu era un mare iubitor de artă. Textul este în limba franceză pe care îl reproducem în traducere: ”Un tiraj special de desene Picasso va fi pus în vânzare la standul ^Lettre francaise^ la ^Fete de L-Humaite^ la 4 septembrie Vicennes, astfel încât să fie prezent la viitoarele ediții ^Six heures de Livre^ al Comitetului Național al Scriitorilor”. Exemplarul donat de familia Procopiu este autentificat printr-o ștampilă ovală a editorului afișului prezentă în partea de jos a tipăriturii. | Muzeul Științei și Tehnicii „Ștefan Procopiu”, Iași | Cimec    |
|      | Fotografie | Datare: 1923 Dimensiuni: 9 x 6 cm Material: hârtie fotografică                                                                                                 | Fotografia îl înfățișează pe tânărul Ștefan Procopiu aflat în picioare pe un pod, sprijinindu-se de grilajul metalic, renumitul pod peste Sena, care astăzi poartă pe balustradele sale sute de lacăte care pecetluiesc iubiri din toată lumea. Brațul drept pe lângă corp, pe cel stâng se află pardesiul, iar în mână pălăria. În spatele său se vede panorama orașului. Menționăm că fotografia reproduce aceeași fizionomie fumând, aceeași vestimentație ca în portretul caricatural din 1931, Paris. Pe verso este trecut cu creion roșu anul execuției fotografiei, 1923, informații oferite de doamna Rodica Procopiu. Fotografia a fost realizată la Paris, în timp ce se afla la studii pentru obținerea doctoratului. | Muzeul Științei și Tehnicii „Ștefan Procopiu”, Iași | Cimec    |
|      | Fotografie | Datare: 1923 Dimensiuni: 8,7 x 6,5 cm Material: hârtie fotografică                                                                                             | Fotografia îl înfățișează pe tânărul Ștefan Procopiu șezând pe o colină, la malul unei ape. În spate se vede o pădure. Fotografia a fost realizată în timpul unei excursii în regiunea Bretagne din Franța. Pe verso este trecut cu creion roșu anul execuției fotografiei, 1923, informații furnizate de doamna Rodica Procopiu, donatoarea. | Muzeul Științei și Tehnicii „Ștefan Procopiu”, Iași | Cimec    |
|      | Valoarea educativă a științei Autor: Procopiu, Ștefan                                                                                           | Datare: 26 aprilie 1945 Dimensiuni: 21 x 29,7 cm Material: hârtie                                                                                              | Documentul conține 36 de file A4 și o serie de însemnări pe bucăți mici de hârtie, reprezentând ideile și structura conferințeI: ”Valoarea educativă a științei”. Textul manuscris prezintă multe adnotări, tăieturi, sublinieri, făcându-l greu lizibil și este datat, în colțul din stânga sus, 26 aprilie 1945, Alba-Iulia, locul urma să țină conferința. Întreg manuscrisul este în creion, este scris față-verso și sfârșește brusc la pagina 36, fără o frază de final, ceea ce ne face să afirmăm că nu este integral. Discursul a fost pregătit la invitația conducătorului Cercului Francez de la Alba Iulia care, pe perioada refugiului, constituise o bibliotecă special pentru invitați. Profesorul Ștefan Procopiu precizează mai departe că a acceptat această propunere și ca un semn de recunoștință, aducând un ”omagiu nostru de admirație profundă pentru marele popor francez care a contribuit fundamental la Știința noastră… și ne-a dat sprijin cultural și politic nouă românilor…”. Procopiu mărturisește că a plecat de la titlul operei celui mai cunoscut matematician și filozof francez Henri Poincare, La valeur de la Science, apărută în 1904. | Muzeul Științei și Tehnicii „Ștefan Procopiu”, Iași | Cimec    |
|      | Scrisoare Autor: Agârbiceanu, Ion | Datare: 4 aprilie 1956 Dimensiuni: 14,5 x 19,2 x 0,1 cm Material: hârtie                                                                                       | Scrisoarea adresată prof. Ștefan Procopiu de către profesorul Ion I. Agârbiceanu (fiul scriitorului) din București, reprezintă un text de mulțumire pentru extrasele lucrărilor primite și pentru cuvintele încurajatoare adresate în anii din urmă de către profesorul ieșean. Ion I. Agârbiceanu, (1907-1971), fizician, profesor la Facultatea de matematică și fizică la Universitatea din București este acela care a conceput și construit primul laser cu gaz (heliu și neon). Profesorul Agârbiceanu adresează un frumos text proaspătului academician Ștefan Procopiu, spunând între altele: ”Efectul Procopiu a deschis un drum nou și interesant pentru toți cei care întrebuințează fenomenul de polarizare ca metodă de cercetare a naturii” și comentează admirativ alegerea prof. Procopiu în Academie, ca o recunoaștere a meritelor acestuia. Textul olograf scris cu cerneală albastră, conține 16 rânduri și un post scriptum în care îi cere îngăduința destinatarului să-i trimită extrase din lucrările sale științifice. Scrisoarea are semnătura olografă a prozatorului Ion Agârbiceanu 4 aprilie 1956. | Muzeul Științei și Tehnicii „Ștefan Procopiu”, Iași | Cimec    |
|      | Conferință Autor: Procopiu, Ștefan | Datare: 27 decembrie 1923 Dimensiuni: 30 x 18,6 x 0,1 cm Material: hârtie                                                                                      | Textul manuscris, în limba franceză, al unei conferințe pe care Ștefan Procopiu a susținut-o la Paris, reprezentând un grup al societății intelectualilor români, este datat 27 decembrie 1923, este scris cu cerneală neagră, cu toc și peniță, pe file A4 și conține două părți: prima parte mai scurtă și neterminată, iar partea a-II-a reia ideiile din prima parte, are trei pagini A4 și reprezintă forma finală, cea pe care a susținut-o probali în cadrul Confederației intelectualilor din România, la Paris. Textul este semnat la sfârșit de prof. Ștefan Procopiu care consemnează și gradul său universitar, ”Șef de lucrări la Universitatea dein București și de Georges Athanasiu, profesor agreat al Universității din București” | Muzeul Științei și Tehnicii „Ștefan Procopiu”, Iași | Cimec    |
|      | Împăratul Leopold I (1657-1705) confirmă vechile drepturi și libertăți ale locuitorilor din Satu Mare Mințiu. Autor: Leopold I                  | Datare: 11 august 1666 Dimensiuni: LA=66,5 cm, L=46,5 cm Material: pergament                                                                                   | Privilegiul este în stare bună de conservare prezentând urme de atac biologic astăzi stopate prin restaurarea realizată în deceniul opt al veacului al XX-lea la Laboratorul Național de Restaurare din Bucuresti. El este important deoarece atestă că deja în anul 1666 Imperiul reluase controlul asupra zonei sătmărene. | Muzeul Județean, Satu                               | Cimec    |
|      | Scrisoare manuscris C.B. Penescu (Iași, 19 iulie 1896) adresată iui N. Gane (primar lași) Autor: Penescu, C.B.                                  | Datare: 19 iulie 1896 Dimensiuni: L: 17,3 cm; La: 22 cm Material: hârtie                                                                                       | Scrisoarea manuscris datată (lași, 1869 iulie 19) adresată lui N.Gane și semnată de C.B. Pennescu, vorbește despre un incendiu ce a avut loc la lași pe strada Sf. Lazăr și despre lipsa sacalelor primăriei la locul incendiului din cauza absenței apei. Gheorghian, probabil un redactor de la Evenimentul dă o notă telegrafică ministrului referitoare la eveniment fără a incrimina primăria, fapt ce îl determină pe Gane (primar) să ceară lămuriri prin Pennescu (viceprimar). De asemenea apare și un articol în ziarul Evenimentul care nu acuză primăria direct însă acuză de neglijență pe cei responsabili și semnalează și faptul că o serie de sacale erau defecte iar cele în bună stare erau goale. Ziarul precizează de fapt și atrage atenția și ministrului că este imperios necesar să se rezolve la lași „chestiunea apei”. Înștiințarea către ministru a redactorului Gheorghian nu a fost făcută printr-un raport oficial. Nicolae Gane (1838-1916), scriitor junimist, a fost și primar al lașilor în cinci legislaturi, ultima fiind iulie 1907 - ianuarie 1911, este și perioada în care încep și se sfârșesc lucrările de aducțiune a apei de la Timișești la lași pe o distanță de 106 Km, Nicolae Gane angajase încă din 1897 un inginer englez William Heerlein Lindley pentru realizarea unui proiect-studiu referitor la aducțiunea de apă, lucrare care a fost terminată într-un an. | Muzeul Științei și Tehnicii „Ștefan Procopiu”, Iași | Cimec    |
|      | Scrisoare manuscris a inginerului Ch.Chaigneau (București, 19 iulie 1896) adresată iui N. Gane (primar lași) Autor: Chaigneau, Ch.              | Datare: 27 mai/9 iunie 1896 Dimensiuni: L: 27,2 cm; La: 21 cm Material: hârtie                                                                                 | Scrisoarea în limba franceză a inginerului Ch. Chaigneau adresată lui N. Gane cu prilejul terminării lucrărilor de instalații destinate să dea provizoriu în folosință prima galerie de captare a apei la Abator. Vorbește apoi de îndeplinirea îndatoririlor sale în conformitate cu termenii contractuali și angajamentul său ca inginer șef al orașului, comunicând astfel consiliului comunal și suma reprezentând cheltuielile de deplasare. Își anunță vizita la lași, pentru joi dimineață pentru a discuta în plus și problema iluminatului electric public. Scrisoarea este semnată autograf. Nicolae Gane (1838-1916), scriitor junimist, a fost și primar al lașilor în cinci legislaturi, ultima fiind iulie 1907 - ianuarie 1911, este și perioada în care încep și se sfârșesc lucrările de aducțiune a apei de la Timișești la lași pe o distanță de 106 Km, Nicolae Gane angajase încă din 1897 un inginer englez William Heerlein Lindley pentru realizarea unui proiect-studiu referitor la aducțiunea de apă, lucrare care a fost terminată într-un an. | Muzeul Științei și Tehnicii „Ștefan Procopiu”, Iași | Cimec    |
|      | Scrisoare manuscris Vasile G. Morțun-Constantinescu (5 iunie 1910) adresată iui N. Gane (primar lași) Autor: Morțun-Constantinescu, Vasile G.   | Datare: 5 iunie 1910 Dimensiuni: L: 17 cm; La: 25,8 cm Material: hârtie                                                                                        | Scrisoarea manuscris (Scumpe amice) este adresată lui N. Gane legat de aducțiunea de apă și pagubele pricinuite de revărsarea apei pe moșia Tupilați unde au fost înnecate mai multe hectare de grâu. Morțun cere luarea de măsuri mai întâi prin venirea unei persoane care să constate că apa curge continuu și care sunt pagubele pricinuite. Gane este rugat ”să dea poruncă pentru a satisface dreapta cerere”. Semnătură Gane cu indicații pentru ing. Constantinescu, semnături autografe: N. Gane și V.A. Morțun. Textul adăugat pe prima filă, având semnătura lui N. Gane se adresează ing. Constantinescu pentru a merge să constate și să se refere apoi asupra celor reclamate de Morțun în scrisoarea sa. Vasile G. Morțun (1860-1919), publicist, colecționar de artă, editor, politician, a fost primul deputat socialist în Parlamentul României în 1888, iar după 10 ani trece la liberali, având funcții în Guvernele Liberale ale lui D.A. Sturdza și Ion I.C. Brătianu. Morțun este unul dintre primii editori ai lui Eminescu și Creangă, iar ca scriitor a publicat versuri, proză, piese de teatru, traduceri. Nicolae Gane (1838-1916), scriitor junimist, a fost și primar al lașilor în cinci legislaturi, ultima fiind iulie 1907 - ianuarie 1911, este și perioada în care încep și se sfârșesc lucrările de aducțiune a apei de la Timișești la lași pe o distanță de 106 Km, Nicolae Gane angajase încă din 1897 un inginer englez William Heerlein Lindley pentru realizarea unui proiect-studiu referitor la aducțiunea de apă, lucrare care a fost terminată într-un an. | Muzeul Științei și Tehnicii „Ștefan Procopiu”, Iași | Cimec    |
|      | Scrisoare manuscris Constantinescu (31 iulie 1910) adresată iui N. Gane (primar lași) Autor: Constantinescu                                     | Datare: 31 iulie 1910 Dimensiuni: L: 20,2 cm; La: 24,8 cm Material: hârtie                                                                                     | Scrisoare cu antetul Direcțiunii Serviciului Lucrărilor de Alimentare cu Apă și Canalizare/ Primăria Comunei lași. Datată 31 iulie 1910 Iași și adresată primarului N. Gane (Mult stimate Domnule Gane) iar textul comunică primarului despre stadiul lucrărilor de aducțiune de la Km 38, reparații la Valea Măriucăi și Brăești, precum și altele de orașul lași indicând și numele străzilor. Promite că la venirea M.S. Regele totul va fi terminat. Semnătura autografă ing. Constantinescu (prenume neideintificat). Nicolae Gane (1838-1916), scriitor junimist, a fost și primar al lașilor în cinci legislaturi, ultima fiind iulie 1907 - ianuarie 1911, este și perioada în care încep și se sfârșesc lucrările de aducțiune a apei de la Timișești la lași pe o distanță de 106 Km, Nicolae Gane angajase încă din 1897 un inginer englez William Heerlein Lindley pentru realizarea unui proiect-studiu referitor la aducțiunea de apă, lucrare care a fost terminată într-un an. | Muzeul Științei și Tehnicii „Ștefan Procopiu”, Iași | Cimec    |
|      | Inaugurarea de aducere a apei la lași de la Timișești Autor: Foto Weiss - Frații Șaraga                                                         | Datare: 1896 Dimensiuni: L: 13,5 cm; La: 8,8 cm Material: hârtie fotografică                                                                                   | Foto – carte poștală. Imaginea realizată la momentul "Inaugurării de aducerea a apei la lași de la Timișești". Verso: fotografie artistică Weiss (Frații Șaraga lași, Reproducerea interzisă). Însemnare cu creionul: 1896 - primele lucrări. După însemnarea în creion momentul fotografierii este legat de începerea lucrărilor de aducțiune a apei la Timișești. Imaginea reprezintă o adunare pe câmp (Timișești) în care se observă în prim plan oficialitățile, câțiva jandarmi, lucrători și localnici țărani. În fundal este amenajat un cort, iar în dreapta și stânga (în fundal) mai multe trăsuri. Fotografia document conține atât numele fotografului Weiss cât și numele casei de editură a fraților Șaraga. Avem în vedere faptul că această fotografie a circulat sub formă de carte poștală în ediție limitată, editată de tipografia fraților Șaraga. | Muzeul Științei și Tehnicii „Ștefan Procopiu”, Iași | Cimec    |
|      | Scrisoare manuscris Constantinescu (10 mai 1910) adresată iui N. Gane (primar lași) Autor: Constantinescu                                       | Datare: 10 mai 1910 Dimensiuni: L: 23 cm; La: 25 cm Material: hârtie                                                                                           | Scrisoare cu antetul Primăriei Comunei lași, Serviciul Lucrărilor de Alimentare cu Apă și Canalizare, Cabinetul Directorului, este semnată de ing. Constantinescu și adresată primarului N. Gane (Mult stimate domnule Gane) prin care îl înștiințează de starea operațiunii de punere în funcțiune a conductei de aducțiune pe km și pe tronsoane de dare în exploatare. Își ia angajamentul de a respecta termenii stabiliți prin contact și întreaga rețea să fie funcțională la termen. Semnătură autografă ing. Constantinescu, director al Serviciului Lucrărilor de Alimentare cu Apă și Canalizare. Nicolae Gane (1838-1916), scriitor junimist, a fost și primar al lașilor în cinci legislaturi, ultima fiind iulie 1907 - ianuarie 1911, este și perioada în care încep și se sfârșesc lucrările de aducțiune a apei de la Timișești la lași pe o distanță de 106 Km, Nicolae Gane angajase încă din 1897 un inginer englez William Heerlein Lindley pentru realizarea unui proiect-studiu referitor la aducțiunea de apă, lucrare care a fost terminată într-un an. | Muzeul Științei și Tehnicii „Ștefan Procopiu”, Iași | Cimec    |
|      | Analiza situației la rețeaua de conducte și vane și capacitatea debitului Autor: Ghica, Eduard                                                  | Datare: 31 iulie 1896 Dimensiuni: L: 34 cm; La: 21 cm Material: hârtie                                                                                         | Textul face o amplă analiză referitoare la rețeaua de conducte și vane și la capacitatea debitului. La operațiune sunt prezenți alături de viceprimar și ing. Chaigneau, Savul și Gheorghiu (conducător seviciul hidraulic). Inspecția constată neajunsurile pe cartiere și problemele generate de lipsa apei. Semnătură autografă Ed.Ghica - ajutor de primar. Textul este dactilografiat cu tuș mov, iar semnătura autografă a autorului textului este cu cerneală neagră. Nicolae Gane (1838-1916), scriitor junimist, a fost și primar al lașilor în cinci legislaturi, ultima fiind iulie 1907 - ianuarie 1911, este și perioada în care încep și se sfârșesc lucrările de aducțiune a apei de la Timișești la lași pe o distanță de 106 Km, Nicolae Gane angajase încă din 1897 un inginer englez William Heerlein Lindley pentru realizarea unui proiect-studiu referitor la aducțiunea de apă, lucrare care a fost terminată într-un an. | Muzeul Științei și Tehnicii „Ștefan Procopiu”, Iași | Cimec    |
|      | Contractul între Primăria Comunei lași și ing. Charles Chaigneau Autor: Primăria Comunei lași                                                   | Datare: 1 iunie 1896 Dimensiuni: L: 34 cm; La: 21 cm Material: hârtie                                                                                          | Documentul reprezintă contractul între Primăria Comunei lași și ing. Charles Chaigneau - inginer de arte și manufacturi, angajat de primărie în postul de inginer Șef al Serviciului Tehnic Comunal precizându-i-se îndatoririle și sumele de retribuire pe capitole. Contractul va fi definitiv numai după aprobarea de către Ministerul Lucrărilor Publice. Semnături autografe: N. Gane, Ch. Chaigneau. Nicolae Gane (1838-1916), scriitor junimist, a fost și primar al lașilor în cinci legislaturi, ultima fiind iulie 1907 - ianuarie 1911, este și perioada în care încep și se sfârșesc lucrările de aducțiune a apei de la Timișești la lași pe o distanță de 106 Km, Nicolae Gane angajase încă din 1897 un inginer englez William Heerlein Lindley pentru realizarea unui proiect-studiu referitor la aducțiunea de apă, lucrare care a fost terminată într-un an. | Muzeul Științei și Tehnicii „Ștefan Procopiu”, Iași | Cimec    |
|      | Îndatoririle Primăriei față de ing. șef al Comunei Iași Autor: Primăria Comunei lași                                                            | Datare: 1 iunie 1896 Dimensiuni: L: 34 cm; La: 21 cm Material: hârtie                                                                                          | Document care precizează îndatoririle Primăriei față de ing. șef al Comunei (trăsură, locuință). De asemenea vor fi făcute măsurători ale debitului de apă, ing. fiind retribuit și pentru fiecare metru cub intrat în oraș pentru a i se fixa retribuirea, dar și la punctul 5 se va fixa regulamentul în vederea disciplinării personalului Serviciului Tehnic stabilit direct de ing. Șef. Semnături autografe cu cerneală mov: Primar N. Gane și Ch. Chaigneau. Nicolae Gane (1838-1916), scriitor junimist, a fost și primar al lașilor în cinci legislaturi, ultima fiind iulie 1907 - ianuarie 1911, este și perioada în care încep și se sfârșesc lucrările de aducțiune a apei de la Timișești la lași pe o distanță de 106 Km, Nicolae Gane angajase încă din 1897 un inginer englez William Heerlein Lindley pentru realizarea unui proiect-studiu referitor la aducțiunea de apă, lucrare care a fost terminată într-un an. | Muzeul Științei și Tehnicii „Ștefan Procopiu”, Iași | Cimec    |
|      | Caricatură | Datare: secolul XX Dimensiuni: L=34,5 cm, l=21 cm, h=0,1 cm Material: hârtie                                                                                   | Desen caricatură rerezentându-l pe profesorul Ștefan Procopiu în laborator. Acesta este înfățișat fața mesei de laborator pe care se află un dispozitiv electromagnetic. Profesorul Procopiu este văzut în ipostaza de ”evrica” adică de reușită a experienței la care lucra. Semnătura autorului, prezentă în partea din dreapta a lucrării este indescifrabilă. Desenul este realizat după principiile graficii în peniță cu tuș negru și colorat. Hârtia prezintă mici pete de culoare roz care nu fac parte din imaginea inițială. | Muzeul Științei și Tehnicii „Ștefan Procopiu”, Iași | Cimec    |
|      | Fotografie | Datare: 1913 Dimensiuni: L=13,4 cm, l=8,4 cm, A=0,1 cm Material: hârtie fotografică                                                                            | Fotografia reprezintă pe Emanoil Procopiu, tatăl academicianului. Acesta este așezat pe scaun, cu mâna sângă se sprijină de o măsuță acoperită cu un milieu alb croșetat, iar mâna dreaptă este așezată pe piciorul drept. Imaginea este realizată într-o încăpere a casei din Bârlad unde locuia familia Procopiu. Pe verso observăm că fotografia este de fapt inscripționată precum o carte poștală. Înscrisul este: Post-card, carte poștală - pe mijloc. Rubrica pentru texte și destinatar iar locul din colțul de sus dreapta este marcat pentru timbru. Tot pe verso găsim însemnarea autografă a fiului Ștefan Procopiu cu înscrisul: ”Emanoil Procopiu 1913”. Fotografia este ușor deteriorată, cu imaginea estompată datorită expunerii îndelungate la lumină. | Muzeul Științei și Tehnicii „Ștefan Procopiu”, Iași | Cimec    |
|      | Fotografie Autor: Victor Gross - Foto Arte Galatz                                                                                               | Datare: 1 mai 1928 Dimensiuni: L=16,5 cm, l=10,6 cm, A=0,1 cm Material: hârtie fotografică, carton                                                             | Este o fotografie realizată într-un studio care-l înfățișează pe Paul Pașa în picioare (văr cu Ștefan Procopiu dinspre tată) de profesie institutor și care a avut inițiativa și s-a zbătut pentru adunarea de exponate și deschiderea unui muzeu școlar la Școala Nr. 6 din Galați. Tot partrimoniul acestui muzeu a fost ulterior transferat în vederea deschiderii Muzeului Cuza din același oraș. Familia Pașa rămâne în Galați până în 1931 când se mută la București. Fotografia îl reprezintă pe Paul Pașa în picioare, îmbrăcat în redingotă, cămașă albă, guler înalt, papion alb. Mâna dreaptă se sprijină pe spătarul unui fotoliu, iar mâna stângă înmănușată ține pălăria și mănușa mâinii drepte. Pe redingotă în partea stângă are circa 8 decorații și medalii, de asemenea se poate observa și lanțul unui ceas care se află într-un buzunar interior al hainei. Pe fața fotografiei în dreapta jos, găsim înscrisul: Victor Gross - Foto Arte Galatz. Pe verso: ”Spre amintire familiei Emanoil Procopiu (unchi și veri), semnătura îi aparține lui Paul Pașa, Galați, 1 Mai 1928. Fotografia, pe verso, are mici pete și ușoare deteriorări ale colțurilor. | Muzeul Științei și Tehnicii „Ștefan Procopiu”, Iași | Cimec    |
|      | Tablou foto | Datare: 11 martie 1923 Dimensiuni: L=29 cm, l=23 cm, h=0,2 cm Material: hârtie fotografică, carton                                                             | Fotografia este alb-negru și înfățișează pe Ecaterina Procopiu și Maria, fiica acesteia, sora prof. Ștefan Procopiu. Fotografia este artistică, executată în Studio foto, probabil din Bârlad, orașul familiei. Probabil, fotografia a fost montată într-o ramă cu sticlă. Pe verso sunt mici pete, o semnătură indescifrabilă și cifra 701. | Muzeul Științei și Tehnicii „Ștefan Procopiu”, Iași | Cimec    |
|      | Fotografie | Datare: 1910 Dimensiuni: L=10,6 cm, l=6,5 cm, h=0,1 cm Material: hârtie fotografică, carton                                                                    | Este o fotografie executată în atelier foto, reprezentând bustul tânărului student Ștefan Procopiu de la Facultatea de Științe din Iași. Pe față, în partea de jos: Photographie Artistique Iassy - Atelier Fotografic Weiss și în colțul din stânga sus aplicată ștampila Facultății de Științe din Iași, iar pe verso, aplicată pe centrul cartonului: ștampila Universității ieșene. Cele două ștampile sunt parțial șterse. | Muzeul Științei și Tehnicii „Ștefan Procopiu”, Iași | Cimec    |
|      | Fotografie | Datare: ianuarie 1925 Dimensiuni: L=11,5 cm, l=8,5 cm Material: hârtie fotografică                                                                             | Fotografia, alb-negru, înfățișează pe tânărul Ștefan Procopiu la vârsta de 35 de ani, după ce a revenit în țară de la Paris unde a avut bursă pentru studii la doctorat. În 1925 Ministerul Educației îl numește profesor titular la Catedra de electicitate, gravitații și căldură la Universitatea din Iași. Fotografia realizată după această numire are ca fundal curtea casei părintești, iar în spatele profesorului se văd două trunchiuri de copaci fără coroană și gardul de lemn al curții, iar lângă profesor un alt trunchi de copac. Prof. Procopiu are mâna dreaptă în buzunarul paltonului, iar în mâna stângă ține pălăria, ește în picioare îmbrăcat într-un palton de culoare neagră. În colțul din dreapta, sus este scris cu creion de culoare roșie anul 1925. Pentru conservare și expunere fotografia a fost montată într-un passpartout. | Muzeul Științei și Tehnicii „Ștefan Procopiu”, Iași | Cimec    |
|      | Scrisoare Autor: Gheorghe (Iorgu) Tașcă | Datare: 19 martie 1936 Dimensiuni: L=27,5 cm, l=22,5 cm Material: hârtie                                                                                       | Scrisoarea este adresată prof. Ștefan Procopiu (Fănică) și este semnată de Gheorghe Tașcă (Iorgu), unchiul dinspre mamă al acestuia. În scrisoare Gheorghe Tașcă oferă câteva detalii privind susținerea la Iași, la Ateneul din Tătărași, a unei conferințe, ce i-a fost solicitată. Tașcă îl roagă pe nepotul său, Fănică Procopiu, să meargă la Ateneul Tătărași pentru a clarifica data la care va putea fi programată conferința. Conține 35 rânduri și nu are plic. Culoarea cernelii folosite este neagră. Gheorghe Tașcă (1875-1951) a fost profesor universitar de economie politică la Universitatea din București, membru corespondent al Academiei Române din 1929, ministru al Comerțului în Cabinetul Iorga și ambasadorul României la Berlin în perioada 1930-1932. În anul 1951 moare în închisoarea de la Sighet. Scrisoarea face parte dintr-un set de scrisori ale profesorului Iorgu Gh. Tașcă către nepotul său Ștefan Procopiu. | Muzeul Științei și Tehnicii „Ștefan Procopiu”, Iași | Cimec    |
|      | Scrisoare Autor: Gheorghe (Iorgu) Tașcă | Datare: 8 martie 1936 Dimensiuni: l=28 cm, l=21,5 cm Material: hârtie                                                                                          | Scrisoarea este adresată prof. Ștefan Procopiu (numit Fănică de către membrii familiei) fiind semnată de Gheorghe Tașcă, unchiul acestuia dinspre mamă. Gheorghe Tașcă îi aduce la cunoștință nepotului său despre acceptul său de a ține o conferință la Cercul Studenților ”M. Eminescu” din Iași. Nu are plic, dar este semnată de către emitent. Culoarea cernelii folosite este neagră. Gheorghe Tașcă (1875-1951) a fost profesor universitar de economie politică la Universitatea din București, membru corespondent al Academiei Române din 1929, ministru al Comerțului în Cabinetul Iorga și ambasadorul României la Berlin în perioada 1930-1932. În anul 1951 moare în închisoarea de la Sighet. Scrisoarea face parte dintr-un set de scrisori ale profesorului Iorgu Gh. Tașcă către nepotul său Ștefan Procopiu. | Muzeul Științei și Tehnicii „Ștefan Procopiu”, Iași | Cimec    |
|      | Scrisoare Autor: Gheorghe (Iorgu) Tașcă | Datare: 22 ianuarie 1936 Dimensiuni: L=27 cm, l=21 cm Material: hârtie                                                                                         | Scrisoarea adresată prof. Procopiu este semnată de către Iorgu (Gheorghe) Tașcă, unchiul dinspre mamă al acestuia. În scrisoare Gheorghe Tașcă îl înștiințează pe Procopiu cum a soluționat unele probleme, pentru care ceruse sprijinul. Scrisoarea este față-verso și este semnată Iorgu (așa era numit în familie). Ca inscripție: în colțul din stânga sus, imprimat, G.Tașcă, 37 Boulevard Carol, Bucarest. Culoarea cernelii folosite este neagră. Gheorghe Tașcă (1875-1951) a fost profesor universitar de economie politică la Universitatea din București, membru corespondent al Academiei Române din 1929, ministru al Comerțului în Cabinetul Iorga și ambasadorul României la Berlin în perioada 1930-1932. În anul 1951 moare în închisoarea de la Sighet. Scrisoarea face parte dintr-un set de scrisori ale profesorului Iorgu Gh. Tașcă către nepotul său Ștefan Procopiu. | Muzeul Științei și Tehnicii „Ștefan Procopiu”, Iași | Cimec    |
|      | Fotografie | Datare: circa 1930 Dimensiuni: L=13 cm, l=8,2 cm Material: hârtie fotografică                                                                                  | Este o fotografie de grup ce reprezintă pe membrii familiei Gh. Tașcă, unchiul dinspre mamă al profesorului Ștefan Procopiu. Alături de familia Tașcă, în fotografie, se află și Ștefan (primul din dreapta). Fotografia a fost făcută în grădina familiei Tașcă din Tutova Bârlad. Documentul face parte dintr-un set de fotografii și corespondență Gheorghe Tașcă. | Muzeul Științei și Tehnicii „Ștefan Procopiu”, Iași | Cimec    |
|      | Scrisoare Autor: Eugen Bădărău | Datare: 1928 Dimensiuni: L=21 cm, l=17 cm Material: hârtie | Scrisoarea este semnată de prof. Eugen Bădărău și datează din perioada în care acesta a fost profesor la Universitatea din Cernăuți și decan al Facultății de Științe în anii 1926-1928. În scrisoarea adresată prof. Procopiu, E. Bădărău îi mulțumește pentru lucrările trimise despre fenomenul Barkhausen și îl roagă pe Procopiu să-i găsească un asistent tânăr pentru catedra sa. Urmează o serie de clarificări privind lucrarea științifică a unui alt profesor, al cărui nume este prescurtat în scrisoare. Fizicianul Eugen Bădărău (1887-1975) a fost academician, profesor universitar la Universitatea din Cernăuți și București, directorul Institutului de Fizică al Academiei Române în perioada 1956-1975. În stânga: antetul Institutul de Fizică Experimentală din Cernăuți Cabinetul Directorului/ 28.1928. | Muzeul Științei și Tehnicii „Ștefan Procopiu”, Iași | Cimec    |
|      | Adresă Autor: Institutul Român de Energie Comitetul Electrotehnic Român                                                                         | Datare: 12 iunie 1937 Dimensiuni: L=27 cm, l=20,5 cm Material: hârtie                                                                                          | Prin adresa Institutului Român de Energie din București, prof. Ștefan Procopiu este invitat să se exprime asupra pronunțării și ortografierii corecte privind denumirea unităților electrice și magnetice în limba română. Această cerere a venit din partea Comisiei Electrotehnice Internaționale (CEI), Comisie la care România aderase în 1926. Pentru aceasta CER (Comisia Electrotehnică Română) întocmește un chestionar și un text care va fi trimis tuturor Comitetelor naționale și unor personalități ale lumii științifice. Sânga, sus: Institutul Român de Energie Comitetul Electrotehnic Român. Dreapta, sus: numărul 1175 București III, 12 iunie 1937, bd. Tache Ionescu, numărul 27. Adresa este semnată de președintele CER (indescifrabil) și de secretarul Comitetului, prof. univ. dr. Constantin Budeanu (1886-1959), academician, asistent al renumitului om de știință Nicolae Vasilescu-Kerpen. | Muzeul Științei și Tehnicii „Ștefan Procopiu”, Iași | Cimec    |
|      | Principele Carol al II-lea Autor: Union Postale Universelle                                                                                     | Dimensiuni: 4x6 cm Material: carton; hârtie fotografică | Fotografia color îl reprezintă pe principele Carol al II lea, copil, cu capul descoperit, în profil spre stânga. Fotografia este lipită pe o carte poștală ilustrată, care are pe față un chenar ca o carte deschisă. În cadrul acestuia, în partea stângă este lipită fotografia, iar în partea dreaptă central este imprimată stema României cu textul "Nihil Sine Deo" - bronz, în afara stemei sus textul: "Cartea de aur a României", iar dedesubt - în amintirea jubileului 1866-1906. Pe verso-ul cărții poștale, în partea de sus în afara spațiului pentru text și adresă este imprimat Union Poștale Universelle/ România/ Carta Poștala, iar în colțul din dreapta sus loc pentru timbru poștal care aici este imprimat cu valoarea de 3 bani - Tara și 10 bani - Union Poștale. Carte poștală necirculată, ediție limitată. În amintirea jubileului de 40 de ani se referă la domnia glorioasă a Regelui Carol 1,1866-1906. | Muzeul de Istorie a Moldovei, Iași                  | Cimec    |
|      | Principesa Maria Autor: Union Postale Universelle                                                                                               | Dimensiuni: 4x6 cm Material: carton; hârtie fotografică | Fotografia color o reprezintă pe regina (principesa) Maria bust în profil spre dreapta. Fotografia este lipită pe o carte poștală ilustrată care are pe față un chenar ca o carte deschisă. În cadrul acestuia, în partea stângă este lipită fotografia, iar în partea dreaptă central este imprimată stema României - bronz cu textul Nihil Sine Deo. Sus în afara stemei, textul - Cartea de aur a României, iar dedesubt - în amintirea jubileului 1866-1906. Pe verso-ul cărții poștale, în partea de sus în afara spațiului pentru text și adresă este imprimat Union Poștale Universelle/ România/ Carta Poștala, iar în colțul din dreapta sus loc pentru timbru poștal care aici este imprimat cu valoarea de 3 bani - Tara și 10 bani - Union Poștale. Carte poștală necirculată, ediție limitată, în amintirea jubileului de 40 de ani se referă la domnia glorioasă a Regelui Carol I, 1866-1906. | Muzeul de Istorie a Moldovei, Iași                  | Cimec    |
|      | Regele Carol I Autor: Union Postale Universelle                                                                                                 | Dimensiuni: 4x6 cm Material: carton; hârtie fotografică | Fotografia color îl reprezintă pe Regele Carol I, bust în uniforma militară cu capul descoperit, semi profil spre stânga. Fotografia este lipită pe un carton-carte poștală, care pe față are un chenar reprezentând o carte deschisă. În partea stângă este lipită fotografia, iar în dreapta, central este stema României, cu textul Nihil Sine Deo, sus în afara stemei textul: Cartea de aur a României și dedesubt - în amintirea jubileului 1866-1906. Pe verso-ul cărții poștale, în partea de sus în afara spațiului pentru text și adresă este imprimat Union Poștale Universelle/ România/ Carta Poștala, iar în colțul din dreapta sus loc pentru timbru poștal care aici este imprimat cu valoarea de 3 bani - Tara și 10 bani - Union Poștale. Carte poștală necirculată, ediție limitată. În amintirea jubileului de 40 de ani se referă la domnia glorioasă a Regelui Carol 1, 1866-1906. | Muzeul de Istorie a Moldovei, Iași                  | Cimec    |
|      | Regina Elisabeta Autor: Union Postale Universelle                                                                                               | Dimensiuni: 4x6 cm Material: carton; hârtie fotografică | Fotografia color o reprezintă pe regina Elisabeta, bust în profil spre dreapta. Fotografia este lipită pe o carte poștală ilustrată care are pe față un chenar reprezentând o carte deschisă. În cadrul acestuia în partea stângă este lipită fotografia iar în dreapta central este stema României cu textul: Nihil Sine Deo. Sus în afara stemei textul: Cartea de aur a României, iar dedesubt - în amintirea jubileului 1866-1906. Pe verso-ul cărții poștale, în partea de sus în afara spațiului pentru text și adresă este imprimat Union Poștale Universelle/ România/ Carta Poștala, iar în colțul din dreapta sus loc pentru timbru poștal care aici este imprimat cu valoarea de 3 bani - Tara și 10 bani - Union Poștale. Carte poștală necirculată, ediție limitată. În amintirea jubileului de 40 de ani se referă la domnia glorioasă a Regelui Carol 1, 1866-1906. | Muzeul de Istorie a Moldovei, Iași                  | Cimec    |
|      | Grup de militari și civili la Fortul Otopeni Autor: Socecu                                                                                      | Dimensiuni: 9,3x14,2 cm Material: carton | Ilustrata reprezintă un grup de militari și civili la fortul Otopeni în timpul manevrelor regale din 1895. Imaginea este imprimată pe o treime din suprafața ilustratei, restul rămânând pentru textul expeditorului. De altfel există deja înscrisul cu cerneală roșie " Salutări din. . . . " Din grup fac parte, printre alții, regele Carol I, regina Elisabeta. Pe imagine în partea stângă jos este semnătura librarului topograf Socecu, iar pe mijloc cu tuș roșu următorul text lămuritor: "La fortul Otopeni. Manevrele regale 1895". Jos în colțul din stânga cu același tuș roșu este înscrisă colecția seriei de cărți poștale: colecția Spada. Seria A. No. 1. Pe verso este imprimat doar CARTA POȘTALA, iar în chenarul destinat timbrului Țară 5 bani, Streinătate 10 bani. Carte poștală necirculată. Face parte din seria de ilustrate dedicate Familiei Regale. | Muzeul de Istorie a Moldovei, Iași                  | Cimec    |
|      | Principesa Maria cu principii Carol și Elisabeta Autor: Socecu                                                                                  | Dimensiuni: 9,1x13,7 cm Material: carton | Ilustrata reprezintă o paradă – în prim-plan se află o caleașcă trasă de două perechi de cai, iar în caleașcă sunt principesa Maria cu principii Carol și Elisabeta. Alături de caleașcă, puțin în spate, călare este principele Ferdinand. Pe mijloc, cu tuș roșu avem următorul text lămuritor: „A.S.R. Principesa Maria cu Principi Carol și Elisabeta". Dedesubt, stânga, este specificată colecția: „Colecț. Santinela seria I. No. 6". Pe verso este imprimat doar CARTA POȘTALA, iar în chenarul destinat timbrului: „Țară 5 bani, Streinătate 10 bani”. | Muzeul de Istorie a Moldovei, Iași                  | Cimec    |
|      | Regele Carol I asistând la defilarea trupelor Autor: Socecu                                                                                     | Dimensiuni: 14,5x9,4 cm Material: carton | Ilustrata reprezintă pe regele Carol I împreună cu alți ofițeri superiori primind defilarea trupelor ce au manevrat la Roman în 1898 și în timpul generalului Averescu și Constantin Prezan. În acea perioadă Averescu își avea cartierul general la Bacău. Pe mijloc, cu tuș roșu avem următorul text lămuritor: "M. S. Regele primind defilarea trupelor ce au manevrat la Roman". Dedesubt, stânga este specificată colecția: "Colecț. Santinela seria I. No. 9". Pe verso este imprimat doar CARTA POȘTALA, iar în chenarul destinat timbrului Țară 5 bani, Streinătate 10 bani. Ediție circulată. | Muzeul de Istorie a Moldovei, Iași                  | Cimec    |
|      | Regele Carol I și ofițerii superiori staționați în gară Autor: Socecu                                                                           | Dimensiuni: 14,5x9,4 cm Material: carton | Ilustrata reprezintă un tren staționând într-o gară, iar în fața acestuia regele Carol I împreună cu mai mulți ofițeri superiori, care au participat la manevrele de la Roman în 1898. Pe mijloc, cu tuș roșu avem următorul text lămuritor: "Manevrele de la Roman. 1898, Septembre 26". Pe imagine, stânga semnătura librarului și tipografului Socec. Dedesubt, stânga este specificată colecția: "Colecția Spada Seria A. No. 3". Pe verso este imprimat doar CARTA POȘTALA, iar în chenarul destinat timbrului Țară 5 bani, Streinătate 10 bani. Face parte din seria de ilustrate dedicate Familiei Regale. | Muzeul de Istorie a Moldovei, Iași                  | Cimec    |
|      | Regele Carol I și ofițerii superiori luând gustarea Autor: Socecu                                                                               | Dimensiuni: 14,5x9,4 cm Material: carton | Ilustrata îl reprezintă pe regele Carol I împreună cu alți ofițeri luând gustarea în timpul manevrelor de la Roman din 1898. Pe mijloc, cu tuș roșu avem următorul text lămuritor: "Gustare în timpul manevrelor de la Roman". Pe imagine, stânga semnătura librarului și tipografului Socec. Dedesubt, stânga este specificată colecția: "Colecția Spada Seria A. No. 4" iar pe partea neimprimată, tot cu tuș roșu: "Salutări din". Pe verso este imprimat doar CARTA POȘTALA, iar în chenarul destinat timbrului Țară 5 bani, Streinătate 10 bani. Face parte din seria de ilustrate dedicate Familiei Regale. | Muzeul de Istorie a Moldovei, Iași                  | Cimec    |
|      | Grup de militari și civili la Fortul Otopeni Autor: Socecu                                                                                      | Dimensiuni: 14,5x9 cm Material: carton | Ilustrata reprezintă un grup de militari și civili la fortul Otopeni în timpul manevrelor regale din 1895. Din grup fac parte, printre alții, regele Carol I și regina Elisabeta. Pe mijloc sus, cu tuș roșu avem următorul text lămuritor: "La fortul Otopeni. Manevrele regale". Pe imagine, stânga semnătura librarului și tipografului Socec. Sus, stânga este specificată colecția: "Colecția Spada Seria A. No. 2". Pe verso este imprimat doar CARTA POȘTALA, iar în chenarul destinat timbrului Țară 5 bani, Streinătate 10 bani. Carte poștală necirculată. Face parte din seria de ilustrate dedicate Familiei Regale. | Muzeul de Istorie a Moldovei, Iași                  | Cimec    |
|      | Parada de la 10 mai 1899 Autor: Socecu | Dimensiuni: 14,5x9,2 cm Material: carton | Ilustrata reprezintă parada de la 10 mai 1899. În prim plan se vede o caleașcă în care se află principesa Maria cu principesa Elisabeta și regele Carol al II lea, iar în dreapta jos se văd fragmentar persoanele care asistă la paradă. Pe mijloc jos, cu tuș roșu avem următorul text lămuritor: "10 Maiu, 1899". Pe imagine, dreapta semnătura librarului și tipografului Socec. Jos stânga este specificată colecția: "Colecția Spada Seria A. No. 7”. Pe verso este imprimat doar CARTA POȘTALA, iar în chenarul destinat timbrului Țară 5 bani, Streinătate 10 bani. Carte poștală necirculată. Face parte din seria de ilustrate dedicate Familiei Regale. | Muzeul de Istorie a Moldovei, Iași                  | Cimec    |
|      | Regele Ferdinand călare, în brațe cu principesa Elisabeta Autor: Socecu                                                                         | Dimensiuni: 14,5x9,2 cm Material: carton | Ilustrata îl reprezintă pe regele Ferdinand călare, ținând-o în brațe pe principesa Elisabeta copil, iar în planul secund, spre dreapta, principesa Maria și principele Carol al II-lea copil, stând în picioare într-o caleașcă. Imaginea este deplasată spre extremitatea stângă a cartonului și pare a fi o reproducere după o lucrare de grafică, nu după o fotografie. În extremitatea din stânga a imaginii există semnătura Socecu, iar sus dreapta, la limita imaginii, textul: „Salutări din. . .“, pe mijloc textul lămuritor: „9 Maiu, 1897", iar în stânga jos: „Colecția Spada, Seria. A. , No. 9”. Pe verso este imprimat doar „CARTA POȘTALA”, iar în chenarul destinat timbrului: „Țară 5 bani, Streinătate 10 bani”. Carte poștală necirculată. Face parte din seria de ilustrate dedicate Familiei Regale. | Muzeul de Istorie a Moldovei, Iași                  | Cimec    |
|      | Parada militară din 10 mai 1900 Autor: Socecu                                                                                                   | Dimensiuni: 14,5x9,2 cm Material: carton | Ilustrata reprezintă un aspect de la parada militară din 10 mai 1900. În fruntea coloanei, călare se află principele Ferdinand, apoi alți trei ofițeri tot călare, urmați de coloanele de ostași. În planul secund distingem mulțimea persoanelor care privesc printre care se află și militari în uniformă de gală. În extremitatea din stânga a imaginii există semnătura Socecu, pe mijloc textul lămuritor: "10 Maiu, 1900", iar în stânga jos, "Colecția Spada, Seria. A. , No. 8”. Pe verso este imprimat doar CARTA POȘTALA, iar în chenarul destinat timbrului Țară 5 bani, Streinătate 10 bani. Carte poștală necirculată. | Muzeul de Istorie a Moldovei, Iași                  | Cimec    |
|      | Scrisoare Autor: Veress, Andrei | Dimensiuni: 28,3x22 cm Material: hârtie | Scrisoarea expediată din Budapesta la 16 ianuarie 1932 se referă la achitarea banilor de către de Fundația Ferdinand cuveniți autorului în legătură cu publicarea lucrărilor semnate de istoricul A. Veress. De asemenea, autorul menționat își precizează intenția de a preda spre editare materialul ce reprezintă volumul V al aceluiași titlu. | Muzeul de Istorie a Moldovei, Iași                  | Cimec    |
|      | Scrisoare Autor: Veress, Andrei | Dimensiuni: 28,3x22 cm Material: hârtie | Scrisoarea expediată din Budapesta la 24 iunie 1931 și adresată de Andrei Veress domnului Kirileau vorbește despre suma datorată de Fundația Ferdinand I istoricului ungur, de asemenea despre volumul I, II și IV din bibliografia româno-ungară aflate deja sub tipar sau urmând a fi tipărite. Aceste volume vin în completarea celui editat de Academia Română sub titlul "Bibiliografia Românească Veche" care se oprea la 1830. Legat de volumul IV al documentelor româno-ungare autorul precizează că va începe cu domnia lui Mihai Viteazul pentru care se va documenta la Viena. | Muzeul de Istorie a Moldovei, Iași                  | Cimec    |
|      | Scrisoare Autor: Veress, Andrei | Dimensiuni: 28,3x22 cm Material: hârtie | Scrisoarea expediată de la Budapesta la 6 iunie 1931 și adresată lui G.T. Kirileanu conține pe verso și răspunsul lui G.T. Kirileanu datat 16 iunie 1931 astfel încât documentul conține cele 2 semnături: ale istoricului Andrei Veress și a secretarului Fundației Regale Ferdinand I, G.T. Kirileanu. Istoricul Andrei Veress vorbește despre tipărirea volumului II al bibiliografiei româno-ungare despre faptul că este dat la tipar, corectat și revăzut deja de dl. Todor. De asemenea istoricul cere un avans din onorariul ce i se cuvine. Din răspunsul lui G.T. Kirileanu aflăm că onorarea cererii emisă de Veress va putea fi finalizată abia după luna iunie având în vedere faptul că președintele Fundației Ferdinand I este plecat în străinătate. G.T. Kirileanu îl sfătuiește să adreseze o altă cerere președintelui fundației în care să ceară achitarea restului cuvenit pentru volumul I și "jumătatea întâi pentru volumul II". În privința ajutorului cerut pentru "folkloriști" cerut de dl. Todor nu poate fi acordat deoarece ajutoarele au fost deja distribuite din luna aprilie așa încât problema rămâne în discuție pentru începutul anului următor. | Muzeul de Istorie a Moldovei, Iași                  | Cimec    |
|      | Documentele lui Ștefan cel Mare Autor: Kirileanu, G.T.                                                                                          | Dimensiuni: 27,2x21 cm Material: hârtie | Conținutul referatului redactat și semnat de secretarul Fundației Regele Ferdinand I, G.T. Kirileanu dezvăluie detalii legate de publicarea de către profesorul N. Costăchescu a documentelor Ștefan cel Mare ce urmau să apară în volum sub aprobarea fundației sus amintite. G.T. Kirileanu care se ocupa direct de această apariție editorială se referă atât la costuri cât și la numărul colilor pentru tiraj, la perioada din care datează aceste documente (1500-1504) precum și la faptul că volumele anterioare au fost foarte bine primite de specialiști. Referatul este datat din 15 Septembrie 1933 și poartă în partea stângă antetul Fundațiunea "Regele Ferdinand I" iar deasupra coroana regală. Gheorghe Teodorescu Kirileanu (1872, Holda, Suceava -1960, Piatra Neamț) a fost un folclorist român, ales ca membru de onoare al Academiei Române (1948), bibliotecar al Casei Regale între 1906-1930. Își donează toată colecția de manuscrise și cărți viitoarei Biblioteci din Piatra Neamț, pe care o și înființează în 1935. Construiește pe un teren cumpărat clădirea care îi va servi până la moarte drept locuință și care va deveni și localul bibliotecii. | Muzeul de Istorie a Moldovei, Iași                  | Cimec    |
|      | Scrisoare adresată profesorului M. Costăchescu Autor: Kirileanu, G.T.                                                                           | Dimensiuni: 10,8x13,5 cm Material: hârtie filigran | Scrisoarea din 18 Noiembrie 1933 nesemnată, dar după grafie și conținut recunoaștem faptul că a fost redactată de G.T. Kirileanu care adresându-se profesorului M. Costăchescu comunică informații despre publicarea documentelor Ștefan cel Mare, număr coli de tipar și costuri. De asemenea, felicitându-l pe autor, Kirileanu atrage atenția că va trebui să sacrifice 20 de exemplare din viitoarea lucrare publicată pentru a le dărui președintelui Fundației, dlui. prof. l. Nistor, părintelui Nae Popescu, prof. C. Giurescu și prof. N. lorga. Fila scrisorii poartă în filigran marca fabricii de hârtie B. L. B. - Societe Anonyme Roumanie Bucarest. | Muzeul de Istorie a Moldovei, Iași                  | Cimec    |
|      | Scrisoare adresată dlui. General Ernest Baliff Autor: Kirileanu, G.T.                                                                           | Dimensiuni: 21,2x13,1 cm Material: hârtie | Textul scrisorii semnată de G.T. Kirileanu este adresat domnului General Adjutant E. Baliff în 1930, președinte al Fundației Regele Ferdinand I și consilier regal, comunică dorința semnatarului, a cărui sănătate era precară în acel moment, de a demisiona din postul de director și secretar al Fundației Regale. Gheorghe Teodorescu Kirileanu (1872, Holda, Suceava -1960, Piatra Neamț) a fost un folclorist român, ales ca membru de onoare al Academiei Române (1948), bibliotecar al Casei Regale între 1906-1930. Își donează toată colecția de manuscrise și cărți viitoarei Biblioteci din Piatra Neamț, pe care o și înființează în 1935. Construiește pe un teren cumpărat clădirea care îi va servi până la moarte drept locuință și care va deveni și localul bibliotecii. | Muzeul de Istorie a Moldovei, Iași                  | Cimec    |
|      | Scrisoare adresată dlui. General Ernest Baliff Autor: Kirileanu, G.T.                                                                           | Dimensiuni: 17x10,9 cm Material: hârtie | Scrisoarea este semnată de G.T. Kirileanu și datată 24 august 1934 și este adresată generalului Ballif aflat în postura de președinte al Fundației Regale Ferdinand I. Din conținutul textului aflăm că G.T. Kirileanu dorește să lămurească o situație creată de expedierea unui pachet cu cărți provenite de la Imprimeria Statului. De asemenea, vorbește aici despre îngrijorarea față de starea sa de sănătate, acuzând o stare de depresie accentuată, pomenind de demisia sa și eventuala sa înlocuire în posturile pe care le deține în cadrul fundației | Muzeul de Istorie a Moldovei, Iași                  | Cimec    |
|      | Scrisoare adresată profesorului M. Costăchescu Autor: Kirileanu, G.T.                                                                           | Dimensiuni: 20,9x17,2 cm Material: hârtie | Scrisoarea adresată profesorului M. Costăchescu, nesemnată, însă grafia celor 2 file ale scrisorii ne face să afirmăm că semnatarul ar fi G.T. Kirileanu. se referă la tipărirea documentelor Ștefan cel Mare și necesitatea de a suplimenta colile de tipar mai ales pentru faptul că între timp autorul a mai descoperit noi documente. Aflăm de asemenea că prima parte a lucrării a fost bine primită de specialiști și apreciată în mod special. | Muzeul de Istorie a Moldovei, Iași                  | Cimec    |
|      | Scrisoare adresată domnului dr. Andrei Veress Autor: Kirileanu, G.T.                                                                            | Dimensiuni: 20,5x16,6 cm Material: hârtie | Scrisoarea semnată G.T. Kirileanu din 24 decembrie 1932 este adresată domnului dr. Andrei Veress și discuția se poartă în jurul volumului de documente privitoare la Istoria Ardealului, Moldovei și Țării Românești, făcându-se precizarea că este vorba de volumul 5 a cărui prefață în limba franceză semnată de C. Giurescu conține foarte multe greșeli de tipar. Din conținutul scrisorii mai aflăm și despre criticile aduse de lorga și Giurescu în rubricile Revistei Istoria României. De asemenea, domnului Veress i se mai aduc reproșuri legate de suplimentarea costurilor de tipărire, și de amestecul său în treburi care nu-l privesc, pretinse de tipografia "Cartea Românească" și de ceea ar crea dificultăți financiare Fundației Regale. Mai aflăm despre legătura președintelui Fundației Regale cu Biblioteca Czartoryskich, probabil din Polonia. | Muzeul de Istorie a Moldovei, Iași                  | Cimec    |
|      | Scrisoare adresată domnului dr. Andrei Veress - istoric ungur Autor: Kirileanu, G.T.                                                            | Dimensiuni: 21x16,8 cm Material: hârtie | Scrisoarea adresată de G.T. Kirileanu domnului Andrei Veress-istoric ungur se referă la publicarea volumelor legate de documentele istorice ale Ardealului, Moldovei și Țării Românești și la neajunsurile pe care le determină autorul (Andrei Veress) prin numeroasele corecturi și noi intervenții la care acesta supune un text deja cules. De asemenea, se mai vorbește despre termenii contractuali dintre Fundația Regală Ferdinand I și tipografia "Cartea Românească", la eventualele discuții și costuri suplimentare care s-ar putea adăuga la niște termeni contractuali deja stabiliți. Dl. Veress se afla la Budapesta de unde expedia materialele legate de volumul sus menționat, dar și de volumele legate de bibliografia ungaro-română. | Muzeul de Istorie a Moldovei, Iași                  | Cimec    |
|      | Carte poștală din Primul Război Mondial | Dimensiuni: 9,2x13,6 cm Material: scoarță de mesteacăn | Carte poștală pe scoarță de mesteacăn, probabil, care poartă pe fața cu datele destinatarului 2 ștampile: una, probabil, a Armatei de Operațiuni care conținea stema României, regiment Alexandru cel Bun, Comp. 10. Pe chenarul circular, Armata de Operații și dedesbut LIBERA EXPEDIȚIE, iar în colț sus dreapta, ștampila dreptunghiulară cu înscrisul CENZURAT, dedesubt CENZURA MILITARĂ A JUDEȚULUI BOTOȘANI. Pe fața mai deschisă la culoare se află textul expeditorului care se adresează mamei și semnătura, Emil. | Muzeul de Istorie a Moldovei, Iași                  | Cimec    |
|      | Carte poștală din Primul Război Mondial | Dimensiuni: 9x13 cm Material: scoarță de mesteacăn | Carte poștală pe scoarță de mesteacăn probabil, care poartă pe fața cu datele destinatarului 2 ștampile: una, probabil cea a Armatei de Operațiuni care conținea stema României, regiment Alexandru cel Bun, Comp. 10. Pe chenarul circular, Armata de Operații și dedesbut LIBERA EXPEDIȚIE, iar în colț sus dreapta ștampila dreptunghiulară cu înscrisul CENZURAT, dedesubt CENZURA MILITARĂ A JUDEȚULUI BOTOȘANI. Ambele ștampile sunt șterse, iar cartea poștală are cele 4 colțuri tăiate. Pe fața mai deschisă la culoare se află textul expeditorului care se adresează surorii Elenuța, iar pe colțul din dreapta găsim și data: 11 mai 1918, și semnătura, Emil. | Muzeul de Istorie a Moldovei, Iași                  | Cimec    |
|      | Carte poștală din Primul Război Mondial | Dimensiuni: 9,2x13,2 cm Material: scoarță de mesteacăn | Carte poștală pe scoarță de mesteacăn probabil, care poartă pe fața cu datele destinatarului 2 ștampile ale Armatei de Operațiuni care conținea stema României, regiment Alexandru cel Bun, Comp. 10. Pe chenarul circular, Armata de Operații și dedesbut LIBERA EXPEDIȚIE, iar în colț sus dreapta ștampila dreptunghiulară cu înscrisul CENZURAT, dedesubt CENZURA MILITARĂ A JUDEȚULUI BOTOȘANI. Ambele ștampile sunt șterse. Conține un timbru poștal imprimat și afară de numele și adresa destinatarului următoarele înscrisuri: Carte poștală militară, dedesubt: PE ACEASTĂ PARTE SE SCRIE NUMAI ADRESA, iar pe latura stângă Numele: Emil Popescu/ Gradul Elev plutonier/ Unitatea și subunitatea: Comp. 10 plot 1 reg 37 Inf. Pe fața mai deschisă la culoare se află textul expeditorului care se adresează mamei Sofia. Pe latura de sus cu creion negru sunt adăugate unele informații cu titlul de obligativitate: „Nu se scrie nimic privitor la Armată. / Nu se pune nici data, nici localitatea”. | Muzeul de Istorie a Moldovei, Iași                  | Cimec    |
|      | Piața centrală din Pitești Autor: Union Postale Universelle                                                                                     | Dimensiuni: 13,9x9 cm Material: carton | Ilustrată color reprezentând piața centrală din Pitești. Vederea face parte din colecția N.A. Bogdan după cum de altfel certifică și însemnarea autografă de pe fața ilustratei: "Amintiri din 1885 și 1910" semnătură N.A. Bogdan. Pe fața vederii există imprimat cu tuș roșu "Pitești, Piața". Cartea poștală este necirculată și are pe verso în stânga sus înscrisul: UNION POȘTALE UNIVERSELLE / CARTA POSTALA/ROMANIA. Face parte din colecția N.A. Bogdan. Nicolai Andriescu-Bogdan (n. 1858, lași - d.1939, lași) a fost un istoric și scriitor român, mai cunoscut sub pseudonimul de N.A. Bogdan. N.A. Bogdan a redactat și tipărit în anul 1904 la propunerea primarului Constantin B. Pennescu lucrarea monografică „Orașul lași - odinioară și astăzi”, prima lucrare monografică a orașului. Această lucrare a fost reeditată în 1913 sub titlul de „Orașul lași - Monografie istorică și socială ilustrată”. A publicat mai multe articole despre lași în revistele vremii. | Muzeul de Istorie a Moldovei, Iași                  | Cimec    |
|      | Adunare populară la Băile Călimănești Autor: Ad. Maier & Co. D.Stern                                                                            | Dimensiuni: 14x8,5 cm Material: carton | Ilustrată alb-negru reprezentând o adunare populară unde aproape toate persoanele sunt în costume populare iar în centru se vede o horă de bărbați. Înscrisul din partea de jos a ilustratei atestă faptul că evenimentul se petrecea la Băile Călimănești. În partea dreaptă se află semnătura lui Alice și N.A. Bogdan din 10 iulie 1905 și textul: "Privit la horă". Cartea poștală a fost tipărită sub numărul 941, editura Ad. Maier & Co. D. Stern, București, pasagiul Vilacros 3. Cartea poștală este necirculată și pe verso central înscrisul: UNION POȘTALE UNIVERSELLE/ ROMÂNIA/ CARTA POȘTALA. Face parte din colecția N.A. Bogdan. Nicolai Andriescu-Bogdan (n. 1858, lași - d.1939, lași) a fost un istoric și scriitor român, mai cunoscut sub pseudonimul de N.A. Bogdan. N.A. Bogdan a redactat și tipărit în anul 1904 la propunerea primarului Constantin B. Pennescu lucrarea monografică „Orașul lași - odinioară și astăzi”, prima lucrare monografică a orașului. Această lucrare a fost reeditată în 1913 sub titlul de „Orașul lași - Monografie istorică și socială ilustrată”. A publicat mai multe articole despre lași în revistele vremii. | Muzeul de Istorie a Moldovei, Iași                  | Cimec    |
|      | Patinoarul Davoser Autor: J. Tomaszewski, Davos                                                                                                 | Dimensiuni: 13,6x8,8 cm Material: carton | Imaginea cărții poștale reprezintă patinoarul Davoser unde mai multe perechi dansează vals deoarece titlul este: "Walzertänzer auf der Davoser Eisbahn", iar în colțul din stânga jos găsim tipărit cifra 360 și numele J.Tomaszewski, Davos. Pe verso Carte Poștale / Poskarte - Cartolina poștale. Textul cu semnătură indescifrabilă este adresat lui N.A. Bogdan și poartă titlul "Iubite amice" (restul textului este foarte puțin lizibil). Aceasta ilustrată face parte din colecția N.A. Bogdan și este circulată. Nicolai Andriescu-Bogdan (n. 1858, lași - d.1939, lași) a fost un istoric și scriitor român, mai cunoscut sub pseudonimul de N.A. Bogdan. N.A. Bogdan a redactat și tipărit în anul 1904 la propunerea primarului Constantin B. Pennescu lucrarea monografică „Orașul lași - odinioară și astăzi”, prima lucrare monografică a orașului. Această lucrare a fost reeditată în 1913 sub titlul de „Orașul lași - Monografie istorică și socială ilustrată”. A publicat mai multe articole despre lași în revistele vremii. | Muzeul de Istorie a Moldovei, Iași                  | Cimec    |
|      | Orașul Turnu Severin și Strada Tudor Vladimirescu Autor: Union Postale Universelle                                                              | Dimensiuni: 13,8x9 cm Material: carton | Ilustrată reprezentând o imagine din orașul Turnu Severin și Strada Tudor Vladimirescu după cum atestă înscrisul. De asemenea, cu cerneală neagră în manuscris însemnarea: "Amintire din vara anului 1910. Alice și N.A. Bogdan". Pe verso, în partea stângă, tipăritura UNION POȘTALE UNIVERSELLE / ROMÂNIA / CARTA POȘTALA. Necirculată. Nicolai Andriescu-Bogdan (n. 1858, lași - d.1939, lași) a fost un istoric și scriitor român, mai cunoscut sub pseudonimul de N.A. Bogdan. N.A. Bogdan a redactat și tipărit în anul 1904 la propunerea primarului Constantin B. Pennescu lucrarea monografică „Orașul lași - odinioară și astăzi”, prima lucrare monografică a orașului. Această lucrare a fost reeditată în 1913 sub titlul de „Orașul lași - Monografie istorică și socială ilustrată”. A publicat mai multe articole despre lași în revistele vremii. | Muzeul de Istorie a Moldovei, Iași                  | Cimec    |
|      | Trei imagini din stațiunea Govora | Dimensiuni: 14,2x9 cm Material: carton | Cartea poștală conține trei imagini din stațiunea Govora: Vila Militară, Vila Serachitopol și Vila Maria. Tot pe fața cărții poștale se află înscrisul "Salutări din Govora" cu tuș negru, iar cu cerneală neagră numele și adresa destinatarului N.A. Bogdan. Ilustrata a fost tipărită sub numărul 8502 (sus stânga). Pe verso, cu cerneală neagră datată 1903, iulie 21 textul manuscris adresat lui N.A. Bogdan. Semnătura textului este indescifrabilă și conține date despre călătoria îndelungă de la lași la Băile Govora. Ediție circulată din colecția N.A. Bogdan. Nicolai Andriescu-Bogdan (n. 1858, lași - d.1939, lași) a fost un istoric și scriitor român, mai cunoscut sub pseudonimul de N.A. Bogdan. N.A. Bogdan a redactat și tipărit în anul 1904 la propunerea primarului Constantin B. Pennescu lucrarea monografică „Orașul lași - odinioară și astăzi”, prima lucrare monografică a orașului. Această lucrare a fost reeditată în 1913 sub titlul de „Orașul lași - Monografie istorică și socială ilustrată”. A publicat mai multe articole despre lași în revistele vremii. | Muzeul de Istorie a Moldovei, Iași                  | Cimec    |
|      | Bleriot trecând canalul Mânecei cu Monoplanul                                                                                                   | Dimensiuni: 14,3x9 cm Material: carton | Cartea poștală preia o imagine a Canalului Mânecii, traversat de Bleriot după cum reiese din textul lămuritor din partea dreaptă a ilustratei: "Bleriot trecând canalul Mânecei cu Monoplanul". Pe verso un text adresat familiei N.A. Bogdan din 19 octombrie 1907 cu semnătură indescifrabilă. Cartea poștală este circulată cu un timbru al Poștei Române de 5 bani. Ediție circulată din colecția N.A. Bogdan. Nicolai Andriescu-Bogdan (n. 1858, lași - d.1939, lași) a fost un istoric și scriitor român, mai cunoscut sub pseudonimul de N.A. Bogdan. N.A. Bogdan a redactat și tipărit în anul 1904 la propunerea primarului Constantin B. Pennescu lucrarea monografică „Orașul lași - odinioară și astăzi”, prima lucrare monografică a orașului. Această lucrare a fost reeditată în 1913 sub titlul de „Orașul lași - Monografie istorică și socială ilustrată”. A publicat mai multe articole despre lași în revistele vremii. | Muzeul de Istorie a Moldovei, Iași                  | Cimec    |
|      | Portul Galați Autor: Weichmann, H. | Dimensiuni: 13,9x9 cm Material: carton | Ilustrata reprezintă o imagine a portului Galați care se vede în fundal, în prim plan stânga silueta unui marinar cu pușcă, iar deasupra lui un grup de marinari. Pe mijloc vasul Elisabeta iar în partea dreaptă un alt vas, Torpilorul. Sub cele două vase este imprimat textul: "Salutări din Galați", iar sub acest text semnătura autografă a lui N.A. Bogdan cu următorul înscris: "1900 Septembrie / Souvenir din port. Alice și N.A. Bogdan". Precizăm că imaginile par a fi reproduse după o acuarelă. De asemenea, în dreapta există numele atelierului ce a realizat cp.: H. Weichmann, Galați, Depeșe Nr. 999. Deasupra imaginii: "Vederea Portului Galați". Pe verso UNION POȘTALE UNIVERSELLE / ROMÂNIA / CARTA POȘTALA, iar dedesubt în partea stângă ștampila colecționarului ovală cu următorul înscris: N.A. Bogdan/ publicist/ 114, str. Sărăriei/ Iași, (România). Exemplar necirculat. Nicolai Andriescu-Bogdan (n. 1858, lași - d.1939, lași) a fost un istoric și scriitor român, mai cunoscut sub pseudonimul de N.A. Bogdan. N.A. Bogdan a redactat și tipărit în anul 1904 la propunerea primarului Constantin B. Pennescu lucrarea monografică „Orașul lași - odinioară și astăzi”, prima lucrare monografică a orașului. Această lucrare a fost reeditată în 1913 sub titlul de „Orașul lași - Monografie istorică și socială ilustrată”. A publicat mai multe articole despre lași în revistele vremii. | Muzeul de Istorie a Moldovei, Iași                  | Cimec    |
|      | Orașul Râmnicu Vâlcea | Dimensiuni: 14x9 cm Material: carton | Imaginea color reprezintă o panoramă a orașului Râmnicu Vâlcea care pare a fi o reproducere după un desen - acuarelă. În partea de jos a imaginii, pe mijloc este înscrisul: "Vederea orașului Râmnicu-Vâlcea". Cu cerneală neagră decolorată sus, dreapta: "22 Iulie 1903/ R. Vâlcea", iar dedesubt următorul text adresat lui N.A. Bogdan: "Am vizitat întreg orașul și acum plecăm la Călimănești/ amic lonescu". Pe verso "Carta Poștala", timbru Poșta Română de 5 bani, iar dedesubt adresa destinatarului: "N.A. Bogdan/ secretar Starea Civilă a Comunei lași/ la lași/ Str. Sărăriei, casa. Exemplar circulat. Nicolai Andriescu-Bogdan (n. 1858, lași - d.1939, lași) a fost un istoric și scriitor român, mai cunoscut sub pseudonimul de N.A. Bogdan. N.A. Bogdan a redactat și tipărit în anul 1904 la propunerea primarului Constantin B. Pennescu lucrarea monografică „Orașul lași - odinioară și astăzi”, prima lucrare monografică a orașului. Această lucrare a fost reeditată în 1913 sub titlul de „Orașul lași - Monografie istorică și socială ilustrată”. A publicat mai multe articole despre lași în revistele vremii. | Muzeul de Istorie a Moldovei, Iași                  | Cimec    |
|      | Teatrul Național din București Autor: Ad. Maier & Co. D.Stern                                                                                   | Dimensiuni: 13,3x9,2 cm Material: carton | Ilustrata oferă imaginea Teatrului Național din București și esplanada din față animată în prim plan de o tânără florăreasă cu un coș de flori în partea stângă, iar pe mijloc un domn și o doamnă. În spatele lor se văd trăsurile cu cai în așteptare și mai multe siluete de bărbați în spatele acestora. În partea de sus a imaginii cu tuș roșu, în dreapta, înscrisul: "Teatrul Național", iar în stânga: "Bucuresci". Pe latura scurtă a cp. sunt imprimate datele editorului: "2009 Depus. Editura Maier & Stern, Bucuresci, Pasagiul Vilacros 3". Textul aflat pe partea dreaptă neimprimată a cp. este datat 27 iunie 1904 și adresat doamnei Alice Bogdan: "Dragă Alice! Azi nu am primit nici o veste de la tine! Eu sunt bine, dar alerg mult. Toți îți trimit complimente. Afacerile merg binișor, dar tot nu știu când am să mă pot întoarce. Complimente la familia Fătu. Te sărut dulce, Al tău Nicu (N.A. Bogdan)". Pe verso: UNION POȘTALE UNIVERSELLE /ROMÂNIA/CARTA POȘTALA, timbru al Poștei Române de 5 bani și adresa destinatarului. lmaginea pare a fi o reproducere după un desen - acuarelă. Exemplar circulat. Nicolai Andriescu-Bogdan (n. 1858, lași - d.1939, lași) a fost un istoric și scriitor român, mai cunoscut sub pseudonimul de N.A. Bogdan. N.A. Bogdan a redactat și tipărit în anul 1904 la propunerea primarului Constantin B. Pennescu lucrarea monografică „Orașul lași - odinioară și astăzi”, prima lucrare monografică a orașului. Această lucrare a fost reeditată în 1913 sub titlul de „Orașul lași - Monografie istorică și socială ilustrată”. A publicat mai multe articole despre lași în revistele vremii. | Muzeul de Istorie a Moldovei, Iași                  | Cimec    |
|      | Orașul Hârlău Autor: Cheaure | Dimensiuni: 13,7x8,8 cm Material: carton | Ilustrata alb-negru compusă din mai multe imagini din orașul Hârlău: Biserica "Sf. Gheorghe", Biserica "Sf. Dumitru" cu grădină, Clopotnița Sf. Gheorghe, Strada Mare, Vederea orașului, Strada Deleni, iar pe mijloc înscrisul: "Salutări din Hârlău". Fiecare imagine este ornamentată cu un desen floral. Verso: UNION POȘTALE UNIVERSELLE / ROMÂNIA/ CARTA POȘTALA, timbru al Poștei Române de 5 bani și adresa destinatarului N.A. Bogdan/ Șef Serviciu Stărei Civile lași. În partea destinată corespondenței (Notițe de Corespondență:) sunt urările de Paști ale unui subaltern. Semnătura este indescifrabilă. Exemplar circulat. Nicolai Andriescu-Bogdan (n. 1858, lași - d.1939, lași) a fost un istoric și scriitor român, mai cunoscut sub pseudonimul de N.A. Bogdan. N.A. Bogdan a redactat și tipărit în anul 1904 la propunerea primarului Constantin B. Pennescu lucrarea monografică „Orașul lași - odinioară și astăzi”, prima lucrare monografică a orașului. Această lucrare a fost reeditată în 1913 sub titlul de „Orașul lași - Monografie istorică și socială ilustrată”. A publicat mai multe articole despre lași în revistele vremii. | Muzeul de Istorie a Moldovei, Iași                  | Cimec    |
|      | Strada principală din Bacău Autor: Cheaure | Dimensiuni: 13,6x8,8 cm Material: carton | Imaginea color a străzii principale din Bacău în care se văd casele compacte în stil evreiesc în care funcționează mici prăvălioare cu firma agățată deasupra ușii, trotuarele sunt animate de diferite persoane în mers, iar pe stradă circulă căruțe și trăsuri trase de cai. În partea de sus înscrisul: "Bacău Str. Principală". Pe verso textul expeditorului datat 17.XII. Din conținut ne dăm seama că este vorba de o nepoată a unuia dintre cei doi soți N.A. Bogdan. Destinatarul este: "Onor Dnei și Dlui Nicolai A.Bogdan". Înscrisul: "România/ Carta Poștala" și 2 timbre ale Poștei Române unul de 10 și unul de 5 bani și Editura Horowitz, 16 Str. Paris, București. Exemplar circulat. Nicolai Andriescu-Bogdan (n. 1858, lași - d.1939, lași) a fost un istoric și scriitor român, mai cunoscut sub pseudonimul de N.A. Bogdan. N.A. Bogdan a redactat și tipărit în anul 1904 la propunerea primarului Constantin B. Pennescu lucrarea monografică „Orașul lași - odinioară și astăzi”, prima lucrare monografică a orașului. Această lucrare a fost reeditată în 1913 sub titlul de „Orașul lași - Monografie istorică și socială ilustrată”. A publicat mai multe articole despre lași în revistele vremii. | Muzeul de Istorie a Moldovei, Iași                  | Cimec    |
|      | Pe stâncile malului Mării Negre Autor: T.G. Dabo, Constanța                                                                                     | Dimensiuni: 13,6x8,8 cm Material: carton | Imagine color ce reprezintă malul Mării Negre, la Constanța și o prezență feminină. În partea de sus, dreapta înscrisul: "Pe stâncile malului Mării Negre", iar dedesubt Constanța și datele editorului: "N0.194. Edit. T.G. Dabo, Constanța". Verso: UNION POȘTALE UNIVERSELLE / ROMÂNIA/ CARTA POȘTALA, timbru al Poștei Române de 5 bani. Text adresat probabil, de un coleg (V. Dobrescu) aflat la malul mării la tratament, domnului N.A. Bogdan care se afla la Băile Călimănești. Exemplar circulat. Nicolai Andriescu-Bogdan (n. 1858, lași - d.1939, lași) a fost un istoric și scriitor român, mai cunoscut sub pseudonimul de N.A. Bogdan. N.A. Bogdan a redactat și tipărit în anul 1904 la propunerea primarului Constantin B. Pennescu lucrarea monografică „Orașul lași - odinioară și astăzi”, prima lucrare monografică a orașului. Această lucrare a fost reeditată în 1913 sub titlul de „Orașul lași - Monografie istorică și socială ilustrată”. A publicat mai multe articole despre lași în revistele vremii. | Muzeul de Istorie a Moldovei, Iași                  | Cimec    |
|      | Vedere spre Dig Autor: Ad. Maier & Co. D.Stern                                                                                                  | Dimensiuni: 13,6x8,8 cm Material: carton | Ilustrata oferă imaginea digului din Constanța și un fragment de zonă portuară cu mai multe vapoare acostate. În partea din stânga sus este precizată localitatea, iar pe mijloc înscrisul: "Vedere spre Dig". Sub acest text se află semnătura autografă: Alice și N.A. Bogdan 1909. Pe verso:UNION POȘTALE UNIVERSELLE / ROMÂNIA/ CARTA POȘTALA, fără timbru, iar în stânga informațiile despre editor: No.1577. Editura Ad. Maier & D. Stern București, Pasagiul Vilacros 3. Reproducere interzisă. Exemplar necirculat. Nicolai Andriescu-Bogdan (n. 1858, lași - d.1939, lași) a fost un istoric și scriitor român, mai cunoscut sub pseudonimul de N.A. Bogdan. N.A. Bogdan a redactat și tipărit în anul 1904 la propunerea primarului Constantin B. Pennescu lucrarea monografică „Orașul lași - odinioară și astăzi”, prima lucrare monografică a orașului. Această lucrare a fost reeditată în 1913 sub titlul de „Orașul lași - Monografie istorică și socială ilustrată”. A publicat mai multe articole despre lași în revistele vremii. | Muzeul de Istorie a Moldovei, Iași                  | Cimec    |
|      | Biserica grecească Buna Vestire din Brăila Autor: Fränkel, Max                                                                                  | Dimensiuni: 14x9 cm Material: carton | Ilustrată alb-negru care oferă imaginea Bisericii Grecești "Buna Vestire" din Brăila, declarată monument istoric, la 1900. În extremitatea stângă a imaginii, numele editorului Max Fränkel, Brăila; sub imagine textul: "Vederea Bisericei cu împrejurimea" iar în dreapta sus: "Brăila" și însemnarea autografă: "1900. Am vizitat Alice N.A. Bogdan". Pe verso: UNION POȘTALE UNIVERSELLE / ROMÂNIA/ CARTA POȘTALA, loc pentru timbre de 5 și 10 bani. Exemplar necirculat. Nicolai Andriescu-Bogdan (n. 1858, lași - d.1939, lași) a fost un istoric și scriitor român, mai cunoscut sub pseudonimul de N.A. Bogdan. N.A. Bogdan a redactat și tipărit în anul 1904 la propunerea primarului Constantin B. Pennescu lucrarea monografică „Orașul lași - odinioară și astăzi”, prima lucrare monografică a orașului. Această lucrare a fost reeditată în 1913 sub titlul de „Orașul lași - Monografie istorică și socială ilustrată”. A publicat mai multe articole despre lași în revistele vremii. | Muzeul de Istorie a Moldovei, Iași                  | Cimec    |
|      | Constanța: Vapoarele Împăratul Traian și România în port Autor: Ad. Maier & Co. D.Stern                                                         | Dimensiuni: 13,8x8,5 cm Material: carton | Ilustrata prezintă imaginea color a două vapoare sub pavilion românesc, Împăratul Traian și România, acostate în portul Constanța. Sus stânga: "Constanța" și înscrisul: "Vapoarele Imp. Traian./ și România in Port". În partea de jos, regăsim următorul text cu semnătură autografă N.A. Bogdan: "Le-am văzut în Portul Constanța în Iulie 1909. Alice și N.A. Bogdan". Verso: UNION POȘTALE UNIVERSELLE / ROMÂNIA/ CARTA POȘTALA, iar în stânga informațiile despre editor: Editura Ad. Maier & D. Stern București, Pasagiul Vilacros 3. Reproducere interzisă. Exemplar necirculat. Nicolai Andriescu-Bogdan (n. 1858, lași - d.1939, lași) a fost un istoric și scriitor român, mai cunoscut sub pseudonimul de N.A. Bogdan. N.A. Bogdan a redactat și tipărit în anul 1904 la propunerea primarului Constantin B. Pennescu lucrarea monografică „Orașul lași - odinioară și astăzi”, prima lucrare monografică a orașului. Această lucrare a fost reeditată în 1913 sub titlul de „Orașul lași - Monografie istorică și socială ilustrată”. A publicat mai multe articole despre lași în revistele vremii. | Muzeul de Istorie a Moldovei, Iași                  | Cimec    |
|      | Primăria din Târgu-Jiu Autor: Stengel & Co. | Dimensiuni: 14x9 cm Material: carton | Ilustrata oferă imaginea Primăriei din Târgu Jiu, iar după vestimentația persoanelor prezente în prim-plan deducem că avea loc un moment festiv. În extremitatea stângă, numele editorului Stengel & Co. Dresde, 59 P. Dedesubt: "Primăria din Târgu-Jiu" /Din colecția Stânceanu & Onofrei/ Reproducerea Interzisă. Pe spațiul neilustrat există un text scris cu cerneală neagră adresate familiei N.A. Bogdan cuprinzând urări pentru Sărbătorile de iarnă ale anului 1915 și poartă semnătura Lucreția și George Pavelescu, probabil niște rude ale familiei N.A. Bogdan. Verso: UNION POȘTALE UNIVERSELLE/ ROMÂNIA/ CARTA POȘTALA, cu două timbre de 10 și 5 bani.Tot aici, semnătura G. Pavelescu pe colțul din stânga și adresa destinatarului. Exemplar circulat. Nicolai Andriescu-Bogdan (n. 1858, lași - d.1939, lași) a fost un istoric și scriitor român, mai cunoscut sub pseudonimul de N.A. Bogdan. N.A. Bogdan a redactat și tipărit în anul 1904 la propunerea primarului Constantin B. Pennescu lucrarea monografică „Orașul lași - odinioară și astăzi”, prima lucrare monografică a orașului. Această lucrare a fost reeditată în 1913 sub titlul de „Orașul lași - Monografie istorică și socială ilustrată”. A publicat mai multe articole despre lași în revistele vremii. | Muzeul de Istorie a Moldovei, Iași                  | Cimec    |
|      | Marele Hotel Francez din Brăila Autor: Tipo-Lit. „Moderna” Fränkel                                                                              | Dimensiuni: 13,9x9,3 cm Material: carton | Ilustrata alb-negru oferă o imagine a Marelui Hotel Francez din Brăila, anul 1900. În partea stângă datele editurii: No.11, Editura Tipo-Lit. "Moderna” Fränkel, Brăila. Sub imagine, textul: "Salutări din Brăila/ Marele Hotel Frances". Pe partea netipărită a cp. un text semnat N.A. Bogdan: "Ne-am plimbat pe aici în 1900 Alice și N.A. Bogdan". Verso: UNION POȘTALE UNIVERSELLE / ROMÂNIA/ CARTA POȘTALA, iar dedesubt în partea stângă ștampila colecționarului ovală cu următorul înscris: "N.A. Bogdan/ publicist/ 114, str. Sârăriei/ lași, (România). Exemplar necirculat. Nicolai Andriescu-Bogdan (n. 1858, lași - d.1939, lași) a fost un istoric și scriitor român, mai cunoscut sub pseudonimul de N.A. Bogdan. N.A. Bogdan a redactat și tipărit în anul 1904 la propunerea primarului Constantin B. Pennescu lucrarea monografică „Orașul lași - odinioară și astăzi”, prima lucrare monografică a orașului. Această lucrare a fost reeditată în 1913 sub titlul de „Orașul lași - Monografie istorică și socială ilustrată”. A publicat mai multe articole despre lași în revistele vremii. | Muzeul de Istorie a Moldovei, Iași                  | Cimec    |
|      | Bulevardul Elisabeta din Constanța Autor: Librăria Română Nicolaescu                                                                            | Dimensiuni: 13,7x8,8 cm Material: carton | Ilustrata alb-negru prezintă Bulevardul Elisabeta din Constanța în care distingem micile case de-a lungul falezei așa cum se prezentau în august 1901. În partea de jos cu tuș roșu, textul informativ: "Bulevardul Elisabeta-stânga, Constanța-în dreapta", iar jos "Librăria Română Nicolaescu, Constanța". Textul autograf scris cu cerneală neagră conține data de 14 August 1901 și salutări din Constanța adresate familiei N.A. Bogdan (semnătura expeditorului indescifrabilă). Verso: UNION POȘTALE UNIVERSELLE/ ROMÂNIA/ CARTA POȘTALA, cu un timbru de 5 bani și adresa destinatarului. Exemplar circulat. Nicolai Andriescu-Bogdan (n. 1858, lași - d.1939, lași) a fost un istoric și scriitor român, mai cunoscut sub pseudonimul de N.A. Bogdan. N.A. Bogdan a redactat și tipărit în anul 1904 la propunerea primarului Constantin B. Pennescu lucrarea monografică „Orașul lași - odinioară și astăzi”, prima lucrare monografică a orașului. Această lucrare a fost reeditată în 1913 sub titlul de „Orașul lași - Monografie istorică și socială ilustrată”. A publicat mai multe articole despre lași în revistele vremii. | Muzeul de Istorie a Moldovei, Iași                  | Cimec    |
|      | Judecătoria din Botoșani Autor: I. Șaraga & Socec                                                                                               | Dimensiuni: 13,8x8,8 cm Material: carton | Ilustrata color prezintă imaginea Judecătoriei din orașul Botoșani împreună cu strada din față și animația umană din fața clădirii, în stânga- "Botoșani", în dreapta - "Judecătoria". Verso: ROMÂNIA/ CARTA POȘTALA, cu 2 timbre de 5 bani și adresa destinatarului precum și textul adresat familiei N.A. Bogdan conținând urări de Sărbătorile de Iarnă ale anului 1901 și semnătura Elena căpitan Lelescu. Exemplar circulat. În partea stângă, datele edituri: Depozitul I.Șaraga & Socec, No. 7 , 6040. Nicolai Andriescu-Bogdan (n. 1858, lași - d.1939, lași) a fost un istoric și scriitor român, mai cunoscut sub pseudonimul de N.A. Bogdan. N.A. Bogdan a redactat și tipărit în anul 1904 la propunerea primarului Constantin B. Pennescu lucrarea monografică „Orașul lași - odinioară și astăzi”, prima lucrare monografică a orașului. Această lucrare a fost reeditată în 1913 sub titlul de „Orașul lași - Monografie istorică și socială ilustrată”. A publicat mai multe articole despre lași în revistele vremii. | Muzeul de Istorie a Moldovei, Iași                  | Cimec    |
|      | Scrisoare Autor: Rosetti, Radu | Dimensiuni: 21x13,5 cm Material: hârtie | Scrisoare pe hârtie cu antetul Academiei Române adresată de Radu Rosetti autorului lucrării, Gheorghe I. Brătianu, Acțiunea politică și militară a României în 1919, felicitându-l pentru oportunitatea apariției. Text pe paginile 1 și 3. Semnătură pe pagina 3. Gheorghe (George) I. Brătianu (n. 3 februarie 1898, Ruginoasa, lași - d. 23/27 aprilie 1953, Sighetu Marmației) istoric și om politic român, profesor universitar, membru al Academiei Române. După absolvirea Liceului Național din lași (1916), se înrolează voluntar în armată pentru a participa la războiul de reîntregire a țării. Facultatea de Drept din iași, absolvită în 1920, atras de istorie, abandonează cariera juridică și se înscrie la Universitatea Sorbona din Paris, unde frecventează cursurile unor istorici prestigioși, ca Ferdinand Lot și Charles Diehl, cu doctorat în 1929. În 1924, devine profesor universitar la catedra de istorie universală a Universității din lași, iar din 1940, a Universității din București. În 1942, este ales membru titular al Academiei Române. Între 1935 și 1947 director al Institutului de Istorie Universală din lași (1935 -1940) și apoi al Institutului de Istorie Universală "Nicolae lorga" din București (1941 -1947). În anii '30, șef al fracțiunii dizidente a Partidului Național Liberal, pe care o înființase. În 1947, în cadrul represiunilor dezlănțuite de autoritățile comuniste, este înlăturat de la catedra universitară, de la conducerea institutului de istorie, iar în septembrie i se fixează domiciliu forțat și i se interzic contactele externe. La 9 iunie 1948 - odată cu reorganizarea Academiei Române, i se retrage titlul de academician. În noaptea de 7/8 mai 1950, este arestat și întemnițat la Sighet, fără să fi fost judecat. Moare între 23 și 27 aprilie 1953 în închisoare, la vârsta de 55 de ani, în condiții neelucidate. | Muzeul de Istorie a Moldovei, Iași                  | Cimec    |
|      | Scrisoare Autor: Giurescu, C.C. | Dimensiuni: 22,9x29,5 cm Material: hârtie filigran | Scrisoare oficială de mulțumire ce poartă antetul Universității din București, Seminarul de Istoria Românilor înregistrată la numărul 4 din 7 Ianuarie 1930 și adresată de profesorul C.C. Giurescu domnului G.T. Kirileanu - bibliotecar al Casei Regale privind donarea lucrării "Contribuție la istoria Maramureșului" de Pr. Ion Bîrlea. Directorul seminarului era în acea vreme, C.C. Giurescu. Semnătura acestuia este însoțită de ștampila Seminarului de Istorie. | Muzeul de Istorie a Moldovei, Iași                  | Cimec    |
|      | Scrisoare Autor: Caudella, Eduard | Dimensiuni: 21,5x17 cm Material: hârtie | Scrisoare manuscris adresată de către Eduard Caudella bibiliotecarului Casei Regale, expediată din lași, 21 septembrie 1912. Din conținutul scrisorii aflăm că muzicianul E. Caudella este nemulțumit de serviciile Ministerului Culturii, deși petiția lui avea aprobarea celei mai înalte funcții din România, M.S. Regele. E. Caudella apelează la zicala veșnic valabilă în România: "La noi totul e posibil". Dl. Kirileanu este rugat de a interveni din nou pe lângă M.S. Regele. Textul poartă semnătura E. Caudella. | Muzeul de Istorie a Moldovei, Iași                  | Cimec    |
|      | Telegrama de condoleanțe a Regelui carol al II-lea Autor: Carol al II-lea                                                                       | Datare: 1932 Dimensiuni: 14,5x26,5 cm Material: hârtie | Telegramă de condoleanțe a fost trimisă de la Peleș, de către Regele Carol al II-lea, în anul 1932, la moartea lui iacob Negruzi, ultimul dintre junimiști. | Muzeul Literaturii Române, Iași                     | Cimec    |
|      | Scrisoare a lui Horia Vintilă Autor: Vintilă, Horia                                                                                             | Dimensiuni: 10,5 x 15 cm Material: hârtie | Scrisoare a lui Horia Vintilă adresată lui Leon Negruzii, în care îi explică acestuia acțiunea securității de a-l denigra când i s-a decernat premiul "Goncourt", și reacția românilor din diaspora. Scrisoarea a fost trimisă de la Laussane în anul 1960. | Muzeul Literaturii Române, Iași                     | Cimec    |
|      | Scrisoare a lui Oscar Wilde Autor: Wilde, Oscar                                                                                                 | Datare: 1891 Dimensiuni: 19,5 x12 cm Material: hârtie | Scrisoare redactată în limba franceză scrisă și semnată de Oscar Wilde, prin care acesta îl autorizează pe scriitorul Jules Cantrel să realizeze traducerea în limba franceză a "Intențiilor" mai putin ultima parte "Adevărul măștilor", apărută în numărul din februarie al prestigioasei "Fortnightly Revieww", eseu care conține o parte din estetica sa. Scrisoarea a fost redactată în vara anului 1891. Scrisoarea este cunoscută de exegeții săi fiind publicată în "Letters of Iscar Wilde" și în recenta "The complete letters of Oscard Wilde". | Muzeul Literaturii Române, Iași                     | Cimec    |
|      | Diplămă acordată cu ocazia înaintării în grad de ofițer a lui Nicolae Bănulescu Autor: Sturza, Mihail Grigorie                                  | Datare: 31 Martie 1841 Dimensiuni: 32,5X25,5 cm Material: HARTIE MANUALA                                                                                       | Diplomă emisă la Iași, 14 aprilie 1839 de către Mihail Grigorie Sturdza, domnul Țării Moldovei, reprezintă înaintarea în grad de ofițer a lui Nicolae Bănulescu. În centru este semnatura olografă a lui Mihail Grigorie Sturdza – documentul are sigiliu domnesc ștampilat cu cerneală roșie. | Muzeul Literaturii Române, Iași                     | Cimec    |
|      | Înălțarea în rang de maior a capitanului Gheorghe Carp Autor: Sturza, Mihail Grigorie                                                           | Datare: 1835. luna noiembrie 8 zile Dimensiuni: 46x33 cm Material: hârtie                                                                                      | Diplomă emisă la Iași, la 8 noiembrie 1835, de către Mihail Grigorie Sturza, domnul Țării Moldovei, reprezintă înălțarea în rang de maior a căpitanului Grigorie Carpîn. Centru este semnătura olografă a Domnitorului, iar în partea stângă sigiliul domnesc ștampilat de culoare roșie. | Muzeul Literaturii Române, Iași                     | Cimec    |
|      | Înaintarea (7 aprilie 1846) în grad de căpitan a lui Nicolae Bănulescu Autor: Sturza, Grigorie Dimitrie                                         | Datare: 1846, luna decembrie în 23 zile Dimensiuni: 37,5x28 cm Material: hârtie                                                                                | Diplomă emisă la 23 decembrie 1846 de către Mihail Grigorie Sturza, Domnul Țării Moldovei, reprezintă întâlnirea, (7 aprilie 1846) în grad de căpitan a lui Nicolae Bănulescu. În centru semnătura olografă a domnitorului Mihailș Grigorie Sturza și sigiliu domnesc ștampilat de culoare roșie. | Muzeul Literaturii Române, Iași                     | Cimec    |
|      | Înaintarea (7 aprilie 1846) în grad de căpitan a lui Nicolae Bănulescu Autor: Sturza, Grigorie Dimitrie                                         | Datare: 1846, luna decembrie în 23 zile Dimensiuni: 37,5x28 cm Material: hârtie                                                                                | Diploma emisă la 23 decembrie 1846 de către Mihail Grigorie Sturza, Domnul Țării Moldovei, reprezintă întâlnirea, (7 aprilie 1846) în grad de căpitan a lui Nicolae Bănulescu. În centru semnătura olografă a domnitorului Mihailș Grigorie Sturza și sigiliu domnesc ștampilat de culoare roșie. | Muzeul Literaturii Române, Iași                     | Cimec    |
|      | Înălțarea la rang de paharnic a Postelnicului Amza Jianu Autor: Alecsandru Dimitrie Ghica                                                       | Datare: 1839. decembrie 6 Dimensiuni: 55,5x40 cm Material: hârtie                                                                                              | Diploma emisă la București, la 6 decembrie 1839 de către Alexandru Dimitrie Ghica Veoevod, reprezintă înălțarea la rang de paharnic a Postelnicului Amza Jianu. În centru are semnătura olografă a domnitorului. Lipsește sigiliul domnesc din ceară. | Muzeul Literaturii Române, Iași                     | Cimec    |
|      | Caiet de însemnări al prof. Constantin Gheorghiu Autor: Gheorghiu, Constantin V.                                                                | Datare: 1917 Dimensiuni: L: 15 cm; La: 9,5 cm Material: hârtie                                                                                                 | Caietul de însemnări este manuscris și a aparținut profesorului chimist Constantin Gheorghiu. Sunt relatate amintiri din primul război mondial la care a participat C.V. Gheorghiu. Coperțile sunt realizate din carton. Însemnările sunt făcute cu cerneală neagră pe prima pagină și cu creion pe restul paginilor. Caietul are 76 de pagini, fiecare având câte 16 rânduri. | Muzeul Științei și Tehnicii „Ștefan Procopiu”, Iași | Cimec    |
|      | Manuscris Petru Poni Autor: Poni, Petru | Datare: 1900 Dimensiuni: L: 21,2 cm; La: 17 cm Material: hârtie                                                                                                | Manuscrisul a aparținut lui Petru Poni, are 56 de pagini scrise cu cerneală neagră pe hârtie velină. Documentul este scris în limba franceză. În această lucrare, Petru Poni descrie mineralele din România cercetate de el timp de 26 de ani, în laboratorul de chimie minerală de la Universitatea Al. I. Cuza din Iași. Tot în această lucrare, Petru Poni descrie badenita și broștenita, două minerale noi descoperite de el la Broșteni și la Bădeni-Ungureni. Cercetările lui Petru Poni în acest domeniu constituie primul studiu sistematic privitor la cunoașterea mineralelor românești. | Muzeul Științei și Tehnicii „Ștefan Procopiu”, Iași | Cimec    |
|      | Certificat de ucenicie cu sigiliu Autor: Corporația Comnifair-Junungs, Czernowitz                                                               | Datare: 17 februarie 1840 Dimensiuni: L: 63 cm; La: 37 cm Material: hârtie                                                                                     | Documentul atestă calificarea lui Carol Cugler în meseria de zidar și a fost eliberat de Corporația Comnifair - Junungs, în anul 1840. Documentul prezintă în partea de sus un vultur bicefal ce ține în gheare o sabie. Diploma este încadrată de un chenar cu diverse motive florale și inscripții specifice. Certificatul este redactat în limba germană (caracterul scrierii - gotic) în partea de jos se găsește sigiliul breslei, de culoare roșie. A aparținut familiei Cugler. | Muzeul Științei și Tehnicii „Ștefan Procopiu”, Iași | Cimec    |
|      | Gazurile cuprinse în sare și vulcanii de glod din România Autor: Costăchescu, Nicolae                                                           | Datare: 1905 Dimensiuni: L: 23 cm; La: 16 cm; oglinda textului: 17x10 cm Material: hârtie                                                                      | Lucrarea constituie teza de doctorat a profesorului Nicolae Costăchescu, elevul profesorului Petru Poni. Este prima teză de doctorat în științe din țară. A fost publicată în anul 1905, este imprimată la Tipografia "Dacia". Este scrisă în limba română; cartea are 101 pagini, cu câte 34 de rânduri pe pagină, grupate pe o coloană. Pe prima pagină are tipărit: "D-lui Prof. P. Poni . Omagiu și recunoștință". | Muzeul Științei și Tehnicii „Ștefan Procopiu”, Iași | Cimec    |
|      | Manuscris autograf „Sonet” Autor: Codreanu, Mihai                                                                                               | Datare: 27 mai 1904 Dimensiuni: L: 20 cm; La: 13 cm Material: hârtie                                                                                           | Manuscris autograf „Sonet”, semnat Mihai Codreanu, datat 27 mai 1904. Dăruit de către autor Matildei Cugler Poni. | Muzeul Științei și Tehnicii „Ștefan Procopiu”, Iași | Cimec    |
|      | Diplomă „Legiunea de onoare” | Datare: 1902 Dimensiuni: L: 76 cm; La: 64 cm Material: hârtie                                                                                                  | | Muzeul Științei și Tehnicii „Ștefan Procopiu”, Iași | Cimec    |
|      | Scrisoare Autor: Flory Filotti | Datare: 10.VI.1952 Dimensiuni: 14,7 x 21,8 cm Material: hârtie                                                                                                 | Scrisoare olografă adresată prof. Ștefan Procopiu (Fănică) de către Flory Filotti verișoară pe linie maternă, din familia Tașcă, în care îi mulțumește pentru cartea de electricitate trimisă foarte repede. Conține 12 rânduri, cu plic. Flory (Elizabeta) Filotti; fiica lui Gh. Tașcă, vară cu Ștefan Procopiu. Scrisoarea este scrisă de mână cu stilou cu cerneală albastră. | Muzeul Științei și Tehnicii „Ștefan Procopiu”, Iași | Cimec    |
|      | Scrisoare Autor: Dragomir Hurmuzescu | Datare: 13.01.1956 Dimensiuni: 17 x 28,7 cm Material: hârtie                                                                                                   | Scrisoare adresată prof. Procopiu de către prof. Dragomir Hurmuzescu, fizician, fondatorul învățământului electrotehnic și ctitor al radiofoniei la noi în țară, în care acesta își manifestă recunoștința față de darul venit din partea lui Procopiu. Prof. Hurmzescu își manifestă speranța de a-l revedea curând pe prof. Procopiu. Conține 19 rânduri, este scrisă de mână cu stilou cu cerneală albastră. În colțul din stânga sus, urme ale prinderii foilor cu un bold. | Muzeul Științei și Tehnicii „Ștefan Procopiu”, Iași | Cimec    |
|      | Scrisoare Autor: Stavri C. Cunescu | Datare: 26.12.1955 Dimensiuni: 15 x 21 cm Material: hârtie | Scrisoarea adresată prof. Ștefan Procopiu de către ing. Stavri C. Cunescu (secretar de stat în Ministerul Muncii și Ocrotirilor sociale) din București cu prilejul Crăciunului și a Sfântului Ștefan. Expeditorul menționează în scrisoare pe doamna Hurmuzescu. Conține 15 rânduri. În colțul paginii stânga-sus imprimat numele expeditorului. Adresa imprimată este ștearsă și adăugată cu stiloul cea nouă. Scrisoarea este scrisă de mână cu stilou cu cerneală albastră. | Muzeul Științei și Tehnicii „Ștefan Procopiu”, Iași | Cimec    |
|      | Scrisoare Autor: Mircea Savul | Datare: 20 ianuarie 1937 Material: hârtie | Scrisoare manuscris adresată prof. Ștefan Procopiu de către Mirca Ion Savul (1895-1964) care a fost prof. de mineralogie la Universitatea Al.I.Cuza din Iași și academician. În textul scrisorii se vorbește despre legătura semnatarului cu Iașul, orașul său natal și despre eventuala sa revenire ca profesor la Universitatea ieșeană la susținerea prof. Procopiu, care după cum știm era preocupat de înființarea Laboratorului de mineralogie. De asemenea prof. Savul mai evocă aici și personalitatea binecunoscutului profesor ieșean Buțureanu al cărui student a fost. Scrisoarea este datată, 20 ianuarie 1937 și expediată din București. | Muzeul Științei și Tehnicii „Ștefan Procopiu”, Iași | Cimec    |
|      | Scrisoare Autor: Prof. dr.ing. Otin Cristea | Datare: 18 martie 1943 Dimensiuni: A4 Material: hârtie | Scrisoare manuscris expediată din Cernăuți, adresată prof. Ștefan Procopiu și semnată de rectorul, prof. dr. ing. Otin Cristea. Textul vorbește despre confirmarea primirii lucrării Electricitate și Magnetism expediată de autorul Șt. Procopiu. Otin Cristea a fost cel care s-a preocupat de înființarea Școlii Politehnice Gh. Asachi - Iași, prin desprinderea de universitate în 1937. Un an mai târziu profesorul inginer chimist Cristea Otin Niculescu (1879-1954), devine primul rector al acestei instituții. Scrisoarea este datată 18 martie 1943, are în dreapta antetul Ministerului Culturii Naționale și al Cultelor, Politehnica Gh Asachi - Cernăuți și a fost expediată din Cernăuți cu numărul 969. Primul rector, Cristea Nicolescu-Otin (1879-1954), este cel care realizase primele cercetări metalografice și de analiză termică românești. În 1941, în cadrul măsurilor de reorganizare a învățământului și culturii în această parte a țării, s-a decis și transferarea Școlii Politehnice “Gheorghe Asachi” din Iași la Cernăuți, de aceea scrisoarea rectoruluii către prof. Ștefan Procopiu este expediată din această localitate. | Muzeul Științei și Tehnicii „Ștefan Procopiu”, Iași | Cimec    |
|      | Scrisoare Autor: Șerbu Melania | Datare: 02.11.1949 Dimensiuni: 29,4 x 22,5 x 0,1 cm Material: hârtie                                                                                           | Scrisoare manuscris datată, Brașov 02.11.1949 și adresată prof. Procopiu. Semnatara scrisorii, asistent universitar Șerbu Melania, adresează profesorului rugămintea de a trimite Institutului de Mecanică din Brașov, material documentar care pentru acel moment reprezenta o noutate în domeniul fizicii. Prof. Procopiu introdusese la Iași drept material bibliografic cartea de fizică a lui Sydney Chapman (matematician, fizician englez) preocupat ca și Procopiu de câmpul magnetic terestru. | Muzeul Științei și Tehnicii „Ștefan Procopiu”, Iași | Cimec    |
|      | Scrisoare Autor: Nicolae Bărbulescu | Datare: 16 ianuarie 1952 Dimensiuni: A4 Material: hârtie | Scrisoare manuscris datată, adresată prof. Ștefan Procopiu de către Nicolae Bărbulescu, profesor de fizică la Universitatea București. Conținutul scrisorii dezvăluie mai multe date memorialistice referitoare la diversele activități științifice ale profesorului ieșean, legăturile sale sociale, precum și afectivitatea cu care se dăruia muncii sale științifice și profesorale și cu care îi înconjura pe studenții săi. De asemenea scrisoarea reprezintă de fapt un răspuns la solicitarea prof. Procopiu de a beneficia de un exemplar litografiat din cursul de electricitate a fizicianului bucureștean, semnatarul scrisorii. | Muzeul Științei și Tehnicii „Ștefan Procopiu”, Iași | Cimec    |
|      | Afiș spectacol | Datare: 13 și 14 septembrie 1930 Dimensiuni: 90 x 57 cm Material: hârtie                                                                                       | Afiș de spectacol cu prezentarea viorii și violoncelului electromagnetic inventate de ing. Gabriel Dimitriu. Cele două concerte au avut loc la Teatrul Lyric din București în zilele de 13 și 14 septembrie 1930, la orele 21. Pe afiș se menționează faptul că prezentarea instrumentelor este patronată de M.S. Regele. Pe afiș sunt trecuți și prof. CC Nottara, prof. George Drăghici, compozitorul Theodor Rogalsky care au concertat în cadrul spectacolului. Afiș imprimat cu caractere mari, de culoare albastră. Afișul prezintă o stare de uzură accentuată provenită de la ruperea îndoiturilor formate în urma plierii acestuia și pete ale hârtiei. Necesită restaurare. Doamna Ariana Teodorescu (donatoarea) este fiica ing. G. Dimitriu, inventatorul viorii și violoncelului electromagnetic. | Muzeul Științei și Tehnicii „Ștefan Procopiu”, Iași | Cimec    |
|      | Afiș spectacol | Datare: 2 octombrie 1930 Dimensiuni: 76 x 55 cm Material: hârtie                                                                                               | Afiș de concert extraordinar ce a avut loc la data de 02.10.1930 la ora 21 la Opera Română din Cluj, sub patronajul domnului Ministru al Ardelului, cu vioara și violoncelul electromagnetic fără cutie de rezonanță realizate de domnul Gabriel Dimitriu. Pe afiș sunt trecuți și soliștii: Carol Kolar (violină), prof. Flor Breviman (violoncel) și Anton Rânai (pian). Textul este în limba română și maghiară; imprimarea cu caractere de diverse dimensiuni, de culoare neagră. Afișul prezintă depigmentări și o stare de uzură provocate de plierile repetate ale acestuia. Necesită restaurare. Doamna Ariana Teodorescu donatoarea este fiica ing. G. Dimitriu, inventatorul viorii și violoncelului electromagnetic. | Muzeul Științei și Tehnicii „Ștefan Procopiu”, Iași | Cimec    |
|      | Articol ziar Autor: Ziarul ”Universul” | Datare: 24 septembrie 1930 Dimensiuni: 24,5 x 15,6 cm Material: hârtie                                                                                         | Articol decupat din Ziarul ”Universul”, București, anul XLVIII, Nr. 232, miercuri, 24 septembrie 1930. La rubrica ”fel de fel - inventatorii noștri” sunt prezentate două fotografii: una a ing. G. Dimitriu și a prof. C.C. Nottara la vioara electromagnetică. Un text explicativ pe 6 rânduri este plasat la final. Articolul are însemnări olografe ale donatoarei, cu pixul în partea superioară. Doamna Ariana Teodorescu este fiica ing. G. Dimitriu, inventatorul viorii și violoncelului electromagnetic. | Muzeul Științei și Tehnicii „Ștefan Procopiu”, Iași | Cimec    |
|      | Articol ziar Autor: Ionel Mărgăianu, Ziarul ”Patria”                                                                                            | Datare: 7 octombrie 1930 Dimensiuni: 26,5 x 14,8 cm Material: hârtie                                                                                           | Articol decupat din Ziarul ”Patria”, Cluj, 12, Nr. 2137. X. 1930, 12. Articolul intitulat ”Vioara electro-magnifică - interesantă invenție a unui român - De vorbă cu inventatorul d. G. Dimitriu” este organizat pe două coloane și conține descrierea procedeului utilizat de către inventator, despre furtul invenției și informații despre noile preocupări privind amplificarea semnalului”. În partea superioară, donatoarea a scris cu pixul datele privind ziarul și datarea. Doamna Ariana Teodorescu este fiica ing. G. Dimitriu, inventatorul viorii și violoncelului electromagnetic. | Muzeul Științei și Tehnicii „Ștefan Procopiu”, Iași | Cimec    |
|      | Articol ziar Autor: Ziarul ”Lumea” | Datare: 4 septembrie 1931 Dimensiuni: 32,2 x 16 cm Material: hârtie                                                                                            | Articol decupat din ziarul ”Lumea”, vineri, 4 septembrie 1931 intitulat ”O invenție de mare importanță descoperită de Gabriel Dimitriu de la Pașcani, brevetată la Paris, a fost furată de un inginer rus. Articolul descrie principiul invenției, povestea furtului invenției, persoanele implicate și debutul juridic al cauzei. Donatoarea face însemnări olografe cu pixul datele privind denumirea ziarului și data. Doamna Ariana Teodorescu este fiica ing. G. Dimitriu, inventatorul viorii și violoncelului electromagnetic. Articolul necesită restaurare, prezentând rupturi. | Muzeul Științei și Tehnicii „Ștefan Procopiu”, Iași | Cimec    |
|      | Magnetonul Autor: Ștefan Procopiu | Datare: august 1912 Dimensiuni: A4 (21 x 29,7 cm) Material: hârtie                                                                                             | Articolul ”Magnetonul” semnat de Ștefan Procopiu reprezintă o lucrare a savantului publicată în revista științifică ”V.Adamachi” nr. 3 din 1912 la secțiunea Note și informațiuni. Lucrarea profesorului ieșean antcipează pe cea a fizicianului Bohr care se ocupa de același subiect, iar fenomenul studiat ar fi trebuit să poarte numele de Propcopiu-Bohr și nu invers așa cum apare în literatura de specialitate. Tema acestei lucrări reprezintă și subiectul unei scrisori adresată lui Procopiu de către acad. Costin Nenițescu care apreciază faptul că fenomenul tratat de Procopiu a depășit interesul specialiștilor din România, iar lucrare i-a fost deopotrivă apreciată și publicată în lumea științifică europeană. A fost una dintre situațiile în care România a ratat un premiu Nobel. Revista științifică ”V. Adamachi” apărea la Iași la tipografia H. Goldner, str. Gh. Mârzescu, nr.17. Revista a apărut trimestrial sub această formă din 1910 până în 1949, sub îndrumarea unor personalități, precum profesorii: P. Poni, P. Bujor, D. Hurmuzescu, I. Simionescu, P. Bogdan, T. Lalescu, R. Cernătescu, C. Motaș, iar printre semnatarii articolelor enumerăm pe prof. Șt. Procopiu Gulielma Lister, Elena Negri ș.a. Revista apare în seria nouă din 1993 editată de Universitatea ”Al.I.Cuza” Iași. Forme de valorificare: expoziții, cercetare. | Muzeul Științei și Tehnicii „Ștefan Procopiu”, Iași | Cimec    |
|      | Scrisoare Autor: Costin D. Nenițescu | Datare: 13 octombrie 1957 Dimensiuni: A4 Material: hârtie | Scrisoarea prof. academician chimist Costin D. Nenițescu (1902-1970) adresată prof. Ștefan Procopiu este manuscris, datată și semnată olograf. Textul se referă la publicarea în străinătate a lucrării despre magneton a prof. Procopiu și momentele minunate pe care semnatarul scrisorii le-a petrecut la Iași în prezența gazdelor sale (familia Procopiu). Costin Nenițescu fost chimist român, fondatorul și promotorul unor ramuri noi ale chimiei din România și membru al Academiei Române. A excelat ca profesor universitar fiind un foarte bun dascăl apreciat de către studenții săi. Forme de valorificare: expoziții, cercetare. | Muzeul Științei și Tehnicii „Ștefan Procopiu”, Iași | Cimec    |
|      | Scrisoare Autor: Nicolae Bărbulescu | Datare: 21 iunie 1956 Dimensiuni: A4 Material: hârtie | Scrisoare manuscris datată, adresată prof. Ștefan Procopiu de către Nicolae Bărbulescu, profesor de fizică la Universitatea București. Conținutul scrisorii dezvăluie mai multe date memorialistice referitoare atât la prof. Ștefan Procopiu și succesul științific cu privire la creșterea momentului magnetic terestru și la sănătatea sa, precum și la profesorul Nicolae Bărbulescu semnatarul scrisorii care comentează aici inducția magneto-electrică, menționând și mulțumindu-i profesorului ieșean pentru observațiile aduse la teoriile sale. Nicolae Barbulescu, profesor și decan al Facultății de Fizică din București se bucura de o deosebită apreciere în rândul studenților atât pentru severitatea sa cât și pentru talentul său pedagogic și pentru înțelegerea pe care o acorda personalității fiecărui discipol al său, cursurile sale fiind un model de organizare științifică și pedagogică. | Muzeul Științei și Tehnicii „Ștefan Procopiu”, Iași | Cimec    |